# 알바니아
알바니아(알바니아어: Shqipëri/Shqipëria 슈치퍼리/슈치퍼리아)는 동남유럽 지역에 위치한 국가이다. 공식 국명은 알바니아 공화국(알바니아어: Republika e Shqipërisë 레푸블리카 에 슈치퍼리스)이다.
총면적 28,748km2로 2016년 기준 300만 명 가까이의 인구를 보유하고 있다. 티라나는 알바니아에서 가장 큰 도시이자 수도이며, 두러스와 블로러 등의 대도시들이 알바니아에 위치하고 있다. 알바니아는 발칸반도에 위치하여, 북서쪽으로는 몬테네그로, 북동쪽으로는 코소보, 동쪽으로는 북마케도니아 공화국, 남쪽과 남동쪽으로는 그리스와 국경을 맞대고 있다. 알바니아는 북쪽으로는 지중해, 서쪽으로는 아드리아해, 그리고 남서쪽으로는 이오니아해와 해안선을 맞대고 있다. 알바니아는 이탈리아와 오트란토 해협을 두고 72km도 되지 않는 가까운 거리에 위치해 있다.
고전 고대 시대 동안, 현대의 알바니아 지역은 여러 일리리아 사람들과 그리스인들의 고향이 되어주었다. 일리리아 전쟁 이후에는 로마 제국에 병합되었고 로마의 행정구역 중 달마티아, 마케도니아, 그리고 모이시아 주의 일부분으로 쪼개졌다. 1190년, 사상 첫 알바니아인의 국가 알바논 공국이 세워졌다. 이후 15세기에 알바니아는 오스만 제국에 병합되고, 이후 500년 동안 제국의 식민지배 하에 있게 된다. 이후 유럽 지역에서 오스만 제국이 몰락하고, 발칸 전쟁이 발발하며 알바니아는 1912년 독립을 선언, 이듬해에 국제 사회로부터 독립국의 지위를 인정받는다. 알바니아 왕국은 1939년 이탈리아의 침략을 받고, 1943년에는 나치 독일의 보호령이 되었다. 이듬해, 알바니아는 엔베르 호자와 그가 이끄는 노동당에 의해 사회주의 공화국이 되었다. 알바니아는 공산주의 시기 동안 다양한 방면의 사회적, 정치적 변화를 겪었으며, 이 시기 동안 국제 사회로부터 고립을 감내해야 했다. 1991년, 사회주의 공화국이 해체되고 알바니아 공화국이 새로이 설립되었다.
알바니아는 민주주의 성격의 개발도상국으로, 세계 평균의 기준에서 중상 단계 정도의 소득 경제를 운용하고 있다. 서비스 부문이 알바니아 경제의 대부분을 차지하고 있으며, 산업과 농업 부문이 그 뒤를 잇고 있다. 알바니아의 공산주의 체제의 해체 이후, 시장경제 차원의 경제 개혁이 알바니아 안에서 이루어지며 해외 투자의 문을 개방하였는데, 특히 에너지와 교통 인프라 부문에 많은 부분을 개방해놓았다. 알바니아는 높은 HDI 지수를 보유하고 있으며 보편적인 의료 시스템과 무료 초중등교육을 알바니아 국민들에게 제공하고 있다.
알바니아는 UN, NATO, WTO, 세계은행, 유럽 의회, OSCE, OIC의 회원국이며, 유럽 연합의 회원국 지위를 신청해놓은 상태이다. 알바니아는 에너지 공동체, 흑해 경제 협력 기구 그리고 지중해 연합의 창립국 중 하나이기도 하다. 알바니아는 남유럽 지역 최대 규모의 호수 그리고 유럽에서 가장 오래된 호수들 중 하나를 보유하고 있다.

## 어원
알바니아의 이름은 중세 라틴어에서 비롯되었다. 알렉산드리아 출신의 지리학자이자 천문학자였던 클라우디오스 프톨레마이오스가 서기 150년 지도를 제작할 당시 두러스의 북동쪽에 위치한 알바노폴리스라는 도시를 명시할 때 알바니 (Albanët)의 일리리아인들을 명시할 때 유래된 것이라는 추측이 가장 유력하다. 알바니아의 이름은 중세의 아르바논 공국으로 지속되었다고 하나, 두 이름이 명시된 곳이 같은 장소였는지는 명확하게 밝혀진 바 없다. 비잔티움 제국의 역사가였던 미하일 아탈리아티스는 자신이 1079년에서 1080년 당시 집필한 저서 역사에서 1043년 콘스탄티노폴리스에 대항한 사람들로 알바노이를 처음 기술하였으며 디라키움 공작이 다스리는 사람들을 아르바니타이라고 기술하였다. 중세 동안, 알바니아인들은 자신의 나라를 "아르버리" 또는 "아르버니"라고 불렀으며 자신들을 "아르베레쉐" 혹은 "아르베네쉐" 사람들이라 지칭하였다.
오늘날의 알바니아인들은 자신의 나라를 "슈치퍼리" 혹은 "슈치퍼리아"라고 부른다. 17세기부터 지명 슈치퍼리아와 민족 데모님 슈치파레가 아르베리아와 아르베레쉬를 대체하였다. 두 단어는 "독수리들의 땅" 혹은 "독수리들의 아이들"로 종종 해석된다.

## 역사

### 선사 시대

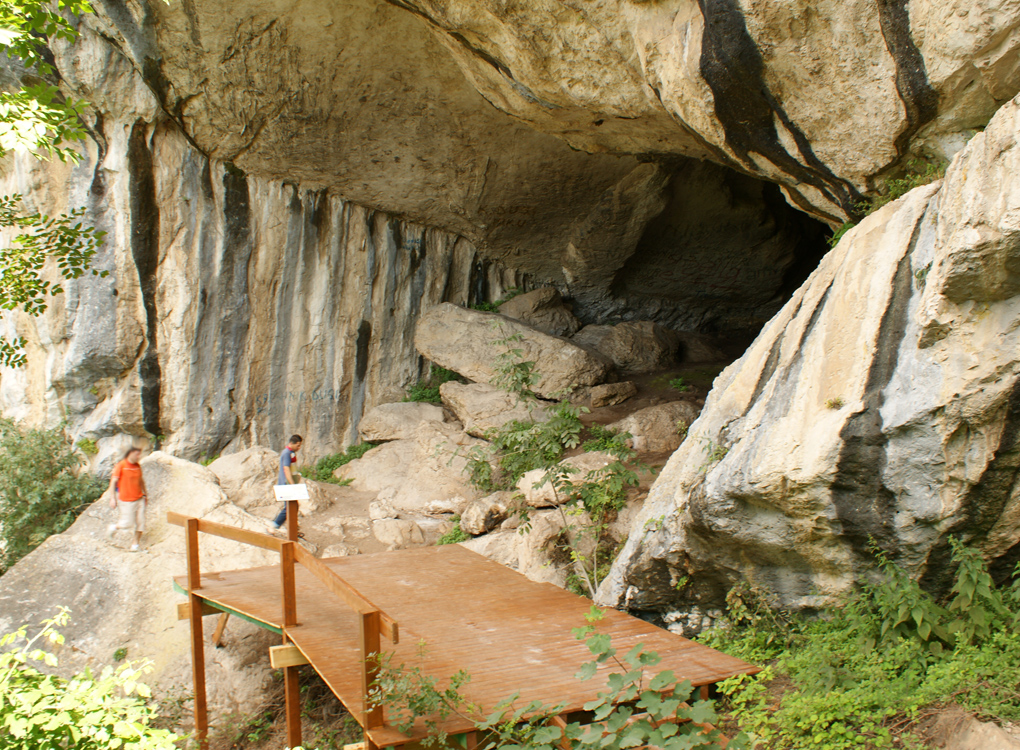
티라나 인근의 펠룸바스 동굴. 석기 시대에 사람이 거주하였던 것으로 확인되었다.

알바니아에 인간이 처음 정착한 시기는 중석기 시대와 구석기 시대로 거슬러 올라가는데, 이를 뒷받침할 사료가 사란더 근처의 사레라는 마을과 티라나 인근의 다이딧 산에서 발견되었다고 한다. 사레 근처의 한 동굴에서 부싯돌과 벽옥(碧玉) 그리고 동물의 뼈 등이 발견되었고, 다이딧 산에서는 뼈와 오리냐크 문화에 유사한 석기 도구들이 발견되었다. 알바니아에서 발굴된 석기시대의 유적들은 동시대의 것으로 추정되는 몬테네그로의 세르베나 스띠에아 유적과 그리스 북서부에서 발굴된 것과 유사한 형태를 띈다.
알바니아 중부와 남부 지방에서 발굴된 봉분 유적의 청동기 시대 유물들은 마케도니아 남서부와 그리스 레프카다의 유적의 것들과 유사하다. 고고학자들은 이를 보고 해당 지역들에는 기원전 3000년 정도에 고대 그리스어를 사용하는 인도-유럽 어족들이 정착하기 시작하였다고 결론지었다. 이들의 일부가 기원전 1600년 정도에 미케네로 이주하여 미케네 문명을 일구었다. 또 다른 인구 집단이었던 일리리아인들은 당시에 그들의 영역으로선 가장 최남단 지역인 알바니아와 몬테네그로 국경 지역에 살면서 그리스 민족들과 이웃하고 있었다고 추정된다.

### 고대

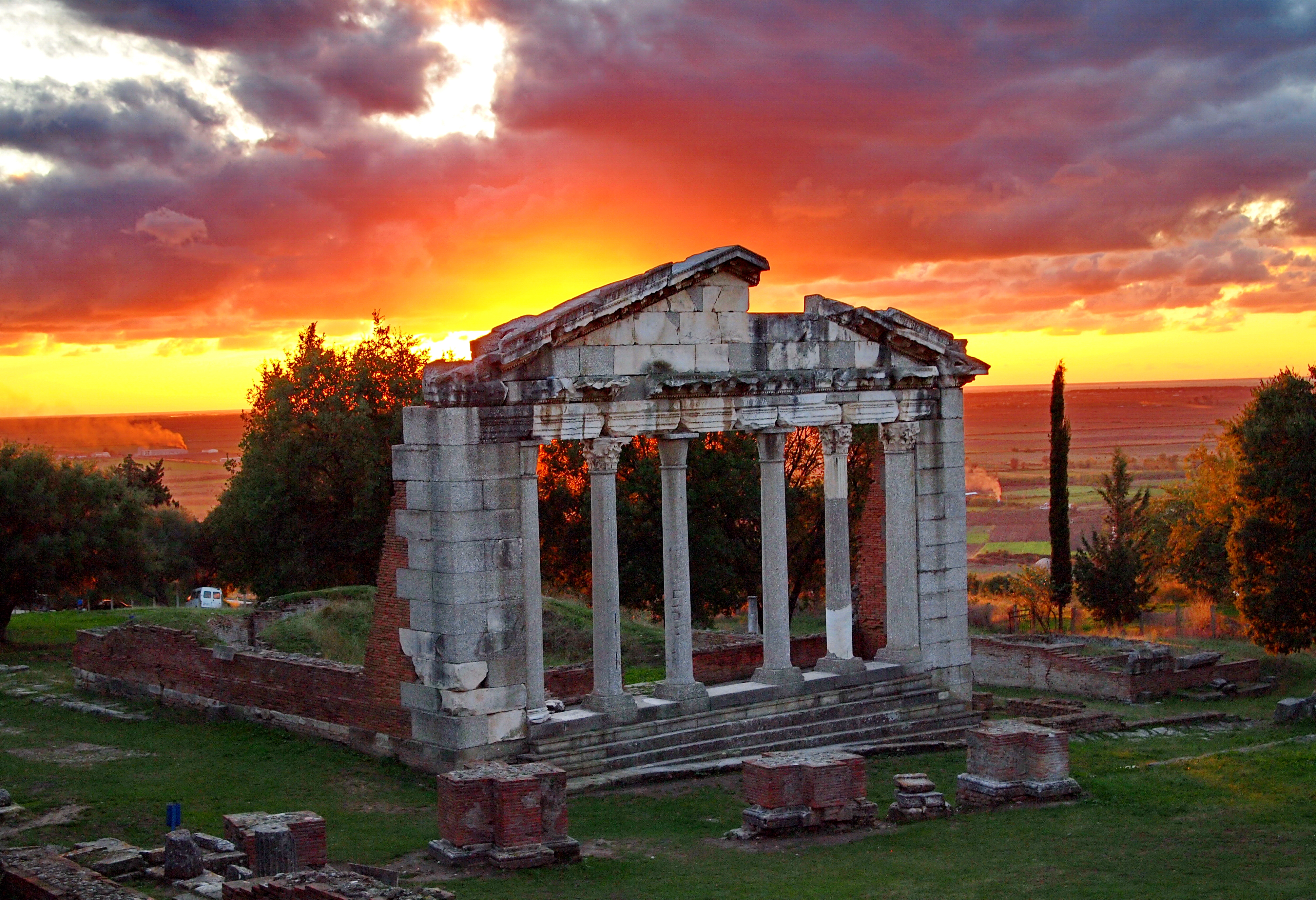
아폴로니아의 경기 회장 기념물. (기원전 6세기)

고대 당시 현대의 알바니아 지역에는 일리리아 사람들이 주로 거주하고 있었다. 그 사람들이 살고 있는 영역은 아드리아해 동부 지역과 아우레스강 어구까지 이르렀고, 이 지역 전체는 일리리아라고 불렸다. 일리리아에 대한 기록은 기원전 4세기 중반 집필된 고대 그리스 문헌 흑해 주항기에 처음 등장한다. 당시 남부 지역에는 그리스 카오니아인들 이 포이니케를 수도로 두고 연안 지역에 기원전 7세기부터 아폴로니아, 에피담노스 그리고 아만티아 등의 다양한 정착지를 개척해나가고 있었다.
알바니아 지역에서 가장 영향력 있었던 부족 중 하나는 아르디에이였다. 아르디에이 왕국은 피예브라투스 2세의 아들 그론의 지휘 아래 가장 큰 영역을 차지하고 있었다. 그론의 영향력은 이웃 부족에까지 미쳐졌다. 기원전 230년 그론의 사망 이후, 그의 아내 테타가 왕국을 물려받아 다스렸다. 테타 휘하의 군대들은 남쪽으로 이오니아해까지 진출하였다. 기원전 229년, 로마는 일리리아의 로마 선박들에 대한 약탈을 이유로 전쟁을 포고하였다. 전쟁은 기원전 227년 일리리아의 패배로 종전되었다. 테타의 왕좌는 기원전 181년 겐티우스가 승계하였다. 겐티우스는 기원전 168년 로마와 충돌하며, 제3차 일리리아 전쟁을 시작하였다. 전쟁은 기원전 167년 로마의 승리로 끝났고 그 시점부터 일리리아의 독립도 막을 내렸다. 전쟁 패배 이후, 로마는 일리리아를 세개의 행정구역으로 쪼개었다.

### 중세

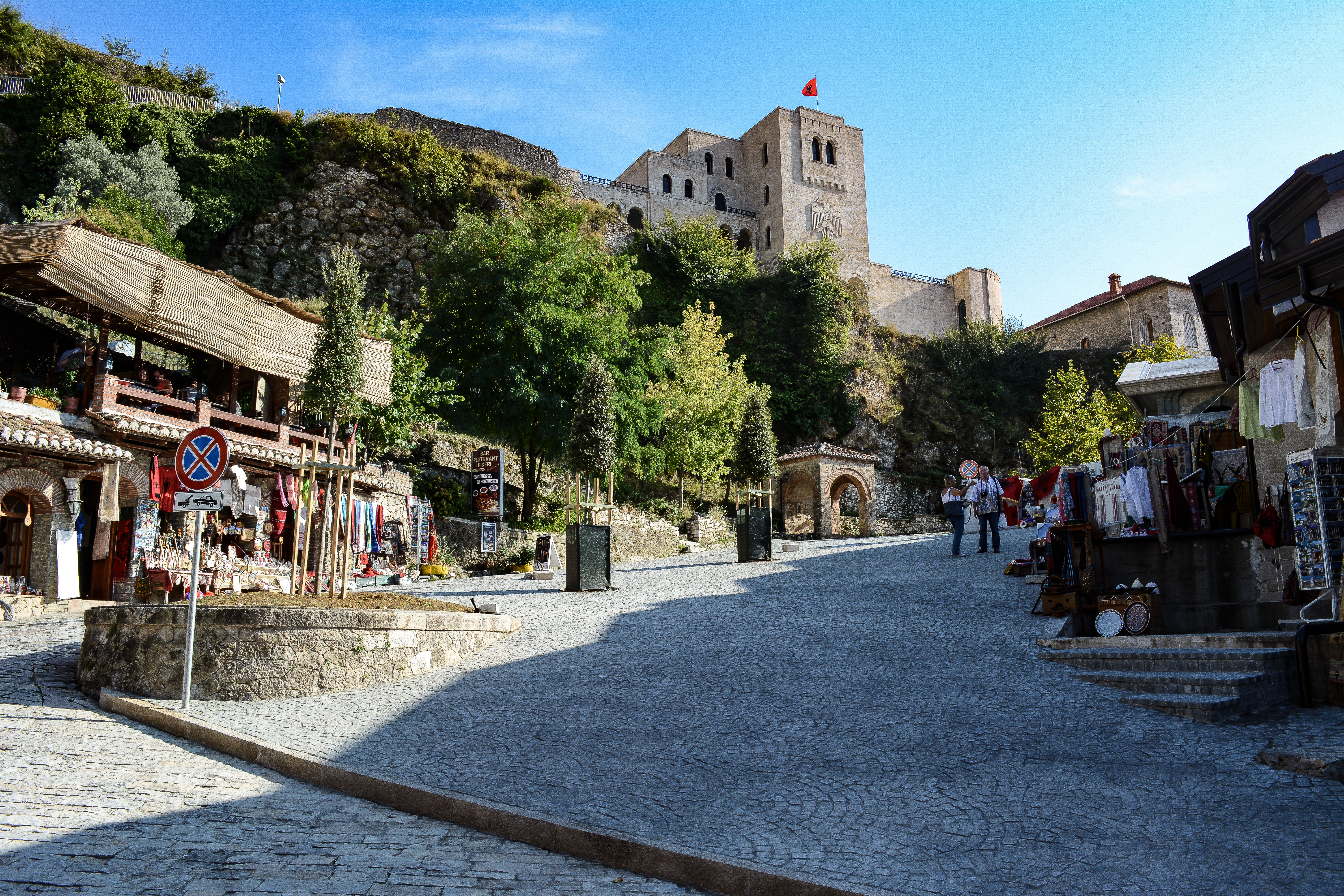
크루여는 중세 시기 알바니아 지역의 주도 역할을 하였다.

중세 동안, 알바니아는 비잔티움 제국의 지배 아래 있었으나 7세기부터 슬라브족들이 알바니아 지역 곳곳에 이주해오기 시작하였다. 9세기에는 불가리아 제1제국의 침략을 받았다. 13세기에 비잔티움 제국과 불가리아 제2제국의 국력이 약해지자, 알바니아의 일부분이 세르비아 대공국의 침략을 받기도 하였다. 이 시기의 정복자들은 알바니아 내의 로마 혹은 비잔티움 문명의 흔적을 파괴하거나 약화시켰다.
알바니아의 독립은 중세 시기부터 아르바논 공국, 중세 알바니아 왕국 등 다양한 형태로 형성되어 왔다. 아르바논 공국 혹은 알바논은 1190년 당시 크루여의 아르콘이었던 프로곤이 세운 중세 사상 첫 알바니아인의 독립국가였다. 프로곤이 맡았던 권좌는 그의 아들들인 지인과 드미트리가 승계하였다. 프로곤 일가의 마지막 후손이었던 드미트리의 사망 이후, 알바논 공국은 그리스인 그레고리 카모나스, 크루여 공작, 골렘 등의 인물들이 다스려 나갔다. 아르바논 공국은 1255년 해체되었다. 아르바논 공국은 "알바니아인의 국가"의 기틀을 잡아주었으며, 제국 서쪽의 말단 지역의 이점을 활용하여 준자치 행정구역의 지위를 얻는데 기여하였다고 평가된다.
중세 알바니아 왕국은 카를로 1세에 의해 알바니아 지역에 설립되었다. 1271년 카를로 1세가 에페이로스 전제공국에서 정복한 지역이었다. 이듬해 1272년 2월, 그는 알바니아 왕국의 국왕으로 추임되었다. 왕국은 두러스부터 부트린트 해안까지 이르는 영토를 차지하고 있었다. 알바니아 왕국의 탄생 이후, 가톨릭 중심의 정치 구조가 세워지며 이를 기반으로 발칸 지역 내에 가톨릭교가 널리 퍼지게 되었다. 당시 정치적 개혁은 북부 알바니아를 다스리고 있었던 카를로 1세의 사촌 옐레나 안주이스카의 지지를 얻고 있었다. 그녀가 당시 북부 알바니아와 세르비아를 다스리고 있던 동안 해당 지역에 30개 이상의 가톨릭 교회와 예배당이 세워졌다. 이후 1331년부터 1335년까지, 세르비아 제국이 알바니아를 지배하였다. 세르비아 제국의 분열 이후, 여러 알바니아 공국들이 분리되었고, 이들 중 발샤, 토피아, 카스트리오티, 무자카 그리고 아리아니티 공국이 비교적 강력하였다. 14세기 초반에는 오스만 제국이 알바니아 지역의 대부분을 정복하였다. 1444년에 알바니아 공국들은 스칸데르베그의 지휘 아래 단결하였다. 이후 스칸데르베그는 지금까지도 알바니아 중세의 국민 영웅으로 추대받고 있다.

### 오스만 제국 시기

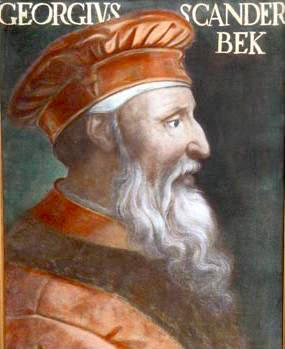
스칸데르베그

오스만 제국의 수립 초기, 당시 동남유럽 지역은 작은 공국들로 쪼개져 있었다. 오스만 군대들은 1415년에 남부 알바니아에 주둔지를 마련해놓았으며 1431년에는 알바니아의 대부분을 점령하였다. 그러나 1443년 알바니아의 국민영웅인 스칸데르베그 주도의 장기 반란이 일어났다. 이 반란은 1479년까지 지속되며, 당시 술탄 무라트 2세와 메흐메트 2세가 이끌던 주요 오스만 군대들을 물리쳐냈다. 스칸데르베그는 알바니아 지역의 군주들을 통합하고, 대부분의 지역에 중앙 권력 체계를 도입해내며, 알바니아의 군주 자리에 오르기에 이르렀다. 그는 또한 오스만 제국에 대항하기 위해 범유럽 연합을 구성하려 시도하기도 하였다. 터키인들은 이탈리아와 서유럽 지역을 정복하기 위해 알바니아 지역을 발판으로 삼을 필요가 있었고, 이에 따라 여러번 재정복 시도를 하였으나, 매번 스칸데르베그에 위해 저지되었다. 당시 그와 오스만 제국과의 싸움은 유럽 지역에서 대단한 존경을 받고 있었으며, 이는 나폴리, 베네치아, 라구사 그리고 교황으로부터 재정적, 군사적 지원을 이끌어내기도 하였다. 한편 오스만 제국이 알바니아에 진출하며, 이슬람교가 제3의 종교로 알바니아에 유입되었다. 이 시기동안 대규모의 알바니아인들이 기독교 유럽 국가들로 이주하였으며, 특히 이탈리아로의 이주가 다량으로 이루어졌다. 한편 이슬람교로 개종한 알바니아인들은 보스니아인과 더불어 오스만 제국 내에서 높은 지위를 얻을 수 있었으며, 오스만 제국의 발칸 지역에 대한 정책에서 강력한 영향력을 행사할 수 있었다.
무슬림 알바니아인들은 제국 내에서 대재상을 포함한 여러 고위 행정직을 맡을 수 있었다. 당시 무슬림 알바니아인 중 대표적인 인물로는 오스만 제국-페르시아 전쟁을 지휘한 쾨프륄루 메흐메드 파샤 장군, 제4차 오스트리아-튀르크 전쟁 당시 오스만 군대를 이끌었던 쾨프륄자드 파질 아흐메드 파샤 장군, 그리고 당시 이집트 총독이었던 무함마드 알리 파샤 등이 있다.
15세기 동안, 오스만 제국은 알바니아에 강력한 행정권을 행사하고 있었고, 알바니아의 행정구역은 4개의 군(郡)으로 나뉘었다. 지역 정부는 스페인에서 박해를 피해 이주해온 유대인 정착지를 마련하며 무역을 촉진시키려 하였다 (당시 15세기 말). 당시 블로러는 부르사, 콘스탄티노폴리스, 그리고 여러 유럽 지역에서 벨벳, 면제품, 모헤어(앙고라 염소의 털. 그 털로 짠 천), 양탄자, 향신료, 그리고 가죽 등의 물품을 항구를 통해 들여오고 있었다. 당시 몇몇 블로러의 시민들은 유럽 지역 전체에 사업 네트워크를 구축하기도 있었다.
당시 알바니아인들은 오스만 제국 내 이라크, 이집트, 알제리, 그리고 마그레브 지역 안팎에서 주요 군직과 행정직을 도맡고 있었다. 이는 오스만 제국의 데브쉬르메 제도의 영향이었다. 알바니아 지역의 이슬람화는 14세기 오스만 제국의 진출부터 점진적으로 진행해 오던 과정이였다 (오늘날, 다수의 알바니아인들이 이슬람교를 믿고 있으며, 오직 소수의 알바니아인들만이 로마 카톨릭교와 동방정교의 신앙을 갖고 있다). 한편 초기 오스만 제국의 동남유럽 진출 당시의 지역 영주들은 이슬람교를 꼭 믿어야만 했던 것은 아니였으며, 오히려 종종 반오스만 성향을 띠기도 하였는데, 이 중 대표적인 인물이 스칸데르베그였다 (그는 이후 19세기에 알바니아의 민족 주체성을 구성하는 주요 인물로 추앙된다). 알바니아인들에게 가장 영향력이 컸던 사회적 변화는 바로 점진적인 이슬람화였으나, 본격적으로 널리 퍼지게 된 것은 17세기부터였다.
17세기 당시에는 주로 로마 카톨릭 교도들이 이슬람교로 개종하였으며, 동방정교 교도들은 18세기 정도에야 개종의 움직임이 일어났다. 당시 초기 엘바산과 슈코더르와 같은 주요 도시에만 머물러있던 교세도 교외 지역으로 확장되어 나갔다. 당시 대규모의 개종 움직임은 다양한 이유로 설명되며, 학계에서도 이를 증빙할 자료가 얼마 남아있지 않아 일축하기 힘들다. 알바니아는 1912년까지 오스만 제국의 루멜리아 주의 일부로 남아있었으며, 이후 알바니아의 독립이 점차 이루어졌다.

### 알바니아 민족 계몽기

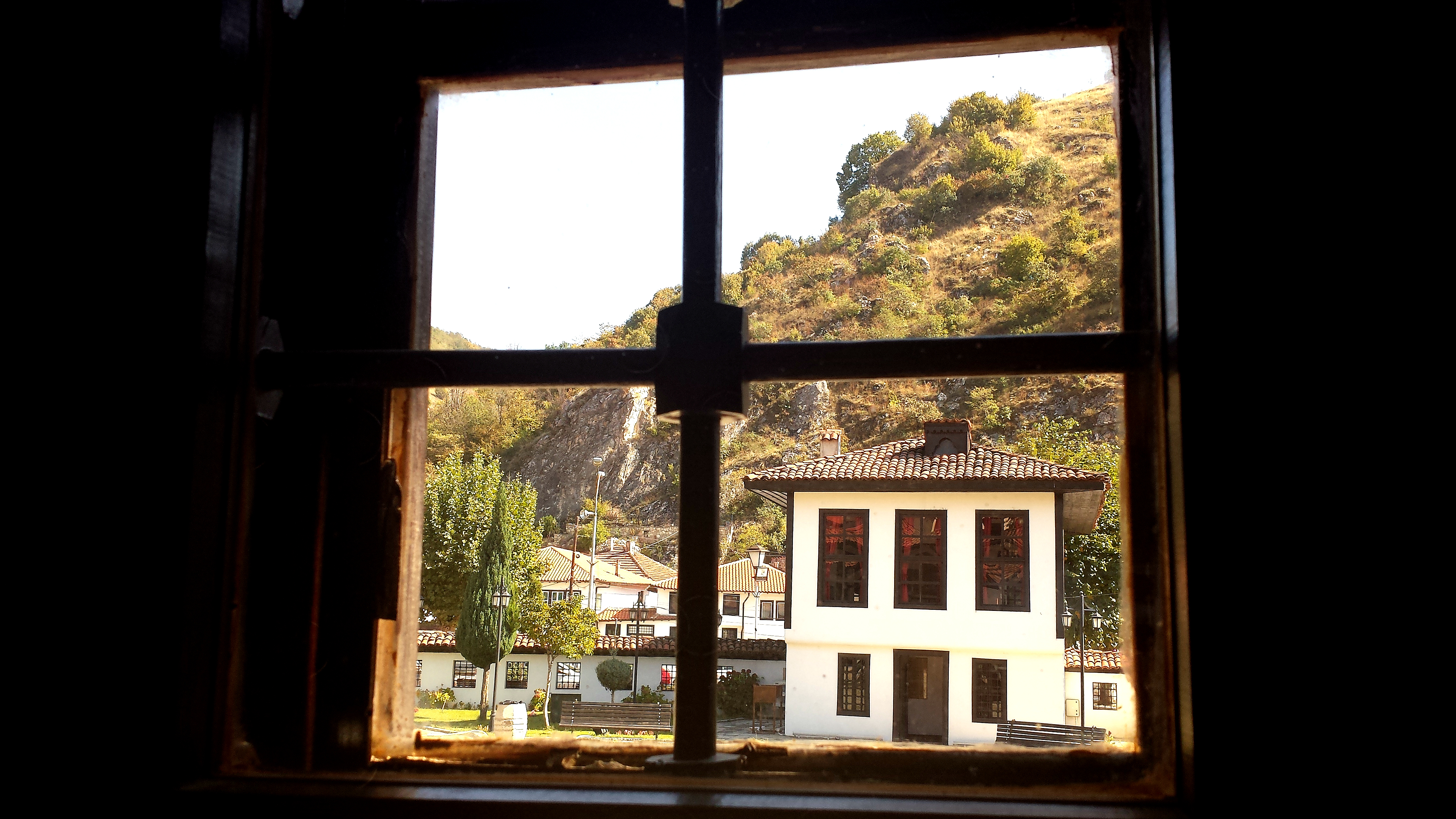
프리즈렌에 위치한 프리즈렌 동맹 건물의 전경.

알바니아의 민족 부흥 (Rilindja Kombëtare)의 움직임은 1870년대부터 시작되어 1912년 알바니아의 독립 선포 직전까지 지속되었다. 프리즈렌 동맹 (알바니아 국가의 권리 수호를 위한 동맹) (Lidhja e Prizrenit)은 1878년 6월 코소보 빌라예트의 프리즈렌이라는 구시가에서 결성되었다. 설립 초반 오스만 관리들은 동맹이 무슬림 영주들과 오스만 제국 행정부에 연관된 인물들로 구성되어 있는 것으로 인지하여 지지하였다. 오스만 관리들은 이슬람의 연대를 지지, 보호하였으며 보스니아 헤르체고비나 지역을 포함하는 여러 이슬람 영향권 지역들의 수호를 촉구하였다. 이것이 동맹을 '진정한 무슬림의 위원회' (Komiteti i Myslimanëve të Vërtetë)라고 이름붙인 이유였다. 프리즈렌 동맹은 일명 카라르나메라는 법령을 발표하였는데, 법령 내에는 북부 알바니아, 에페이로스 그리고 보스니아의 국민들은 오스만 제국의 '영토 보전'을 수호하기 위해 불가리아 왕국, 세르비아 왕국 그리고 몬테네그로 왕국에 대항하기 위한 어떠한 수단도 동원하겠다는 선언을 포함하고 있다. 이 법령은 1878년 6월 18일 47명의 무슬림 대표들이 조인한 것이다. 300명 정도의 대표들이 당시 회의에 참여하였으며, 이 중에는 보스니아 지역과 프리즈렌 군에서 중앙 정부의 대표로 참여한 이들도 포함되어 있었다.

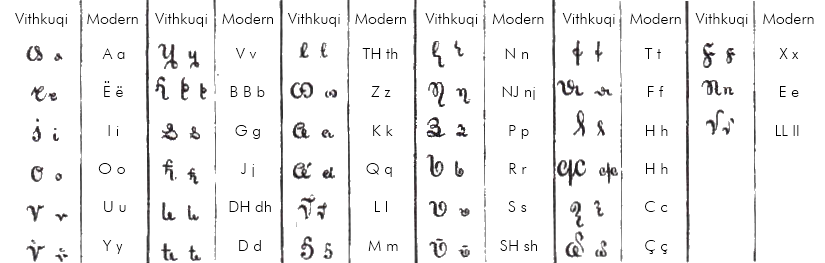
1845년 출판된 나움 베키냐르치의 알파벳 (Alfabeti i Vithkuqit).

압둘 프라셔리의 새로운 지도 아래, 프리즈렌 동맹은 알바니아 지역의 자치와 코소보, 스쿠타리, 마나스티르 그리고 야니아의 네 곳의 주를 알바니아 주 하나로의 통합을 요구하기 시작하였고, 당시 오스만 제국은 프리즈렌 동맹의 지지를 철회하였다. 프리즈렌 동맹은 베를린 회의에 의해 몬테네그로에 할당되었던 플라브, 구시네 등의 지역이 합병되려는 시도를 군대를 동원하여 막아내었다. 프리즈렌 동맹의 군대는 노브시스에서 몬테네그로 군대와의 전투에서 여러 차례 승리하였으나, 강대국의 압력에 따라, 프리즈렌 동맹은 플라브, 구시네에서 군대를 철수시켰으며, 이후 술탄이 보내온 오스만 군대에 의해 패배하였다. 이후 1912년 알바니아인들이 다시 봉기하였고, 오스만 제국은 발칸 전쟁에서 패배하고, 잇따라 몬테네그로, 세르비아, 그리고 그리스 군대들이 알바니아를 향해 진군하였다. 그리고 1912년 11월 28일, 이스마일 체말리가 블로러 남부에서 알바니아의 독립을 선포하였다.

### 독립

1913년에서 1914년까지 존재하였던 알바니아 독립국가에 제안된 분계선.

1912년 11월 28일 남부 블로러에서 열린 알바니아 만민 회의에서 블로러 의회가 결성되었다. 의회에 모인 83명의 지도자들은 알바니아를 독립 국가로 선포하고 임시 정부를 구성하였다. 임시 정부는 1912년 12월 4일 열린 의회의 두번째 회의에서 설립되었다. 임시정부는 이스마엘 체말리가 이끄는 10명의 지도자들로 구성되어, 1914년 1월 22일 그의 사임까지 지속되었다. 또한 의회는 18명을 뽑아 상원 (Pleqësi)을 구성하게 하여 정부의 자문 역할을 하게 하였다.
1913년 7월 29일 런던 회의에서 알바니아의 독립이 인정되었다. 당시 새롭게 세워진 알바니아 공국의 분계선은 당시의 인구 통계학적 현실을 무시하고 있었다. 1913년 10월 15일 국제 통제 위원회가 설립되어 알바니아의 정치제도가 자리잡기 전까지 알바니아의 국가행정을 담당하였다. 국제 통제 위원회는 블로러에 본부를 두었다. 국제 헌병대가 알바니아 공국의 첫 법집행기관으로 설립되었다. 11월에는 첫 헌병대원들이 알바니아에 도착하였다. 알바니아의 군주였던 빌헬름 비디 (Princ Vilhelm Vidi)가 공국의 첫 군주로 선택되었다. 3월 7일, 빌헬름 비디는 당시 임시 수도였던 두러스에 도착하여 정부를 구성하기 시작하였고, 투판 페르메티를 임명하여 첫 알바니아 내각을 구성하라 지시하였다.

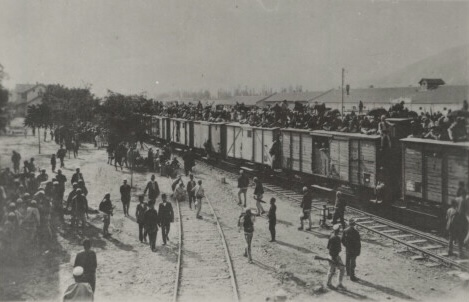
1912년 8월 오스만 군대를 몰아내고 알바니아 혁명가들이 수복한 스코페의 모습.

1913년 11월, 알바니아의 친-오스만 제국 세력들은 알바니아 출신의 오스만 제국의 전쟁장관이었던 이제트 파샤에게 알바니아의 군주 자리를 제안하였다. 당시 친-오스만 성향의 알바니아 국민들은 새로운 알바니아 공국의 출범은 그저 6개의 기독교 국가들과 국가 대부분의 농경지를 차지있고 있었던 지주들의 꼭두가시라 여겼다.
1914년 2월, 지로카스터르에 거주하던 그리스인들은 북이피로스 자치 공화국의 설립을 선포하며 알바니아와의 통합을 거부하였다. 이 정부는 오래 가지 않아 이후 1921년, 남부 지역들은 알바니아 공국에 통합되었다. 한편, 새로운 알바니아 정부에 불만을 가지고 있었던 알바니아 농민들이 봉기를 일으키며, 당시 알바니아와 이슬람의 구원자라 자칭하던 에사드 파샤 톱타니와 이슬람 성직자들을 중심으로 반란을 확산시켜나갔다. 군주 비디는 알바니아 북부 미르디터현의 카톨릭 신자들의 지지를 얻기 위해 당시 그들의 지도자였던 프렝크 비베 도다를 알바니아 공국의 외무장관으로 임명하였다. 1914년 5월과 6월, 이사 볼레티니와 코소보에서 온 그의 수하들이 국제 헌병대에 동참하였으나, 이들은 1914년 8월 중부 알바니아 대부분을 정복하고 있었던 반군에 패배당하였다. 군주 비디의 정부는 몰락하였고 그는 1914년 9월 3일 알바니아를 떠났다.

### 공화국과 왕정 시기

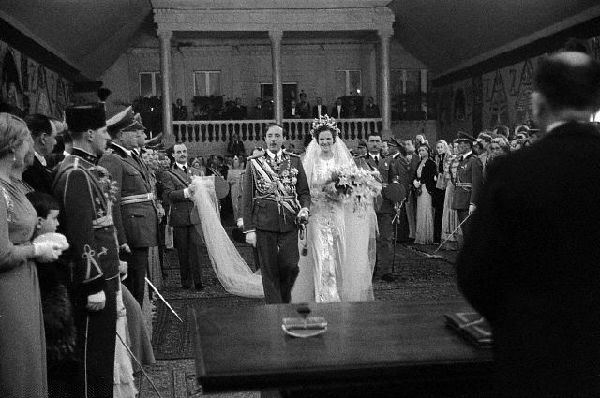
1938년 조구 1세와 당시 제랄딘 백작과의 결혼식.

잠깐 존재하였던 알바니아 공국 (1914-1925)는 알바니아 공화국 (1925-1928)로 대체되었다. 1925년 4명의 섭정체제가 끝나고 조구 1세가 새롭게 설립된 공화국의 대통령으로 선출되었다. 티라나가 알바니아의 영구적인 수도로 공식 인준되었다. 조구는 권위주의적이며 보수적인 정권을 이끌었고, 그 목적은 국가 안정과 질서 확립에 있었다. 조구는 강제적으로 이탈리아에 협력하는 정책을 채택해야 하였다. 1925년 1월 20일 알바니아와 이탈리아 양국간 교역 거래에서 독점권을 얻는 조약이 맺어졌다.
1928년 알바니아 공화국은 군주제로 다시 대체되었다. 조구는 국가 전체에 대한 자신의 직권을 확대하기 위해 도로 건설에 많은 집중을 쏟았다. 당시 16세를 넘은 모든 알바니아 남성은 국가에 매년 10시간의 노동 시간을 바쳐야 할 의무가 부여되었다. 국왕이 된 조구는 보수적인 성향을 유지하였으나, 여러 개혁을 실행하기도 하였다. 그 일례로, 사회의 현대화를 위해 자신의 이름에 출신 지역의 이름이 들어가는 전통을 폐지하였다. 또한 조구는 국제 기구에 토지를 기부하여 학교와 병원을 짓게 하였다. 당시 군대는 이탈리아 장교들에 의해 훈련되었다. 조구는 균형을 위해 이탈리아의 압박에도 불구하고 국가 헌병대에 영국 사무관들을 계속 유지하였다. 알바니아 왕정은 당시 파시스트 이탈리아 정부의 지지를 받고 있었으며 두 국가는 1939년 이탈리아의 알바니아 침공 직전까지 가까운 외교관계를 유지하였다. 알바니아는 이탈리아 왕국에 점령되었으며 이후 제2차 세계대전에는 나치 독일에 점령되었다.

### 제2차 세계대전

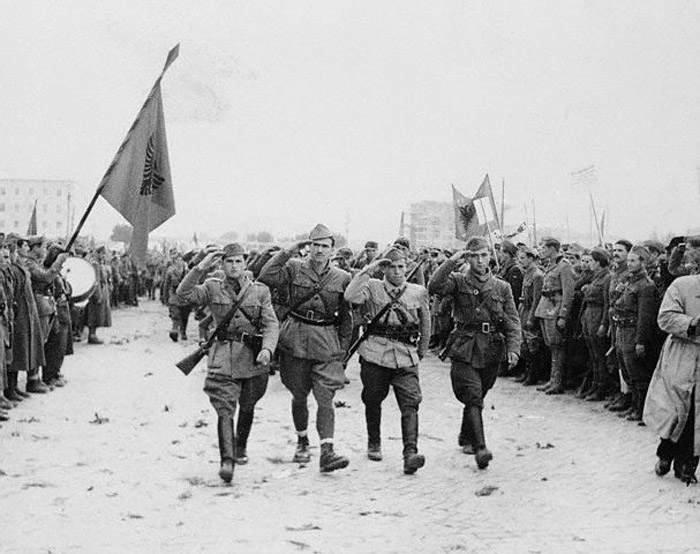
1944년 11월 29일 티라나에서 행진하는 알바니아 게릴라군의 모습.

이탈리아에 의해 군사적 점령 상태가 된 이후, 알바니아 왕국은 1939년부터 1943년까지 비토리오 에마누엘레 3세가 이끄는 이탈리아의 보호국이자 속령이었다. 1941년 4월 추축국의 유고슬라비아 점령 이후, 현재 코소보의 대부분, 서부 마케도니아 지역, 중부 세르비아의 투틴, 동부 몬테네그로의 일부분을 포함한 유고슬라비아 지역은 지역 내 상당한 알바니아인 인구가 있었다는 이유로 알바니아에 합병되었다. 1941년 11월, 소규모의 알바니아 공산주의자 모임 구성원들은 티라나에서 130명을 모아 알바니아 공산주의 정당을 창당, 엔베르 호자를 지도자로 하고 11명으로 구성된 중앙 위원회까지 설립하였다. 공산당은 초기에 약간의 대중성을 겸비하여, 청년 위원회에서 새로운 당원을 받기도 하였었다.
1943년 이탈리아의 항복 이후, 나치 독일이 알바니아를 점령하였다. 당시 이탈리아에 적대적이었던 민족주의 단체 발리 콤페타르는 티라나에 "중립" 정부를 출범, 독일군과 함께 공산주의 성향의 국가해방운동 단체를 배척하였다. 알바니아는 당시 유럽에서 가장 황폐화된 국가들 중 하나였다. 60,000가구 이상의 주택이 파괴되고 전체 인구의 10%가 노숙자로 전락하였다. 공산 게릴라군은 재결성되어 1944년 1월에는 남부 알바니아의 대부분을 통제하고 있었다. 그러나, 그들은 독일군의 공격대상이 되어 일정 지역에서 철수해야 하였다. 국가해방전선은 펄멧 회의에서 국가 해방 반-파시스트 위원회를 구성하여 알바니아의 행정 및 입법기관으로 역할하도록 하였다. 제2차 세계대전 말기의 알바니아는 공산주의자들과 민족주의자들이 서로 갈등하는 내전상태에 이르렀다. 그러나 1944년 늦여름 즈음에는 공산 게릴라군이 남부 알바니아에서 발리 콤페타르 군대를 몰아내었다. 11월이 끝나기 전, 독일 군대는 티라나에서 철수하였고, 공산 게릴라군이 바로 티라나를 공격하여 점령하였다. 게릴라군은 1944년 11월 29일을 기점으로 알바니아 전체 지역을 독일의 지배에서 해방시켰다. 공산주의자들은 10월 베라트에서 임시정부를 구성, 엔베르 호자를 총리로 임명하며 알바니아를 통치하기 시작하였다.

### 공산 정부

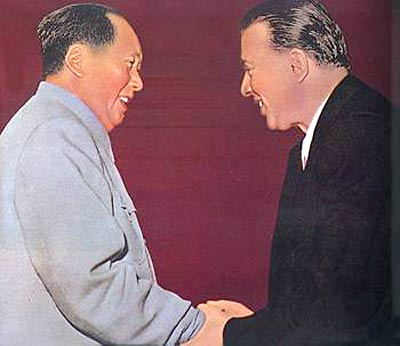
마오쩌둥과 엔베르 호자의 모습. 두 국가 정상은 1956년 엔베르 호자의 방중, 그리고 1957년 모스크바에서 열린 공산당 회의에서 두번 만났다.

제2차 세계 대전이 끝나고, 공산당이 알바니아의 주요 군사 및 정치 세력으로 떠오른 후 북부 알바니아로 군대를 보내 남아있던 민족주의자 세력을 제거하려 하였다. 공산당 군대는 그 중 니카이-메르투르, 두카진 산악 지대, 그리고 켈멘디 지역에서 벌어진 전투에서 프레 사히가 이끄는 게릴라군의 거센 저항에 맞닥뜨려야 했다. 1945년 1월 15일, 타마라 교량에서 공산당 제1여단 소속 군사들과 민족주의 세력과 충돌이 벌어졌고, 민족주의 세력의 패배로 마무리되었다. 약 150명의 켈멘디 사람들이 살해당하거나 고문당하였다. 이 사건은 엔베르 호자의 독재 정권에서 벌어지는 여러 문제의 시작점으로 여겨진다. 당시 계급투쟁이 급격히 일어나며, 자유와 인권은 철처히 무시당하였다. 켈멘디 지역은 이후 20년 동안 국경으로부터 고립, 도로 부족 등의 문제로 완전히 고립되었고, 농업협동조합의 시행 이후 경제 또한 쇠퇴하였다. 많은 켈멘디 사람들은 지역을 떠났고, 몇몇은 국경을 넘으려다 사형에 처해졌다.
나치 독일의 지배에서 해방된 이후, 알바니아는 공산주의 국가가 되었다. 곧바로 알바니아 사회주의 인민공화국이 세워졌고, 엔베르 호자와 알바니아 노동당이 국가를 이끌었다. 왕정은 빠르게 해체되고 인민공화국이 세워지며 알바니아의 사회주의 건설이 곧바로 실행에 옮겨졌다. 1947년, 알바니아의 첫 철도가 완성되고, 곧바로 몇개월 후 두번째 철도 노선이 완공되었다. 새로운 토지 개혁법이 제정되어 토지의 소유권을 실제 땅을 경작했던 농민들과 노동자에게 할당하였다. 농업은 노동자 협동조합의 형태로 운영되었고, 농업 생산량도 상당히 증가하여, 당시 알바니아는 농업적으로 자급자족할 수 있는 상태가 되었다. 1955년에는, 알바니아 성인 인구에서 문맹이 없어졌다.

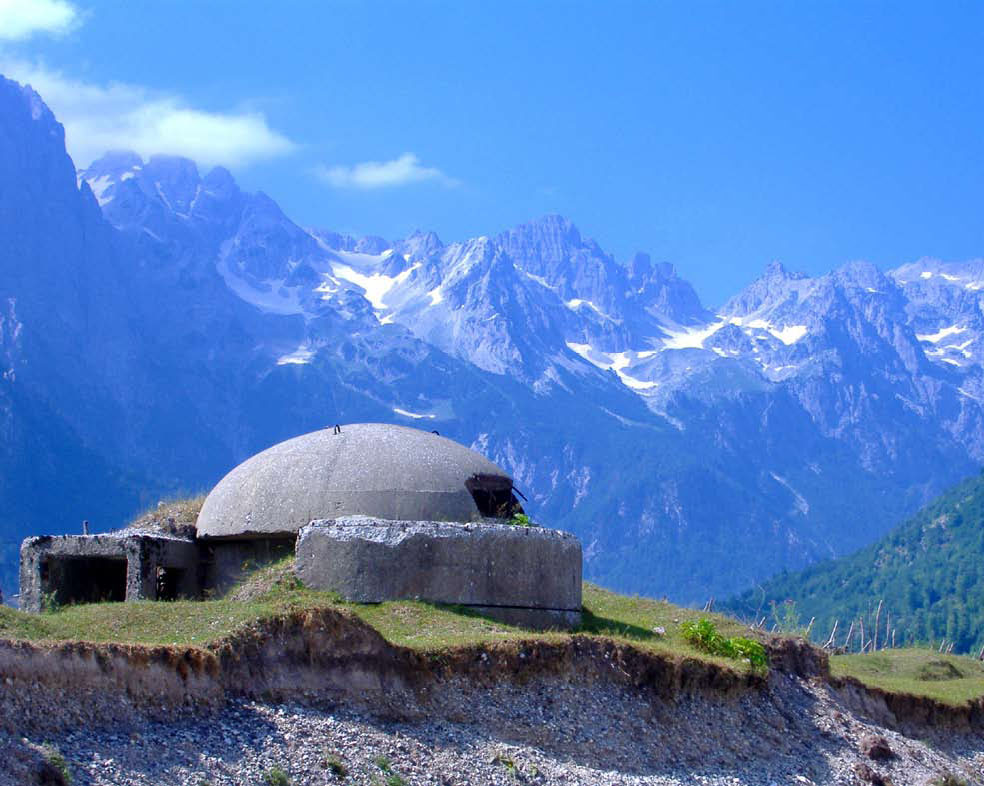
발보네 협곡을 바라보고 있는 옛 공산당 벙커. 1983년에 약 173,271개의 콘크리트 벙커들이 해체되었다.

당시 이 시기 동안, 알바니아는 산업화의 과정을 겪고 급격한 경제성장을 보였고, 국가 전체에서 전례 없는 교육과 의료 보급에서 진전을 보였다. 당시 알바니아의 평균 연례 국가 총소득 증가율은 세계 평균보다 29% 높았고 유럽 평균보다 56% 높았다. 알바니아는 대규모의 부채를 지고 있었는데, 1948년에 유고슬라비아와, 1961년까지 소련과, 그리고 1950년대 중반부터 중화인민공화국와 채무관계를 맺고 있었다. 당시 공산주의 헌법은 개인에게 세금을 부과하지 않았으나, 협동 조합이나 단체에 세금을 부과하며, 비슷한 징수효과를 볼 수 있었다. 공산주의 정권 시기동안 종교의 자유는 엄격히 축소되었고, 모든 형태의 숭배는 불법으로 규정되었다. 1945년 8월, 농업개혁법이 제정되며 종교단체 (대부분 이슬람 와크프) 소유의 많은 재산들이 국유화되며, 수도원과 교구 토지들도 모두 몰수당하였다. 울라마와 사제들을 포함한 많은 성직자들이 체포되거나 사형당하였다. 1949년, 종교 단체에 대한 법령이 발표되어 모든 종교활동은 중앙정부에 의해 제재를 받게 되었다.
몇백개의 모스크와 수십개의 이슬람 서재들이 파괴되며, 그 안에 소장되어 있던 귀중 문서들도 소각되었다. 이후 1967년 엔베르 호자는 알바니아를 "세계 최초 무신론 국가"라 선포하였다. 교회 건물들은 전부 해체되지 않고, 청년들을 위한 문화 센터로 변모하였다. 1967년 법률에서는 모든 "파시스트, 종교, 전쟁주의, 반공산주의 활동과 프로파간다"를 금지하였다. 설교 행위는 3년에서 10년 사이의 징역에 처해질 수 있는 범법 행위가 되었다. 그럼에도 불구하고, 많은 알바니아인들이 비밀리에 종교활동을 계속하고 있었다. 호자 독재정권의 반종교 정책은 10여년 뒤에 가장 극단적인 형태를 띠어갔다: "국가는 어떠한 종교도 인정하지 않는다"라고 알바니아의 1976년 헌법에서 기술되어 있으며, "인민의 과학적인 물질 세계관 확립을 위해 무신론을 적극 지지한다."라고 하였다. 엔베르 호자의 정치 후계자였던 라미즈 알리아는 1980년대 후반 동구권의 몰락 시기 동안 "호자주의" 정권의 분열을 감독하였다.

### 공산주의 붕괴 이후

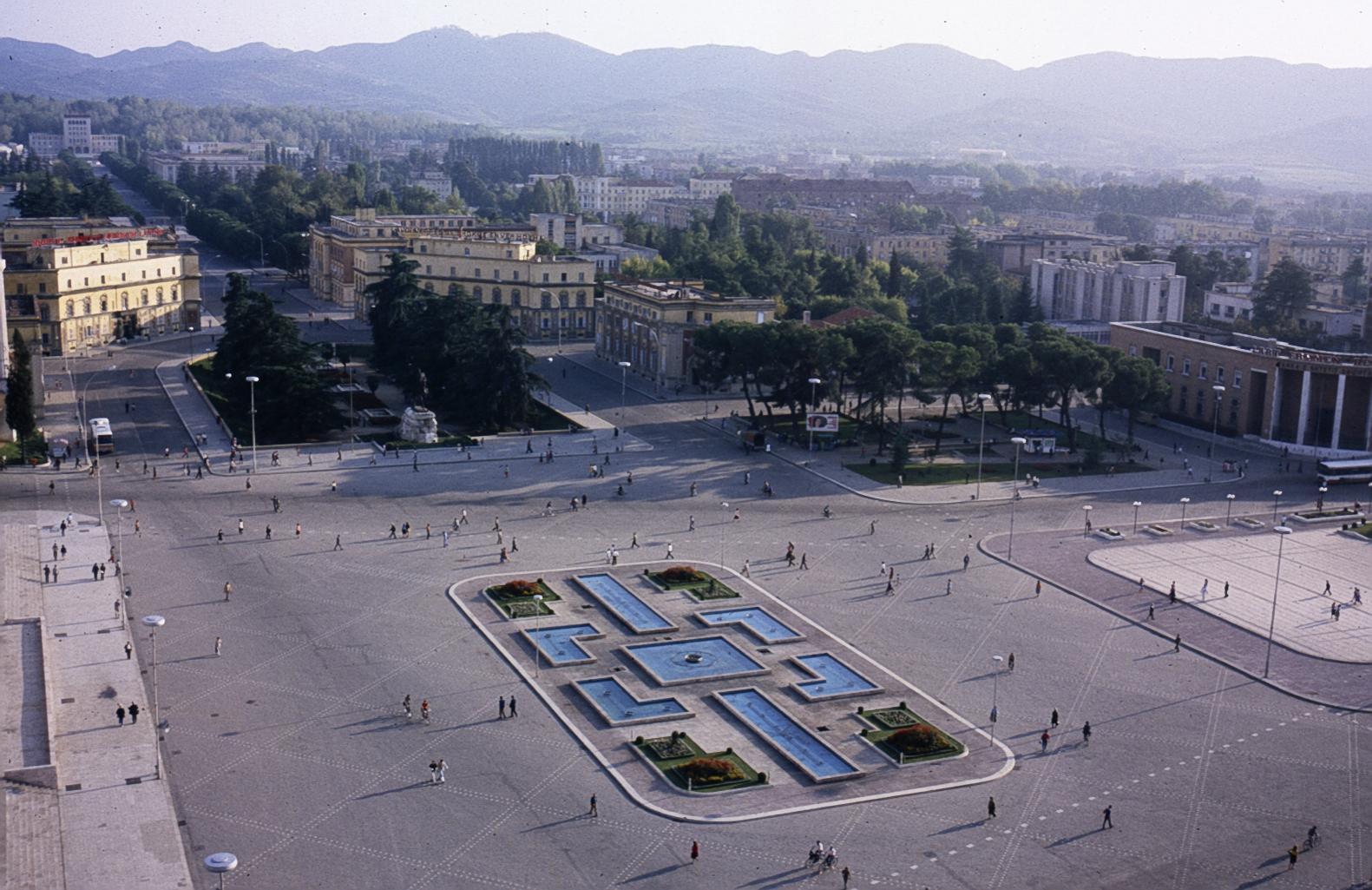
1988년, 티라나 중심부에 위치한 스칸데르베그 광장이 처음으로 외부인에게 개방되었다.

1989년부터 시위가 일어나면서, 1990년에는 공산 정부가 자체적으로 개혁을 도입하더니, 1992년에는 알바니아 사회주의 인민공화국이 해체, 그리고 현재의 알바니아가 세워졌다. 공산주의자들은 1991년 총선에서 계속하여 지지를 받으며 국회 내 다수석을 확보하였다. 1992년 3월, 새롭게 펼쳐진 자유화 정책이 경제 붕괴와 사회 불안정 상태로 이어지자, 당시 새롭게 창당된 알바니아 민주당이 권력을 잡았다. 이후 여러 해 동안, 알바니아 내에 축적된 대부분의 부는 당시 정부가 지지하고 있었던 피라미드 형태의 폰지 사기에 투자되었다. 이 제도는 당시 알바니아 인구의 1/6에서 크게는 1/3까지 확대되었다. 1996년 말에 국제 통화 기금의 경고에도 불구하고, 당시 알바니아 대통령 살리 베리샤은 당시 은행 제도를 거대 투자회사로 옹호, 더 많은 국민들을 집과 가축을 팔게 하여 은행 계획에 저축하도록 하였다. 은행 계획은 1996년 말에 붕괴하기 시작하여, 많은 투자자들이 투자금 환수를 위해 평화시위를 전개하게 하였다. 시위는 1997년 2월 정부군이 발포로 대응하며 폭력적으로 변질되었다. 당해 3월, 경찰과 수비대원들이 무기고를 개방해 둔 채 철수하였다. 무기고는 금세 시민군과 범죄 단체들의 차지가 되었다. 당시 일어난 국가 위기는 외국 국민들과 피난민들이 알바니아를 떠나게 하였다.
당시 알렉산더 멕시 총리는 국가 위기로 1997년 3월 11일 사임하고, 6월에 열린 보통 선거 이후 7월에는 당시 살리 베리샤 대통령이 사임하였다. 1997년 4월, 이탈리아가 이끄는 UN 평화유지군이 국외 거주자의 안전한 대피와 국제 기구의 기반 유지를 이유로 알바 작전을 실행, 알바니아에 진입하였다. 작전 당시에는 서유럽 연합 국가들이 주도하여 알바니아 정부와 함께 사법제도와 알바니아 경찰을 재정비하였다. 알바니아 사회당이 알바니아 1997년 총선거에서 승리하였고, 알바니아에 정치적 안정 상태를 몰고 왔다. 1999년, 알바니아는 코소보 전쟁의 영향을 받아, 당시 많은 코소보 알바니아인들이 알바니아로 피난해왔다.

### 오늘날

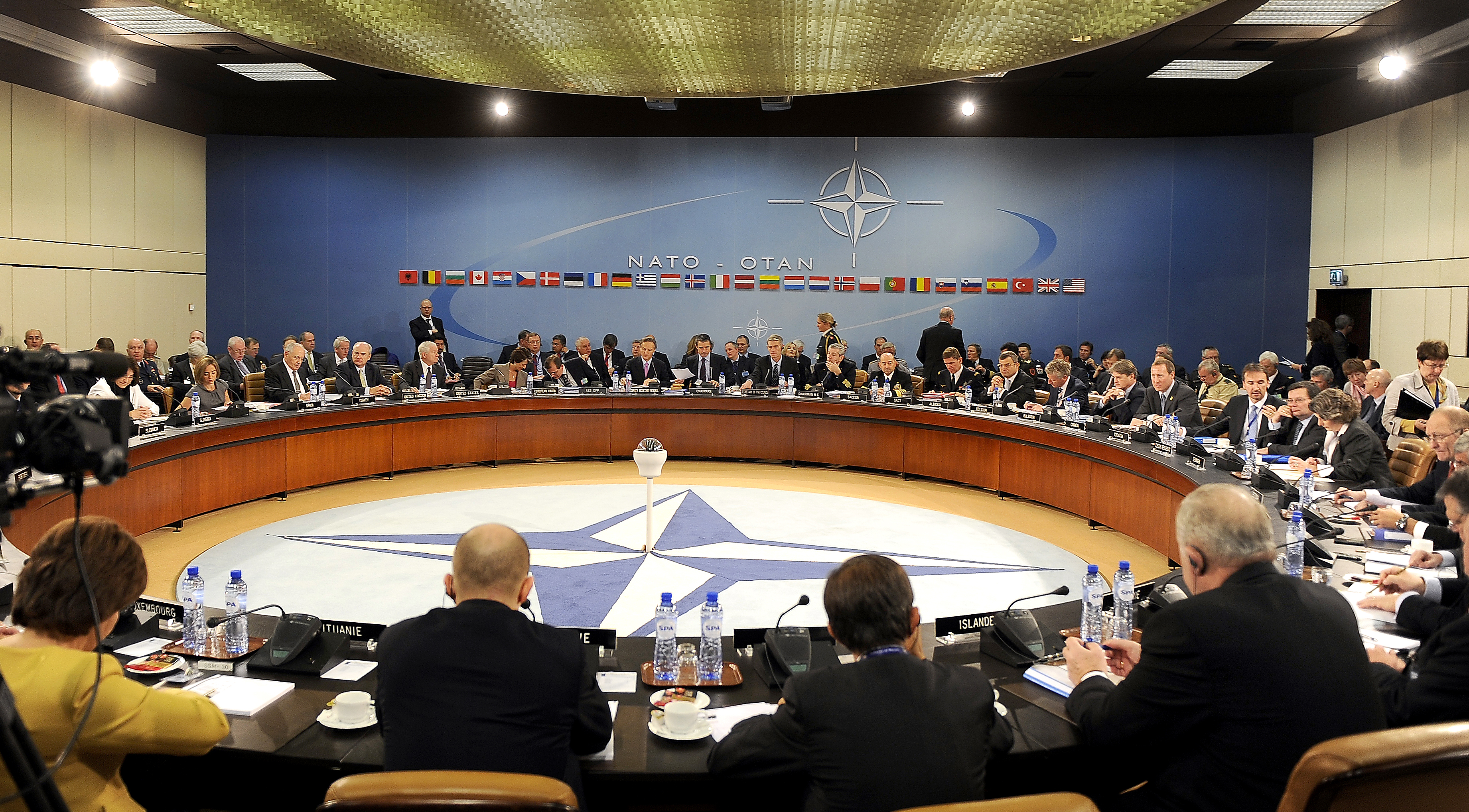
알바니아는 2010년 브뤼셀에서 열린 NATO 본부 정상회의에 참가하였다.

1989년 혁명 이후, 알바니아는 서유럽 국가들과 가까운 외교관계를 맺어나가기 시작하였다. 2008년 부쿠레슈티 정상 회담에서 알바니아는 북대서양 조약 기구 (NATO)로부터 가입을 초대받았다. 2014년 4월 알바니아는 NATO의 정식 회원국이 되었다. 알바니아는 동남유럽 국가들 중 평화 프로그램에 파트너쉽을 체결한 첫 국가들 중 하나였다. 알바니아는 유럽 연합에 가입을 신청하였고, 2014년 6월에는 유럽 연합의 회원이 되기 위한 정식 후보 국가가 되었다.
알바니아는 2014년 유럽 연합 회원권을 얻기 위한 후보국의 지위에 있으며 (2009년 가입 신청 기준), 유럽 연합은 두번 알바니아의 정회원국 가입 신청을 거절한 바 있다. 2017년 초 유럽 의회는 알바니아 정부 지도자들에게 2017년 열리는 총선거는 자유롭고 공평한 환경에서 진행되어야 알바니아의 유럽 연합 가입을 긍정적으로 고려하겠다고 하였다.

## 자연환경

### 지리

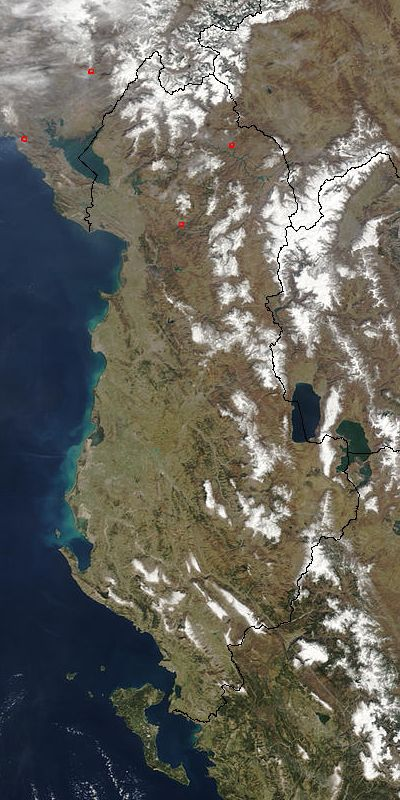
미국 항공우주국 테라 위성이 촬영한 우주에서 바라본 알바니아의 모습.

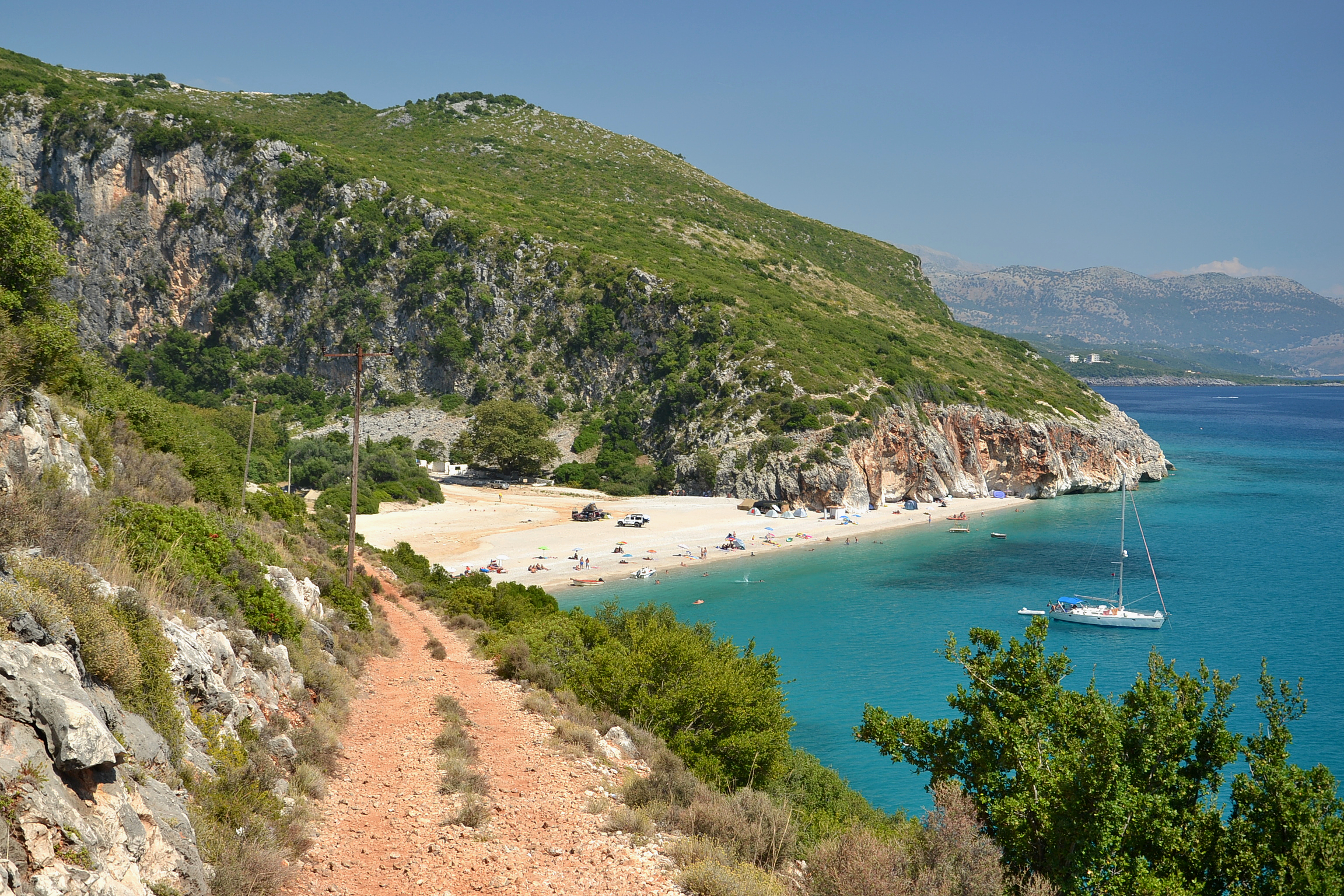
남부 알바니아에 위치한 카라부룬 반도, 이 지점에서 아드리아 해와 이오니아 해가 만난다.

알바니아는 28,748km2 (11,100 제곱 마일)의 총면적을 가지고 있다. 알바니아는 동남유럽에 위치하여 있으며, 북서로 몬테네그로, 북동으로 코소보, 동으로 마케도니아 공화국, 남으로 그리스와 국경을 맞대고 있다. 북위 42도에서 북위 39도 (베르모시-코니스폴), 동경 21도에서 동경 19도 (사잔 섬-베르니크) 사이에 위치하여 있다. 알바니아의 해안선은 476 km (296 mi)의 길이에 달하며 아드리아해와 이오니아해까지 맞닿아 있다. 알바니아 서부의 저지대 지역은 아드리아 해와 맞닿아 있다.
알바니아 국토의 70%는 산악 지대로 울퉁불퉁한 지대가 많으며 외부에서 접근이 불가한 곳도 종종 있다. 알바니아에서 가장 높은 산은 디버르 주에 위치한 해발 2,764 미터 (9,068 ft)의 코라브 산이다. 코라브 산은 알바니아, 코소보 그리고 마케도니아 국경의 삼각지대에 놓여져 있다. 알바니아의 해안 지역의 기후는 대부분 지중해성 기후의 분포를 띄며 겨울에는 가볍고 습하고 여름에는 따뜻하고, 해가 밝으며 건조한 기후 분포를 보이고 있다.
내륙 지역은 고도에 따라 다른 분포를 보이는데, 5,000 피트 (1,500 미터) 이상의 고지대는 매우 춥고 겨울에는 눈이 자주 내리며 이때 쌓은 눈은 추운 기후로 봄까지 지속될 수 있다. 알바니아의 수도는 티라나로, 700,000명 이상의 주민이 거주하고 있으며, 이외의 주요 도시로는 두러스, 코르처, 엘바산, 슈코더르, 지로카스터르, 블로러 그리고 쿠커스 등이 있다. 참고로 알바니아어 어법에서는 한 단어가 불완전 혹은 완전 형태가 모두가 쓰일 수 있는데, 이는 도시 지명에도 적용되는 부분이다: 티라네(Tiranë)와 티라나 (Tirana), 스코더 (Shkodër)와 스코드라 (Shkodra)가 모두 정식 어휘로 인정된다.
알바니아에는 발칸반도에서 가장 크고 깊은 3곳의 구조호 (構造湖)가 부분적으로 자리잡고 있다. 알바니아 북서부에 위치한 슈코더르호는 370 km2 (140 sq mi)에서 최대 530 km2까지의 표면적을 지니고 있으며 호수의 1/3이 알바니아에 자리잡고 있으며 나머지는 몬테네그로에 자리잡고 있다. 알바니아에 해당되는 호수선의 길이는 57 km (35 mi)이다. 알바니아 남동부에 위치한 오흐리드호는 알바니아와 마케도니아 공화국이 공동 소유하고 있다. 최대 289 미터 (948 피트)의 깊이를 지니며 호수 내에 "살아있는 화석"과 많은 고유종 등 풍부한 생태자원이 자리잡고 있다. 오흐리드 호는 그의 자연적, 역사적 가치를 인정받아 유네스코의 보호를 받고 있다. 이외에 부트린트 호 등의 작은 구조호가 있다. 부트린트 호는 부트린트 국립공원에 위치하여 있다. 알바니아는 13개의 섬을 보유하고 있다. 사잔 섬과 쿠네 섬을 제외한 대부분의 섬은 굉장히 작은 면적을 지니고 있다.

### 기후

쾨펜의 기후 구분에 따른 알바니아 기후도.

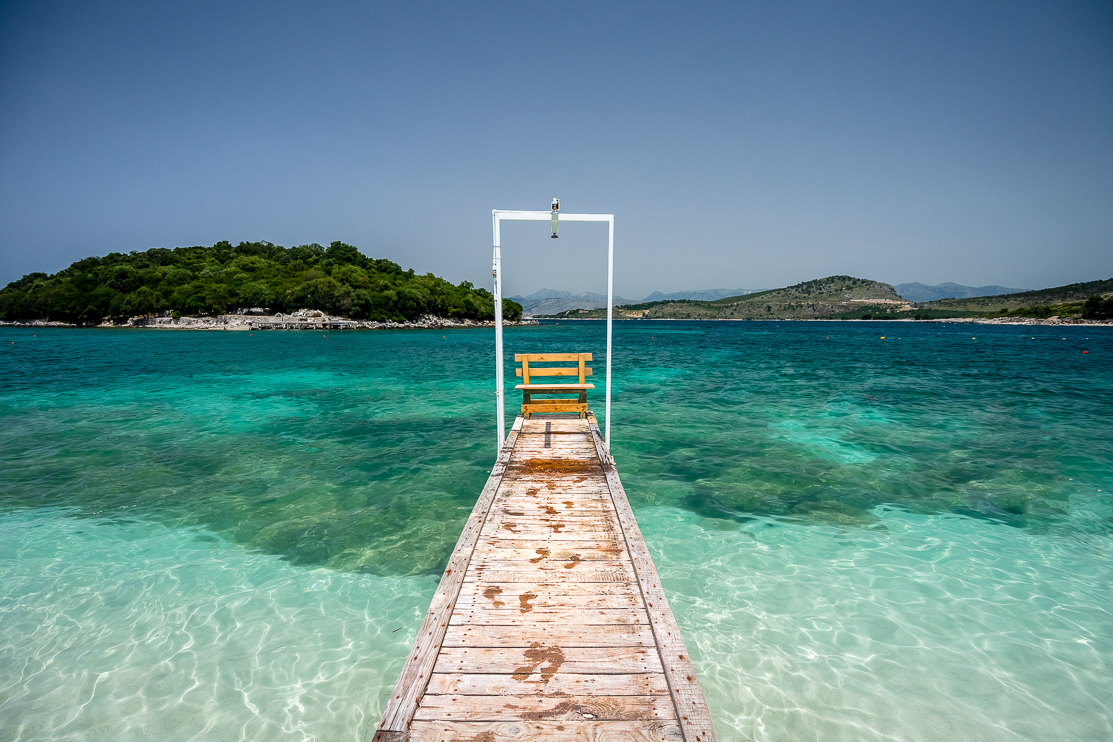
크사밀은 지중해성 기후의 분포를 보이고 있다.

아드리아해와 이오니아해에 맞닿아 있는 해안 지역, 발칸산맥에 자리잡고 있는 고원 지대, 그리고 위치하여 있는 위도 등의 요인 등으로, 알바니아는 다양한 기후구와 기후 분포를 보이고 있다. 해안에 위치한 저지대는 대부분 지중해성 기후의 분포를 띄며, 고원 지대는 지중해 대륙성 기후의 분포를 보이고 있다. 저지대와 내륙 지대 모두 남북을 나누어 다양한 날씨 분포를 보인다. 저지대 지역은 겨울에 대체로 온화하여, 평균 기온이 7 °C (45 °F)를 크게 벗어나지 않는다. 여름에는 평균 기온 24 °C (75 °F) 정도의 날씨를 볼 수 있다. 남부 저지대 지역에서는 평균 기온이 연중 내내 5 °C (9 °F) 정도가 높아져 있다. 기온 차이는 여름에 5 °C (9 °F)보다 더 클 수 있으며 겨울에는 이보다 적을 수 있다.
내륙 지방의 기온은 위도보다는 고도의 영향을 더 많이 받는다. 산악지대의 기온이 겨울에 낮은 것은 남동유럽의 날씨를 지배하는 대륙성 기단의 작용이 크다. 북풍 혹은 북동풍이 때때로 분다. 여름 평균 기온은 해안 지역이 낮으며 고지대일수록 더 낮은 분포를 보이나, 일교차가 심하다. 내륙 지방의 유역과 강기슭의 낮 온도는 굉장히 높으나, 밤에는 대체로 시원하다. 연중 강수량은 높은 편으로, 이는 지중해에서 올라오는 기류와 대륙성 기단이 합쳐진 결과이다.

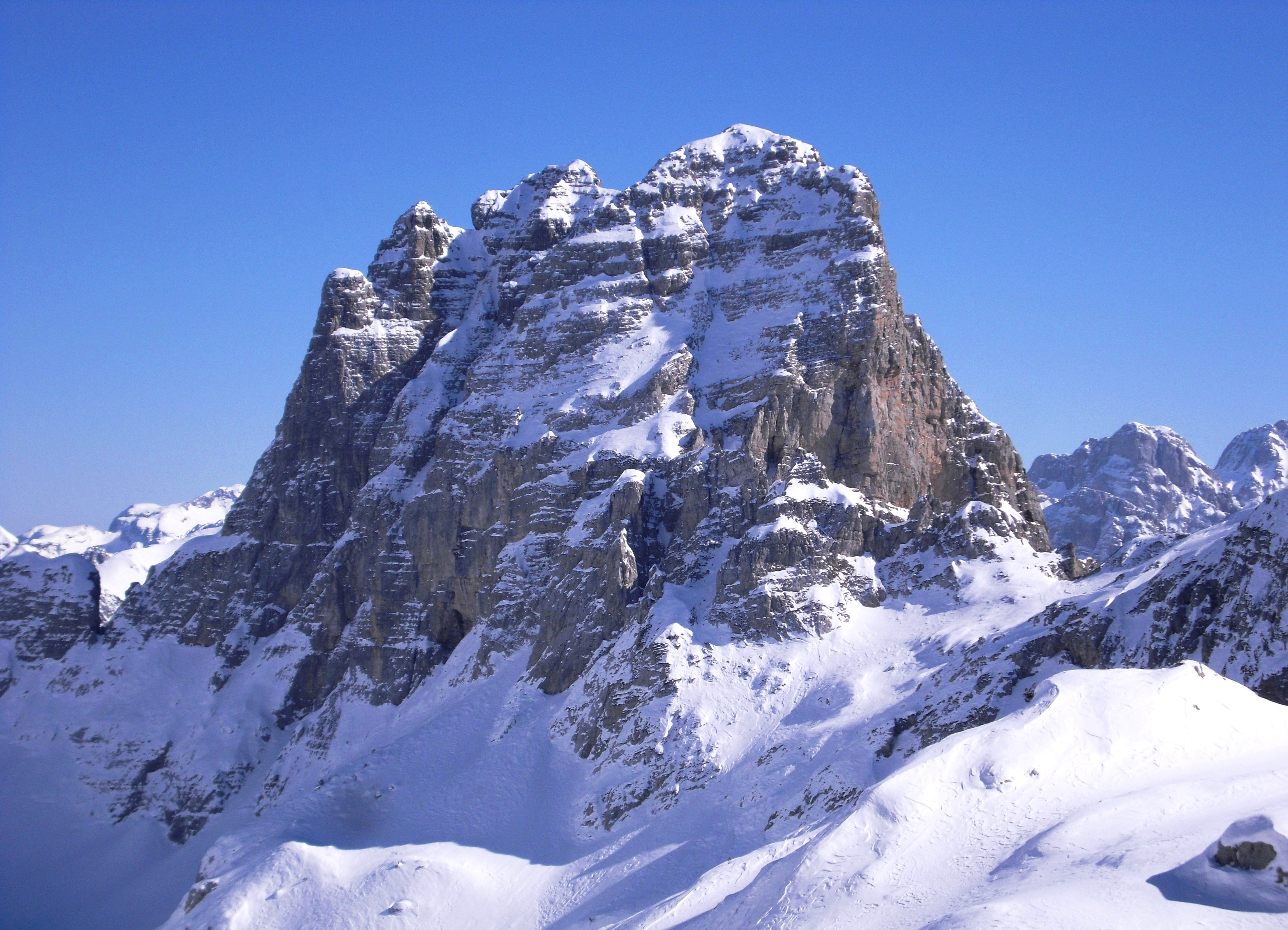
프로클레티예산맥은 아극 기후의 분포를 보이고 있다.

기류와 기단이 대체로 상승하는 지역에서 만나기 때문에, 중부 고지대에서 큰비가 자주 내린다. 지중해의 대기가 융기할 때 수직 기류가 자주 발생되어, 이로 인해 잦은 뇌우(雷雨)를 볼 수 있다. 대부분의 뇌우는 강풍과 폭우를 동반한다. 대륙성 기단이 약해질 때, 지중해에서 오는 바람이 내륙 지방에 수증기를 몰고 온다. 반면 대륙성 기단이 강할 때는 차가운 대기가 저지대에 깔리는데, 겨울에 이와 같은 현상이 종종 발생한다. 낮은 기온은 올리브와 감귤류 경작에 손상을 주기 때문에, 겨울 기온이 높은 곳에서도 과수원은 서향 혹은 남향의 하우스 재배가 권장되고 있다. 저지대의 강수량은 연간 평균 1,000 mm (39.4 in)에서 1,500 mm (59.1 in) 정도이며, 북부는 더 높은 분포를 보이고 있다. 연중 강수량의 95% 정도가 겨울에 내린다.
고지대의 산맥에는 큰비가 내린다. 정확한 현황이 기록된 바 없으나, 대략 1,800 mm (70.9 in)에서 높게는 2,550 mm (100.4 in)의 연중 강수량이 추정되고 있다. 서부의 프로클레티예산맥 (보가 계곡)은 유럽에서 가장 습윤한 지역 중 하나로, 연중 3,100 mm (122.0 in)의 강수량이 내린다. 계절 변화는 연안 지대만큼 크지 않다. 조금 더 높은 내륙 산악 지대는 중간 정도의 고지대보다 덜한 강수량이 내린다. 지형의 차이가 다양한 지역 기후 분포를 형성하나, 계절적 분포는 가장 균일하다. 2009년, 콜로라도 대학교에서 파견된 탐험대는 북부 알바니아의 저주받은 산맥에서 4개의 작은 빙하를 발견하였다. 빙하는 2,000 m (6,600 ft)로 낮으며, 남쪽의 위도에서는 보기 드문 것이다.

### 동식물

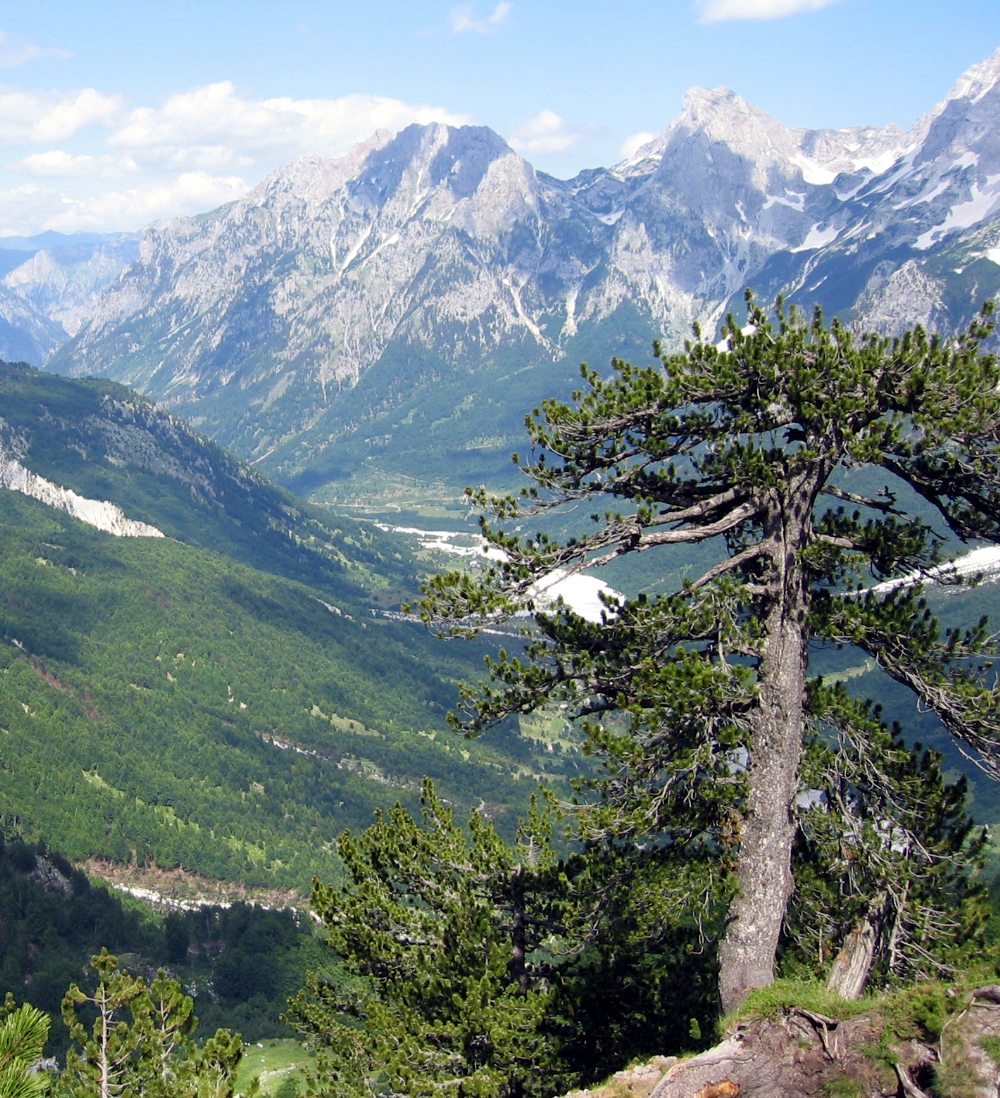
알바니아 튤립을 포함한 많은 고유종 식물들을 프로클레티예산맥에서 발견할 수 있다.

작은 국토에도 불구하고, 알바니아는 풍부한 생태자원을 보유하고 있다. 알바니아의 다양한 지형, 기후 조건은 27종의 고유종과 160종의 하위 토착성의 관다발식물을 포함한 다양한 생태계의 조성을 가능케 하였다. 알바니아에 존재하는 식물은 3250종 이상으로, 유럽 전체의 식물 자원의 약 30%에 해당하는 규모이다.

알바니아 국토의 30% 이상에 해당하는 10,000 km2 (3,861 제곱 마일)에 해당하는 면적이 숲으로 뒤덮여 있으며 풍부한 식물군이 그 안에 분포되어 있다. 알바니아에는 약 3,000여 종의 식물이 자라고 있으며, 이 중 많은 식물이 약용으로 쓰이고 있다. 알바니아는 식물지리학적으로 아한대(亞寒帶) 자연계, 지중해 분지, 북반구고위도 지역의 일리리아 지방에 속한다. 해안 지역과 저지대에는 전형적인 지중해 마키 관목들이 자라고 있으며 고지대에서는 참나무 초목과 숲을 볼 수 있다. 고산 (高山) 지대에는 유럽곰솔, 너도밤나무 그리고 전나무속으로 뒤덮인 광대한 숲이 자라고 있으며 1,800 m (5,900 ft) 이상의 고지대에서는 고산 초원이 자리잡고 있다.

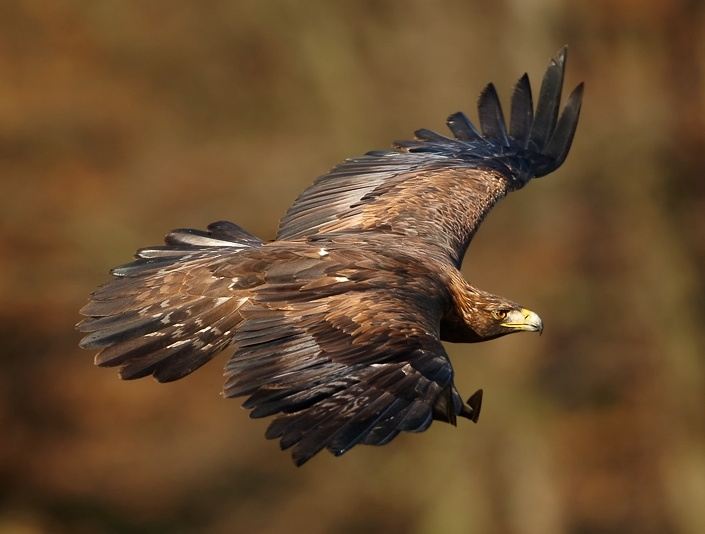
검독수리는 알바니아의 국조이다.
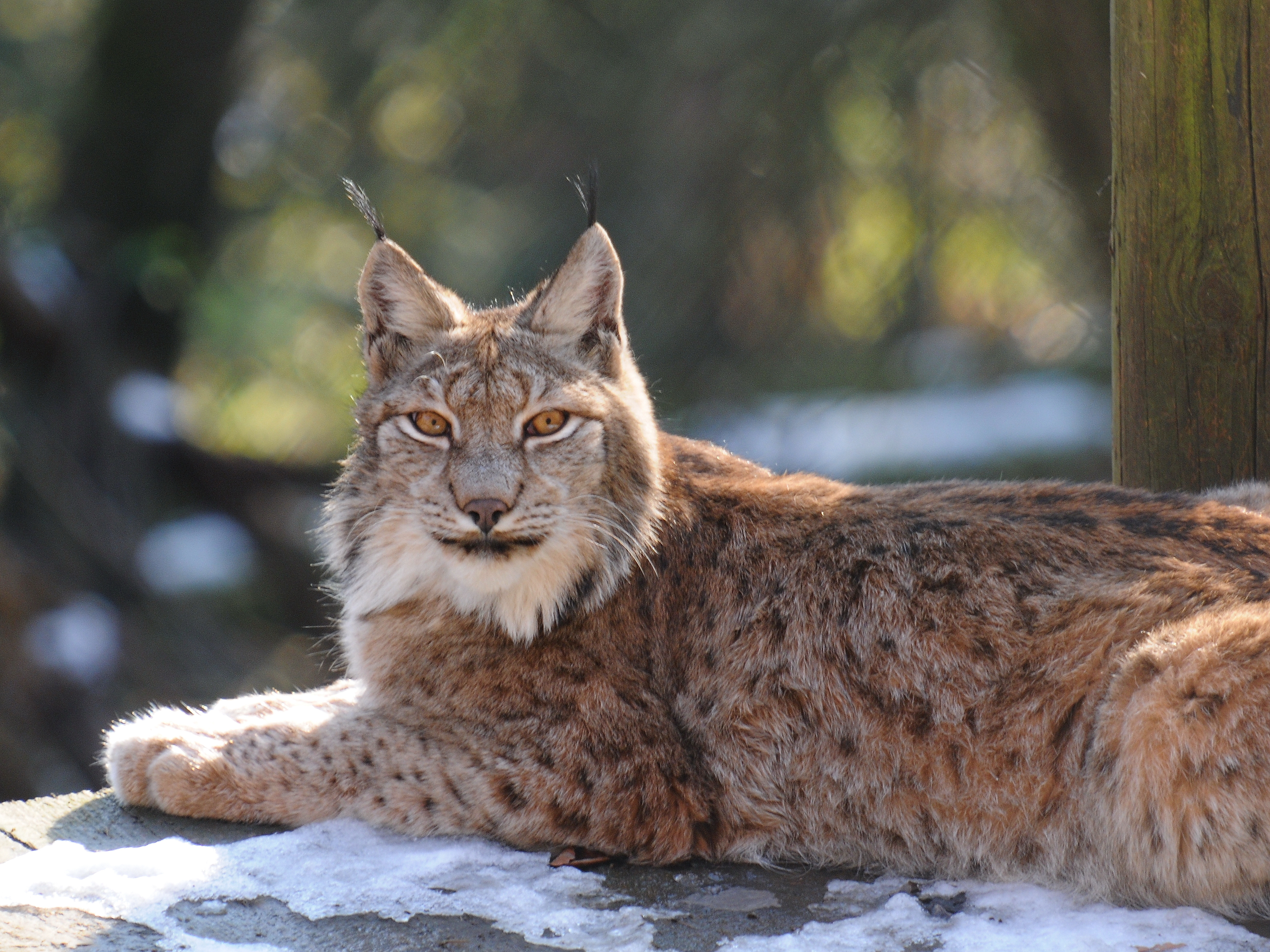
알바니아에는 스라소니가 아직도 서식하고 있다.

세계 자연 기금과 유럽 환경청이 발행한 유럽 환경 디지털 지도에 따르면, 알바니아는 3개의 생태 지역으로 나뉜다: 일리리아 낙엽수림, 핀두스산맥 혼합림 그리고 디나르알프스산맥. 수림 내에는 회색늑대, 곰, 멧돼지 그리고 알프스산양 등의 다양한 포유류가 서식하고 있다. 스라소니속, 들고양이, 유럽소나무담비 그리고 긴털족제비 등의 희귀종도 알바니아의 일부 지역에 서식하고 있다. 알바니아에는 현재까지 760여 종의 척추 동물이 발견되었다. 그 중 350종 이상의 조류, 330종 이상의 어류, 80종 이상의 포유류가 포함되어 있다. 또한 사다새, 난쟁이가마우지, 유럽 바다철갑상어를 포함하는 91종의 국제 멸종 위기종이 알바니아에서 발견되었다. 알바니아 남부의 해안 바위 지대는 멸종 위기의 지중해몽크물범에게 좋은 서식지가 되어주고 있다. 알바니아의 상징이기도 한 검독수리, 그리고 콘도르, 웨스턴캐퍼케일리, 다양한 기러기목을 포함한 중요한 조류종들이 알바니아에 서식하고 있다. 알바니아의 수림은 큰곰, 회색늑대, 알프스산양 그리고 멧돼지의 포유류가 밀집되어 있다. 알바니아의 북부와 동부 지역에는 스라소니 중에서도 굉장히 희귀하여 마지막 남은 발칸 스라소니가 서식하고 있다.

## 사회

### 인구

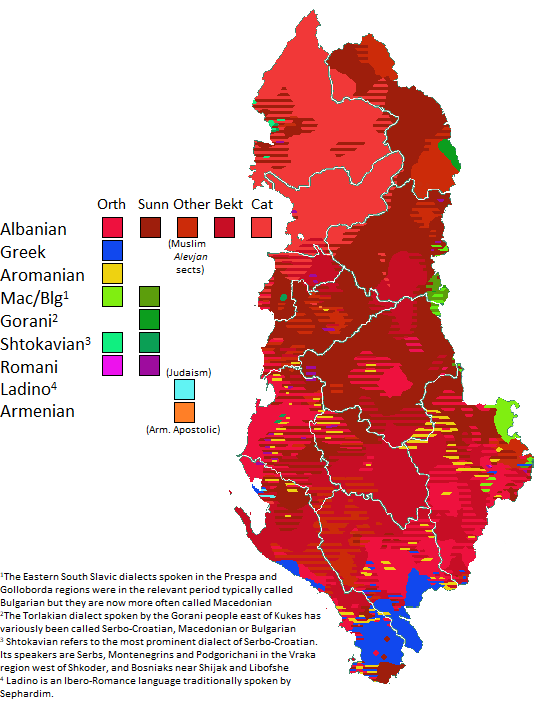
알바니아인 이외의 인종 분포도.

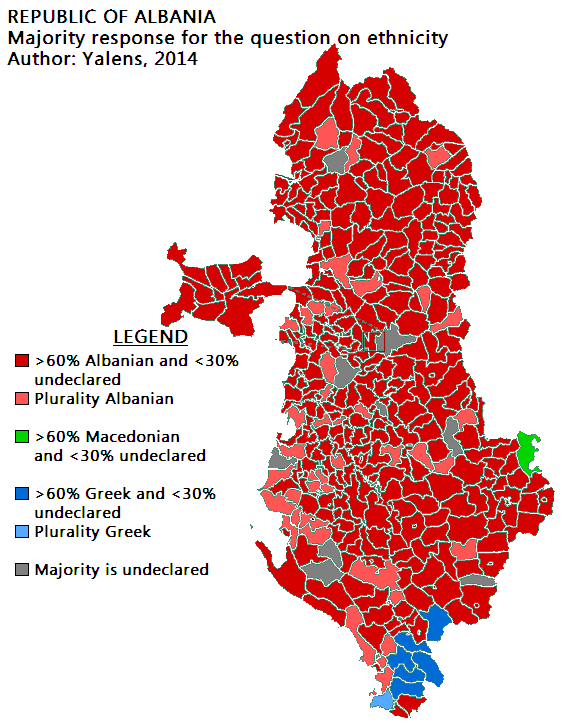
2011년 기준 알바니아 인종 분포도. 회색 표시된 지역은 응답자 다수가 인종을 밝히지 않은 지역이다. 당시 이 인구조사는 알바니아의 소수민족의 비판을 받았다.

2011년 알바니아 통계국의 자료에 따르면, 알바니아의 총인구는 2,821,977명으로 여성 1인당 1.49명의 낮은 출산율을 기록하고 있다. 마지막 인구조사는 1989년에 실시되었다. 알바니아의 인구 구성은 다음과 같았다: 알바니아인 2,312,356명 (전체 중 82.6%), 그리스인 24,243명 (0.9%), 마케도니아인 5,512명 (0.2%), 몬테네그로인 366명 (0.01%), 아로마니아인 8,266명 (0.30%), 롬인 8,301명 (0.3%), 발칸 이집트인 3,368명 (0.1%), 기타 2,644명 (0.1%), 불분명 390,938명 (14.0%), 무관 44,144명 (1.6%).
1990년 공산정부의 몰락 이후, 알바니아 내에서 대규모 이주가 이루어졌다. 이전 공산 정부에서는 외국민 이주가 금지되었고, 국가 안에서의 이주도 굉장히 제한되었기에, 당시 이주 붐은 혁신적인 사회현상이었다. 1991년부터 2004년 사이, 대략 900,000명의 사람이 알바니아 밖으로 이주하였고, 그 중 600,000명이 그리스에 정착하였다. 이주 현상은 알바니아의 내부 인구 분포에 큰 영향을 주었다. 알바니아의 북부 그리고 남부 지역의 인구가 감소한 반면 티라나와 두러스의 도심 지역의 인구가 대폭 성장하였다. 2015년 1월 1일 기준 알바니아 통계국의 자료에 따르면, 알바니아의 총인구는 2,893,005명이다.
인종문제는 알바니아 내에서 굉장히 민감한 사안이다. 공식 통계자료는 알바니아가 지역 내에서 가장 극단적인 단일민족국가 (전체 인구 중 97% 이상이 알바니아인으로 구성)라고 밝히는데 반해, 소수민족 집단 (그리스인, 마케도니아인, 몬테네그로인, 롬인, 아로마니아인 등)들은 공식 자료를 신뢰하지 않으며, 자신들의 인구 집단이 자료상 숫자보다 큰 규모라 주장하고 있다.
알바니아는 그리스인, 마케도니아인 그리고 몬테네그로인의 세 종류의 소수 민족과, 아로마니아인과 롬인의 두 문화적 소수자집단을 인정하고 있다. 이외의 알바니아의 소수민족으로는 불가리아인, 고라인, 세르비아인, 발칸 이집트인, 보스니아인 그리고 유대인이 있다. 알바니아 내의 그리스인 인구는 기관마다 다른 분석을 내놓는 가운데, 그리스 정부는 300,000명 정도로 추정하고 있고, 다른 유럽 국가들은 200,000명, 알바니아 정부는 정확히 24,243명이라 밝힌 바가 있다. 이 외에도 월드 팩트북이 그리스인이 알바니아 총인구의 0.9%라 기술되어 있으며 미 국무부는 1.17%라 기술하였다. 그러나, 알바니아 내 그리스 인구에 대한 모든 인구조사가 보이콧의 영향을 받았기에 정보에 대한 신뢰성이 불분명하다.
마케도니아인과 여러 그리스인 인구집단은 알바니아 인구조사법 제20항인 "자신의 출생 증명서에 기재된 것과 다른 인종 정체성을 주장할 시 벌금 $1,000을 부과한다"에 대해 지적해왔다. 이 조항이 소수민족 집단이 자신을 알바니아인이라 하지 못하게 위협하며, 알바니아 정부가 인구조사에 협조하지 않을 시 징역형을 부과한다고 주장해왔다. 한편, 당시 인구조사 담당 장관 젠크 폴로는: "알바니아 국민들은 자신들의 인종, 종교 그리고 모어 등을 자유롭게 표현할 수 있어야 한다. 그러나, 자신에게 민감한 질문은 대답하지 않아도 된다"라고 밝혔다. 개정된 법에는 징역형이나 인종, 종교에 대한 강제적인 대답의 의무가 명시되어 있지 않으며, 법정에서 전복될 가능성이 있는 벌금형만 명시되어 있다.
알바니아의 의회, 정부 내의 그리스인 대표들은 오직 등록만이 알바니아 내의 그리스인들이 자신들의 지위를 높이기 위한 유일한 길이라고 한다. 한편, 알바니아의 민족주의자들과 다양한 정치 정당들은 인구조사가 인공적으로 그리스인의 인구를 늘릴 수 있다 우려하며, 이가 그리스 정부가 알바니아의 영토 보전을 위협하게 할 구실이 될 수 있다 주장한다.

### 도시 환경
알바니아의 전체 인구의 53.4%는 도시에 거주하고 있다. 알바니아 통계국의 자료에 따르면, 알바니아에서 제일 큰 3곳의 도시 인구가 알바니아 전체 인구의 절반을 차지한다. 100만 명이 넘는 사람들이 티라나와 두러스에 거주하며, 두 곳은 알바니아에서 가장 큰 도시 지역으로 자리잡고 있다. 알바니아의 수도 티라나는 발칸반도에서 7번째로 큰 도시이며 약 800,000여명의 인구가 거주하고 있다. 알바니아에서 두번째로 큰 도시는 항구도시인 두러스로, 201,110명 정도의 인구가 거주하고 있으며, 이외에 알바니아 남부 지역에서 가장 큰 도시인 블로러에 약 141,513명의 거주자가 있다. 알바니아 도시 인구 순위
(알바니아 통계국 2011년 기준)
| 순위 | 도시         | 인구    |
| 1    | 티라나       | 418,495 |
| 2    | 두러스       | 113,249 |
| 3    | 블로러       | 79,513  |
| 4    | 슈코더르     | 78,703  |
| 5    | 엘바산       | 77,075  |
| 6    | 피에르       | 55,845  |
| 7    | 코르처       | 51,152  |
| 8    | 베라트       | 32,606  |
| 9    | 루슈녀       | 31,105  |
| 10   | 포그라데츠   | 20,848  |
| 11   | 카바여       | 20,192  |
| 12   | 지로카스터르 | 19,836  |
| 13   | 사란더       | 17,233  |
| 14   | 라치         | 17,086  |
| 15   | 쿠커스       | 16,719  |
| 16   | 파토스       | 15,937  |
| 17   | 레저         | 15,510  |
| 18   | 페슈코피     | 13,251  |
| 19   | 쿠초버       | 12,654  |
| 20   | 크루여       | 11,721  |

### 언어

알바니아와 그 주변국가에서 쓰이는 알바니아어의 언어분포도.

알바니아어는 알바니아의 공용어이다. 알바니아어는 게그와 토스크 방언의 영향을 받아 표준 언어와 문법을 구성하였으며 그 중에서도 토스크 방언에 근본을 두고 있다. 슈쿰빈강을 두고 각각 게그와 토스크 방언을 쓰는 지역이 나뉜다. 또한 현대 그리스어에선 찾아보기 힘든 그리스 방언을 알바니아 내의 그리스인 거주 지역에서 찾아볼 수 있다. 알바니아 내 소수민족 집단이 사용하는 언어로는 아로마니아어, 세르비아어, 마케도니아어, 보스니아어, 불가리아어, 고라 방언, 롬어 등이 있다. 마케도니아어는 푸스테크 행정구역의 공용어이다.

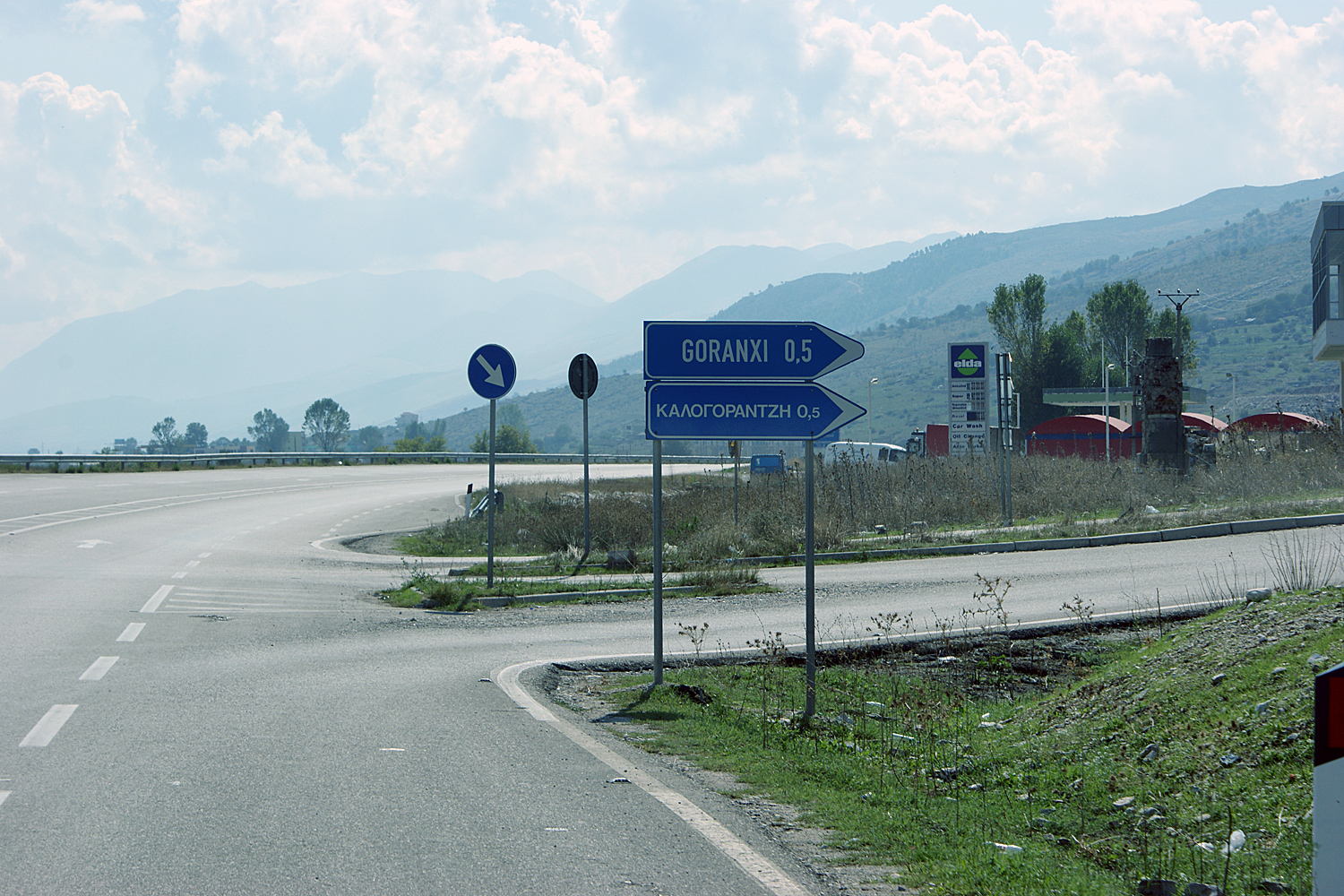
남부 알바니아의 알바니아어 (상단), 그리스어 (하단) 양국 언어로 표시된 도로 표지판.

알바니아인들은 수 개 국어에 능통한 사람들로 여겨진다. 이민과 식민지배의 역사 탓에, 대부분의 알바니아인들은 2개 이상의 언어를 사용할 수 있다. 최근 해외거주자의 귀환과 알바니아 내에 형성된 그리스인, 이탈리아인 공동체 등의 영향으로, 영어, 이탈리아어, 그리고 그리스어 등이 알바니아에서 널리 쓰이는 외국어로 자리잡고 있다. 그 중 그리스어는 알바니아에서 2번째로 자주 쓰이는 언어로, 알바니아 전체 가구의 2/3이 가정 내에 그리스어 능통자를 보유하고 있다. 국제프랑코포니기구는 알바니아에 320,000명 정도의 프랑스어 능통자가 있다고 추정하고 있다. 이 외에도 세르비아어, 루마니아어, 독일어, 터키어 그리고 아로마니어 등이 알바니아 내에서 쓰이고 있다. 코소보와 마케도니아 등지에 살고 있는 알바니아인들도 알바니아어, 세르비아어, 터키어, 슬라브 마케도니아어, 유고슬라비아 언어 등에 능통하다. 이탈리아에는 토스크 방언 (알바니아 남부에서 주로 쓰임)에 근본한 아르베레쉬라는 언어가 존재하며, 이탈리아 남부의 칼라브리아주, 몰리세주, 풀리아주, 바실리카타주, 캄파니아주, 아브루초주 그리고 시칠리아 등의 지역에서 널리 쓰이고 있다. 아르베레쉬 언어들은 서로에 대한 관련성이 높으나 서로 이해하기에는 용이하지 않은 점이 존재한다.
2011년 기준 인구 조사에 따르면, 2,765,610명, 알바니아 전체 인구의 98.767%의 사람들은 자신의 모어 (모어는 아동기 가정에서 제일 우선되어 쓰인 언어를 지칭한다)를 알바니아어로 밝혔다.

### 종교

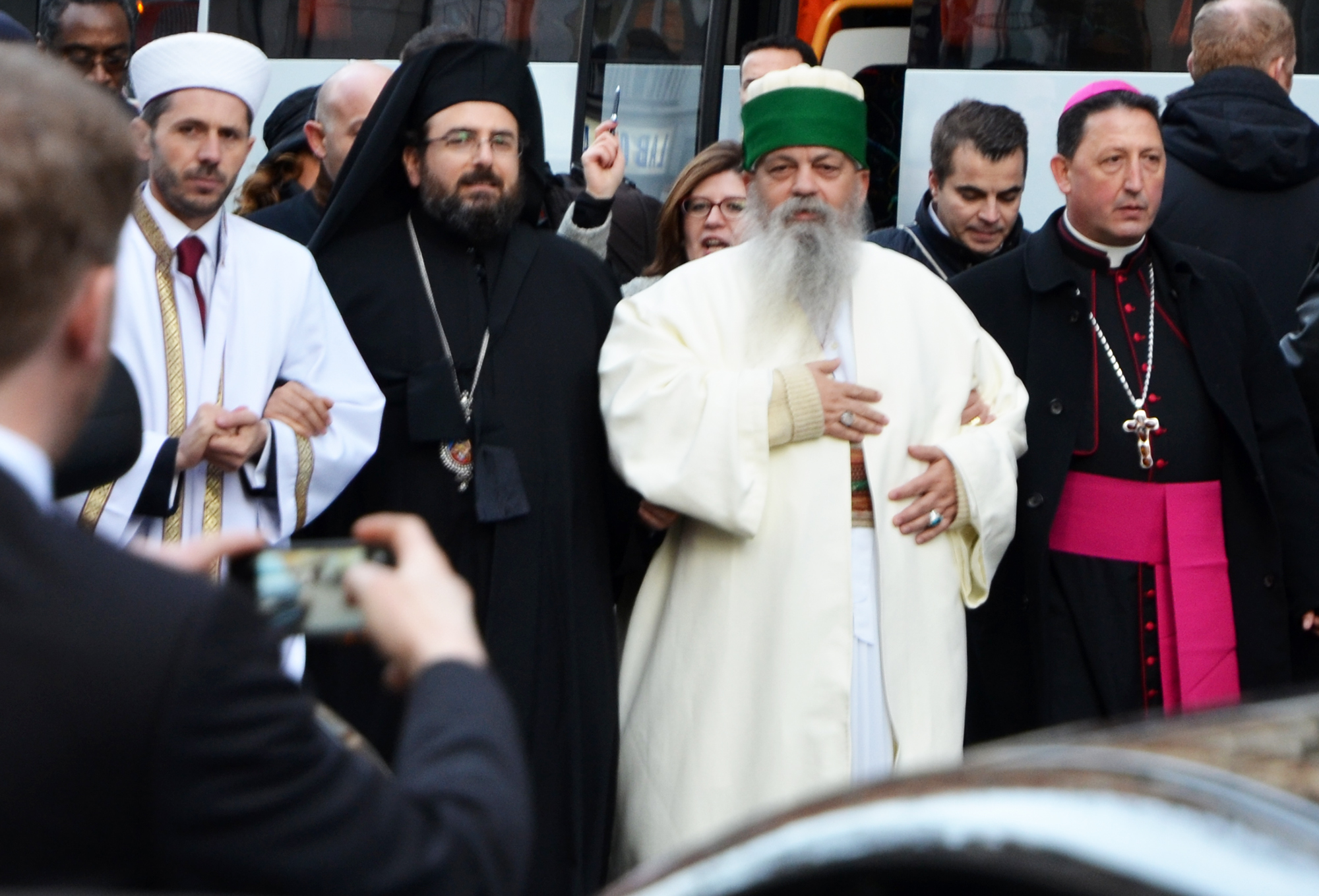
샤를리 에브도 테러 추모 시위 당시 알바니아 주요 4대 종파 지도자들 (좌측부터 이슬람 수니파, 동방 정교회, 벡타시교, 그리고 가톨릭 대표)의 모습.

2011년 기준 알바니아 통계국이 실시한 인구조사에 따르면, 알바니아 전체 인구의 58.79%가 이슬람교 신자로, 알바니아에서 제일 큰 규모의 종교집단이다. 하지만 옛부터 오랫동안 기독교가 있던 국가로 인구 17.06%는 기독교 신자이며 무려 인구 24.29%가 무교이다. 이슬람교 신자인 경우 매우 종교적이고 규칙적인 삶을 살며 기독교와 무교의 경우 행동에 제약이 없고 다른 외국 일반인과 같이 자유로운 사상을 가진다. 알바니아 동방 정교회와 벡타시교는 2011년 인구조사 결과를 신뢰하지 않으며, 동방 정교회 측은 알바니아 전체 인구의 24%가 동방 정교회 신자이며, 통계 수치인 6.75%보다 더 큰 규모라 주장하였다. 제2차 세계대전 이전, 당시 알바니아 전체 인구의 70%가 이슬람 신자였고, 20%는 동방 정교회 신자, 그리고 10%가 로마 가톨릭 신자였다. 2010년에 시행된 설문조사에 따르면, 알바니아 인구의 39% 정도만이 종교를 일생의 중요한 부분이라 인식하며, 알바니아는 세계에서 가장 신앙심이 약한 국가들 중 하나이다. 2012년 한 연구에 따르면 당시 65%의 알바니아 무슬림들은 어느 특정 교파에도 소속되지 않아있었다. 2008년 알바니아 종교 단체들을 대상으로 시행된 통계 조사에 따르면, 당시 알바니아에는 1119개의 교회와 638개의 모스크가 존재하였다. 가톨릭에서는 694개의 교회, 동방 정교회는 425개의 교회, 이슬람교는 568개의 모스크, 벡타시교는 70개의 테케를 신고하였다.
알바니아는 세계에서 가장 오래된 기독교 국가 중 하나이다. 예수 12제자 생존 당시 이미 두러스에 70여 가구의 기독교 신자 가족들이 있었다. 두러스 관할 교구는 사도 바울이 일리리아와 에피로스 지역에 설교를 다닐 당시 생겨났다. 알바니아인들은 11세기 말 비잔티움 제국의 역사 기록물에서 처음 등장한다. 등장 당시 이들 대부분은 기독교 신자였다. 알바니아 지역에 이슬람교가 전파된 것은 9세기부터이다. 오스만 제국의 식민지배를 받기 시작하면서 이슬람교는 알바니아에서 가장 큰 규모의 종교집단으로 자리잡았고 기독교는 소수집단으로 쇠퇴하였다. 오스만 제국에서 독립 (1912)한 이후, 알바니아 공화국, 왕정, 그리고 이후의 공산정부는 종교를 관료 체계와 문화 생활에서 분리하려 하였다. 알바니아는 공화국 혹은 왕국이였을 당시 모두 국교를 따로 지정하지 않았다. 20세기 당시, 알바니아의 모든 성직자들은 왕정에 의해 그 세력이 많이 약화되었고, 1950년대와 1960년대 사이 당시 종교탄압의 성격이 강한 국가정책들에 의해 완벽히 제거되었다.

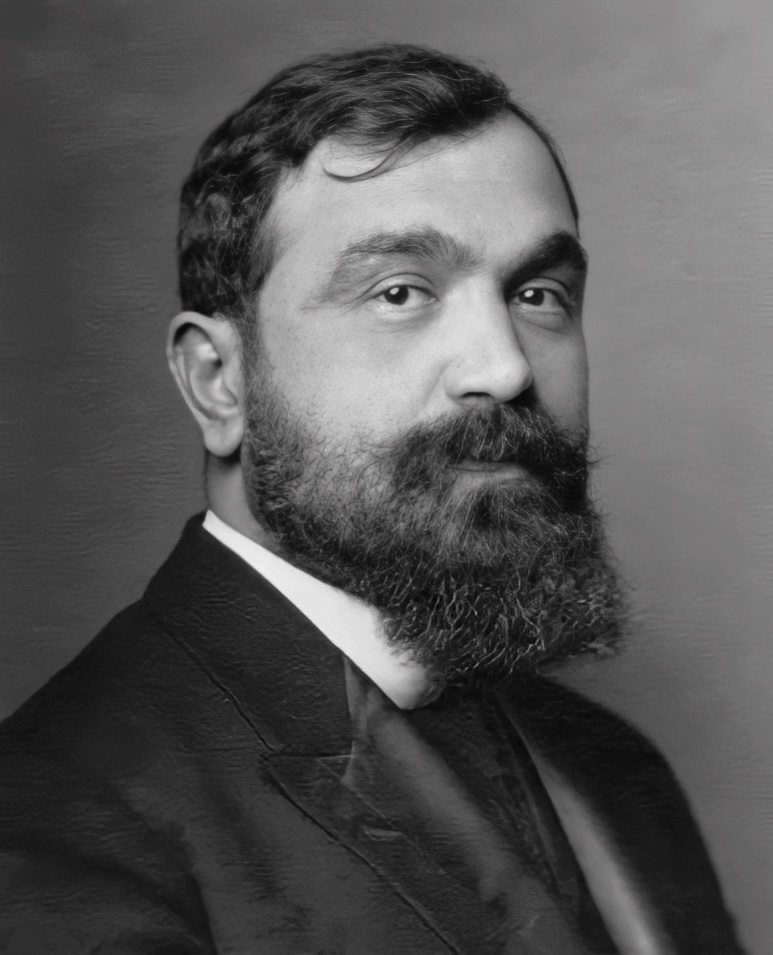
팬 놀리는 알바니아 동방 정교회의 창립자이다.

제2차 세계대전 이후 알바니아를 다스리기 시작했던 공산정부는 종교 기관을 기소하고 억압하였으며 알바니아를 세계 최초 무신론 국가로 선포할 당시에는 종교를 완전히 금지하였다. 종교의 자유는 1992년 당시 정부가 교체되며 회복되었다. 알바니아는 공산정부의 몰락 이후 1992년에 이슬람 협력 기구에 참여하였으나, 국회가 알바니아의 회원국 신청을 비준한 바 없다며 논란이 불거지자 2014년 회의에 불참하기도 하였다. 알바니아 무슬림들 (주로 세속적인 성격을 띄며 수니파 교파에 소속)은 나라 전체에 고르게 분포되어 있는 반면, 동방 정교회 신자들과 벡타시교 신자들은 알바니아의 남부, 로마 가톨릭 신자들은 북부 지역에 주로 분포되어 있다.

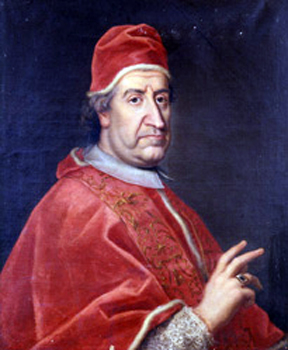
교황 클레멘스 11세는 알바니아 귀족 가문 출신으로 1700년부터 1721년까지 교황직을 맡았다.

알바니아의 첫 개신교도로 기록된 사이드 톱타니는 유럽 등지를 여행하다 1853년 티라나로 돌아와 개신교를 설파하였다. 그는 1864년 오스만 제국 관리들에 의해 체포되고 감금되었다. 알바니아의 주류 복음주의 교회 신도들의 배경에는 조합교회, 감리교, 그리고 19세기 영국 해외 성서 선교회의 영향이 크다. 복음주의 연합, VUSh로 알려져 있는 이 단체는 1892년 설립되었다. 오늘날 VUSh는 다양한 개신교 종파에서 온 160여명의 회원 신자들로 구성되어 있다. VUSh는 티라나에서 열리는 집회를 주도하며 2010년 당시 양족(兩族)간의 혈수(血讎)를 반대하는 시위를 연 바 있다. 교회 내의 성서들은 알바니아 성서공회가 제공한다. 사상 첫 알바니아어 성서는 1990년 표준 번역판으로 인쇄된 것이다. 이외에도 제칠일안식일예수재림교회, 예수 그리스도 후기성도 교회, 그리고 여호와의 증인 교회도 알바니아에 추종자들을 보유하고 있다.
알바니아는 홀로코스트 당시 유대인 인구가 증가한 유일한 유럽 국가이다. 공산 정부의 붕괴 이후 거의 대부분이 이스라엘로 이주하며, 현재는 200여명의 유대인만이 알바니아 국적을 두고 알바니아에 거주하고 있다.

### 교육

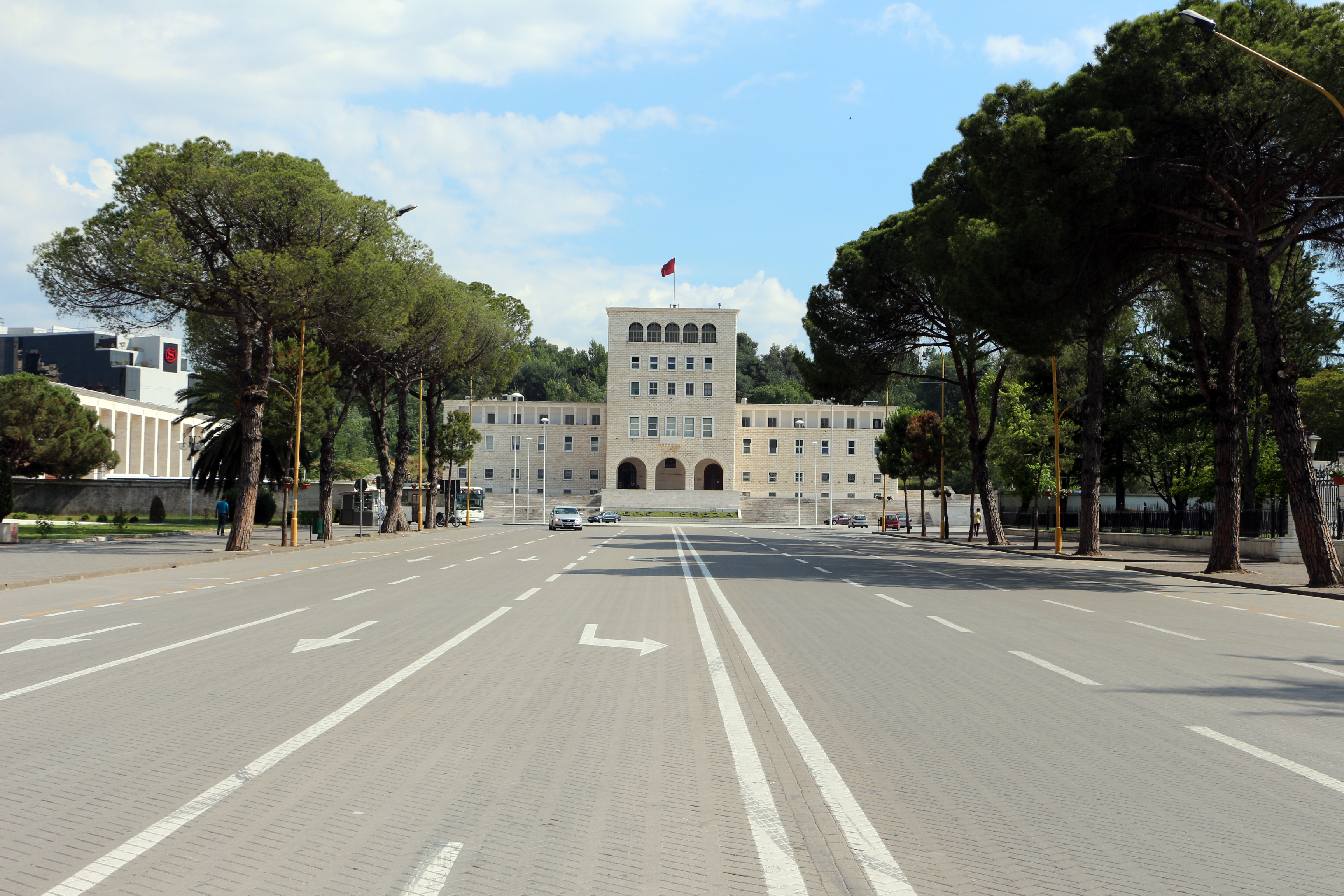
티라나 대학교는 알바니아 최고의 대학기관이다.

알바니아의 공산정부 붕괴 이후, 1990년 당시 알바니아 정부는 조직 개편 계획을 발표하며, 의무 교육 기간을 8년에서 10년으로 확대하였다. 이듬해, 알바니아에 경제, 정치 위기가 잇따라 발생하면서, 공공 질서가 와해되고 학교 제도는 혼란에 빠졌다. 당시 만연했던 기물 파손과 교육 자재의 부족은 학교 운영에 직접적인 악영향을 끼쳤고, 이탈리아와 주변국가의 물자 지원을 받아야만 했었다. 1990년대 후반, 많은 학교들이 재건축되며, 교육 환경이 점차 개선되었다. 대부분의 환경 개선은 티라나, 두러스 그리고 슈코더르 등의 대도시에서 이루어졌다.
알바니아의 초등교육 (arsimi fillorë), 중등교육 (arsimi i mesëm), 그리고 고등교육 (arsimi universitarë)은 정부지원에 의해 운영된다. 학년제도는 미국의 제도와 비슷한 형태를 띠며, 한 학년은 9월 혹은 10월에 시작하여 이듬해 6월이나 7월에 끝난다. 모든 공립 학교에서는 알바니아어를 사용하여 수업을 진행한다. 교육제도는 초등 교육, 중등 교육, 그리고 예비 대학 과정의 세 단계로 나뉜다. 초등 교육은 1학년부터 9학년까지로 의무적으로 이수해야 한다. 학생들은 9학년 학기말에 치르는 졸업시험에 통과해야 교육을 계속할 수 있다. 초등학교 이후, 일반 교육이 중등 학교에서 진행된다. 학생들은 졸업 시험에 합격하여 졸업증을 수여받아야 이후의 고등교육을 받을 수 있다. 알바니아 정부는 2007년 고등교육법에 따라 볼로냐 프로세스를 준수한다. 이를 준수한 고등 교육기관들은 공립 혹은 사립으로, 기관 사정에 따라 1단계, 2단계 혹은 3단계의 고등 교육을 제공한다.
알바니아의 교육 기대 수명 (초등부터 고등교육까지)은 16년이다. 이는 167개 국가 중 25위를 차지하는 수치이다. 2015년, 알바니아 전체의 문해율은 98.7%로; 남성 문해율이 99.2%, 여성 문해율은 98.3%이다. 1990년대에는 대규모의 인구이동이 도시 지역에서 이루어지며, 당시 교육 공급에도 큰 변화가 일어났었다.

### 보건
알바니아의 의료 시스템은 알바니아 보건부의 완전 통제를 받는 중앙 정부 주도의 형태를 띠고 있다. 2000년 세계 보건 기구의 자료에 따르면, 알바니아의 의료제도는 세계에서 55번째로 좋은 환경이라고 평가받았다. 알바니아의 의료 제도는 공산정부의 붕괴 이후 잠시 쇠퇴의 길을 걸었지만, 2000년부터 의료 환경의 현대화가 이루어지며 개선해나갔다. 2000년 당시 알바니아에는 51개의 병원이 있었으며, 이 중에는 군용 병원과 특수 병원도 포함되어 있다. 알바니아에서 가장 흔한 사망원인은 암 질병에 의한 순환기계 질환이다. 인구통계 건강조사는 2009년 4월 알바니아에서 할례, 유산 등의 다양한 건강 조사를 실시하였다. 이 외에 주요 사망 원인으로는 암 질병에 의한 순환기계 질환이다. 인구통계 건강조사는 2009년 4월 알바니아에서 할례, 유산 등의 다양한 건강 조사를 실시하였다. 이 외에 주요 사망 원인으로는 심혈관계 질환, 정신적 외상, 암, 그리고 호흡기 질환 등이 있다. 알바니아는 말라리아 등의 질병을 완벽히 박멸하였다.
알바니아의 평균수명은 77.8세 (제2차 세계 대전 당시에는 38세)로, 세계 37위이며 슬로베니아, 에스토니아, 폴란드, 헝가리 그리고 슬로바키아 등의 유럽 연합 국가들보다도 높은 수치를 기록하고 있다. 알바니아의 신생아 사망률은 2015년 기준 1,000명당 12명 꼴로 나타났다.

## 정치와 행정

### 정부

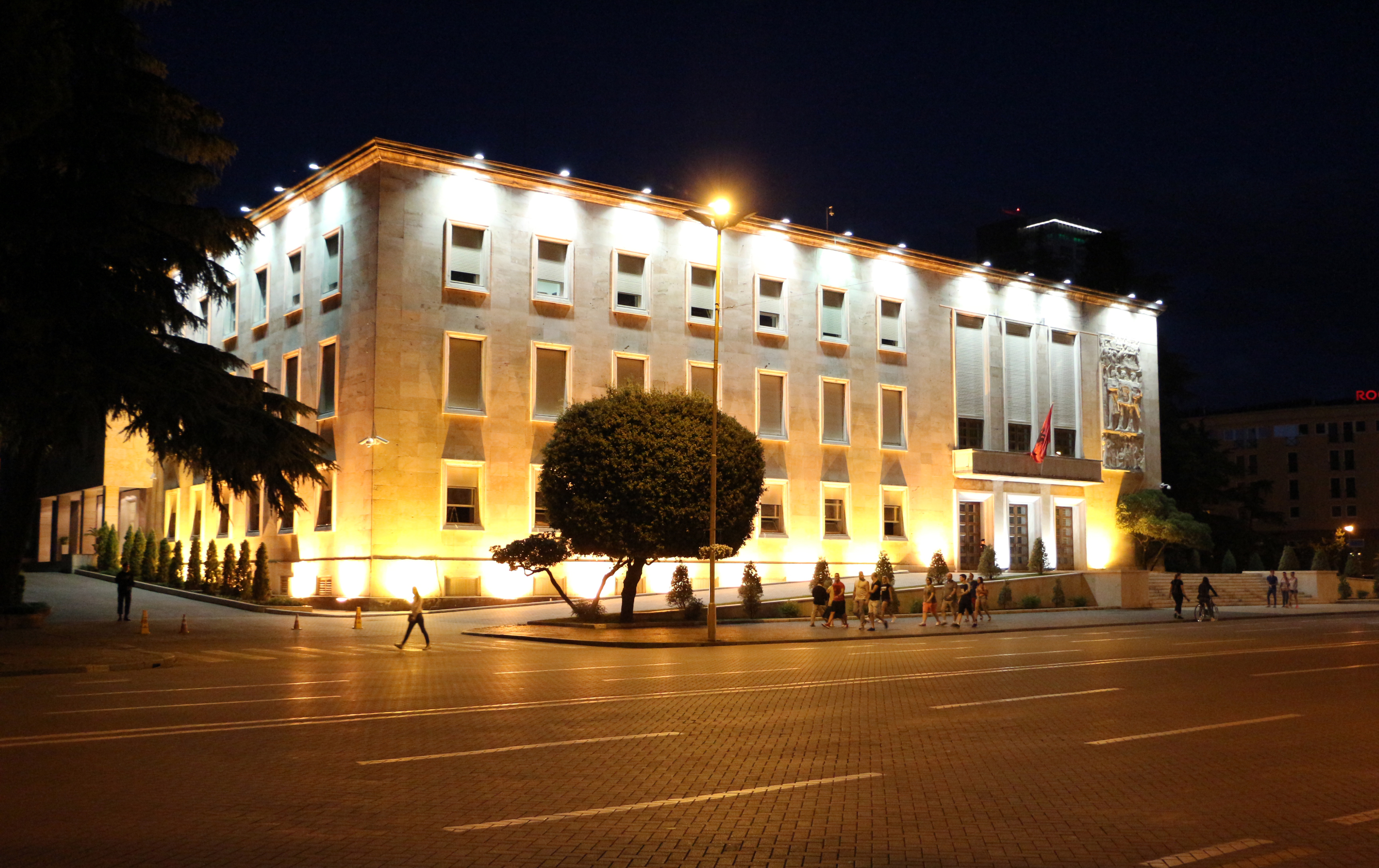
티라나에 위치한 총리실, 알바니아의 총리의 공식적인 업무처이다.

알바니아는 1998년 개정된 헌법에 의거, 의원 내각제의 단일 공화국이다. 140석의 단원제의 의회를 두고 있으며, 매 4년마다 선거를 치른다.
알바니아의 대통령 (Presidenti)은 국가원수이자 알바니아 국민 통합을 대표한다. 알바니아의 대통령은 5년 임기로, 알바니아 의회에서 의원석의 3/5 다수 이상의 표를 받아야 선출된다. 알바니아의 대통령은 모든 국민이 알바니아의 헌법과 모든 법률을 준수하게 할 권력을 가지며, 알바니아 국군의 총사령관직을 겸임하며, 의회가 폐회될 때에는 의회의 의무를 대신하며, 총리 임명권을 가진다. 현재 알바니아의 대통령은 일리르 메타로, 2017년 4월 선출되었다. 알바니아의 총리 (Kryeministri)는 알바니아의 행정을 담당한다. 알바니아의 총리는 알바니아의 정부수반으로, 대통령이 임명권을 가진다. 대통령은 또한 총리의 추천을 기반으로 장관들에 대한 임명권도 가지고 있다. 알바니아 의회는 의회 구성에 대해 최종 승인을 반드시 내려야 한다. 의회는 알바니아의 외교, 국내 정책에 대한 안을 논의하며, 정부 부처와 국가기관에 대해 지시와 통제를 내린다.

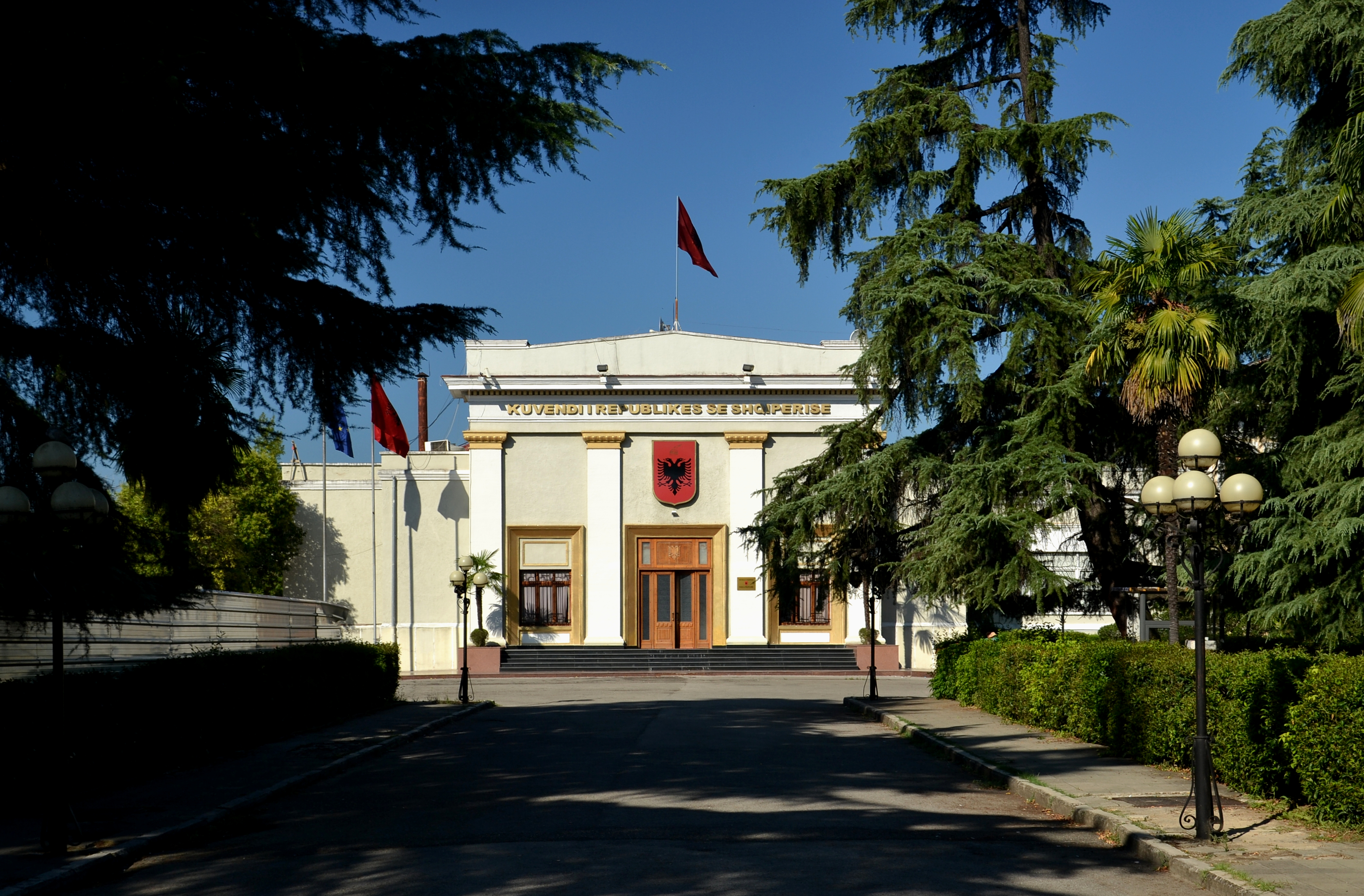
알바니아 의회의 외경.

알바니아 의회 (Kuvendi i Republikës së Shqipërisë) 혹은 입법부는 4년 임기로 국민들이 보통 선거로 선출하며, 알바니아의 입법권을 행사한다. 의회 내에는 140명의 대표로 구성되어, 정당 명부식 비례대표제로 선출된다. 의회 내에는 두 명의 대표가 의회의 의장을 맡는다. 알바니아의 의회에는 15개의 영구 위원회가 설치되어 있다. 총선거는 최소 매 4년마다 열린다. 알바니아의 의회는 알바니아의 국내, 국제 정책의 방향을 결정하며; 헌법을 승인 혹은 개정하며; 다른 국가에 전쟁을 선포하거나; 국제 협약을 비준 혹은 취소; 대통령을 선출할 권력을 가지고 있다. 알바니아의 대법원, 그리고 검찰총장과 차관들은 국영 라디오와 텔레비전, 국영 신문사와 다른 공식 정보 전달 목적의 매체의 활동을 통제한다.
알바니아는 다당제를 운용하고 있다. 가장 최근의 알바니아 총선거는 2013년 6월 23일에 치러졌다. 당시 총선거는 1991년 첫 총선거 이후 8번째로 실시된 것이다. 선거 결과는 알바니아 사회당과 에디 라마가 이끄는 유럽 알바니아 연맹의 승리였다. 알바니아 의회 (Kuvendi i Shqipërisë)의 140석은 12개의 주에 할당된 12개의 선거구에서 선출되었다. 이외에 2017년 6월 18일에 예정된 2017년 총선거가 있다.

### 대외 관계

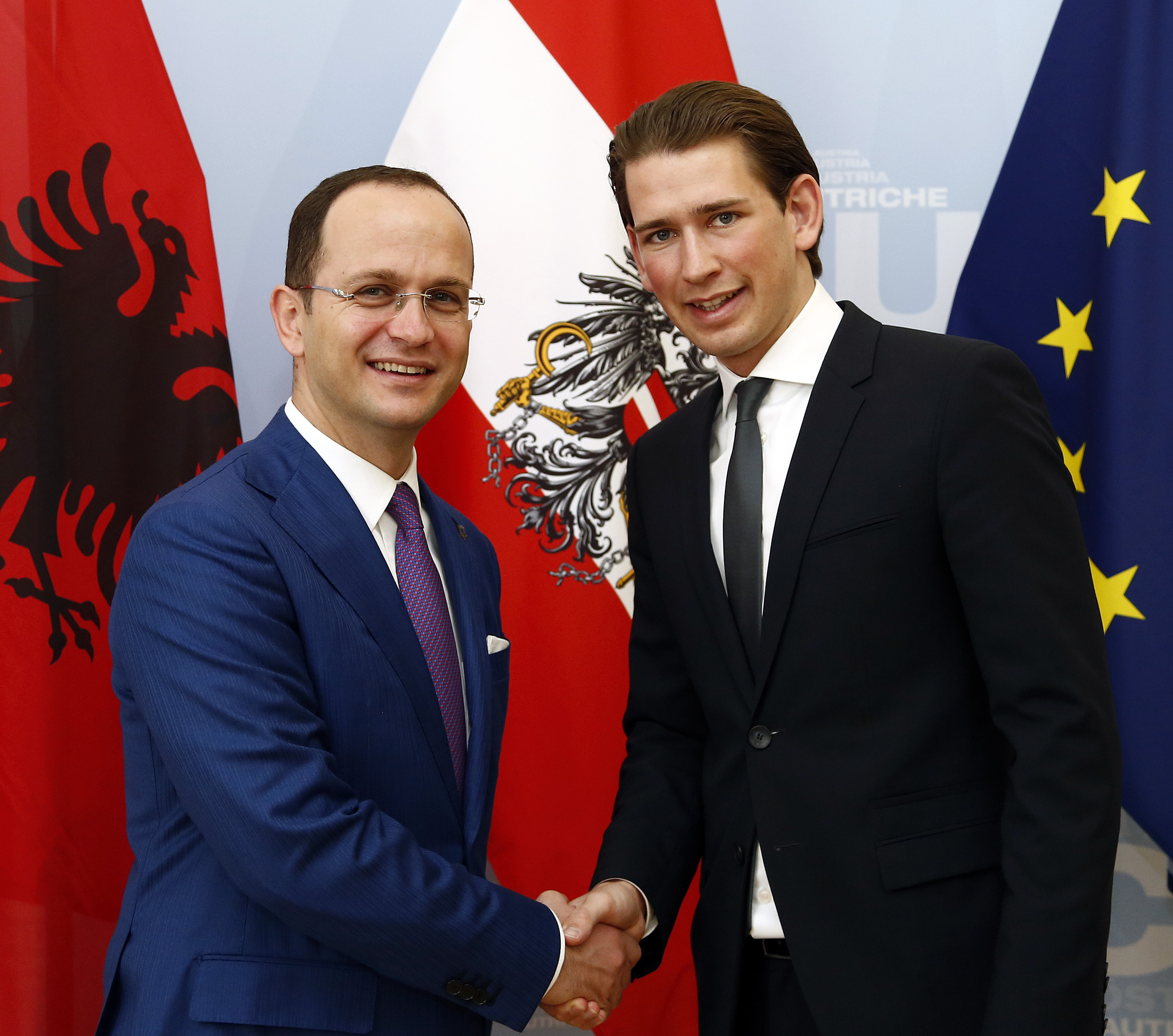
2014년 5월 5일 빈에서 만난 알바니아 외무장관 디트미르 부샤티와 오스트리아 외무장관 제바스티안 쿠르츠.

알바니아의 대외 관계는 티라나에 본부를 둔 알바니아 외교부가 담당한다. 현재 알바니아의 외무장관은 디트미르 부샤티이다. 1990년 공산 정부의 몰락 이후, 알바니아는 유럽 지역과 국제 관계에 대한 책임과 지위를 확대해 왔으며, 전세계 여러 나라와 우호 관계를 설립해나가고 있다.
알바니아의 주요 외교 정책은 다음과 같다: 알바니아의 유럽 연합 가입, 코소보의 국제적 승인, 차머리아 알바니아인 축출의 인정, 몬테네그로, 마케도니아 공화국, 그리스, 세르비아 남부, 이탈리아 등지에 있는 알바니아인의 권리 보호와 알바니아인 디아스포라의 해결. 알바니아는 해외에 40개의 대사관과 46개의 외교 서절단을 두고 있다. 알바니아는 북대서양 조약 기구 (NATO)에 가입한 최초의 남유럽 국가들 중 하나이다. 당시 알바니아 주요 정치인들은 알바니아의 NATO 가입을 국가를 위해 최우선으로 이루어져야 한다고 하였다. 1992년부터 알바니아는 NATO와 광대한 범위에서 공조를 이루어 나갔고, 분쟁 지역인 발칸 지역에서 안정 계수의 역할을 수행, 미국과 유럽 연합과 강력한 동맹관계를 맺었다. 2008년 부쿠레슈티 회의에서, NATO는 알바니아의 크로아티아의 가입 신청을 수락하였다. 이듬해 2009년 4월, 두 국가는 동맹에 참여하였다.
알바니아는 다양한 국제 기구에서 활동하고 있다. 지금까지 가입된 국제 기구들은 다음과 같다: 유엔, 유럽 의회, 북대서양 조약 기구 (NATO), 국제이주기구, 세계 보건 기구 (WHO), 지중해 연합, 이슬람 협력 기구, 유럽 안보 협력 기구, 국제 통화 기금, 세계무역기구 그리고 프랑코포니.

#### 대한민국과의 관계
1948년 11월 29일 조선민주주의인민공화국과 수교하였고, 1988년에는 당시 유럽 공산주의 국가로서는 유일하게 서울 올림픽에 불참했다. 그러나, 1991년 8월에 대한민국과 수교하였고, 조선민주주의인민공화국은 1992년 10월에 알바니아 주재 대사관을 폐쇄하였다.
1995년 5월에 대한민국과 과학기술협력협정을 체결하고, 1998년 11월에는 알바니아 외무장관이 대한민국을 방문하였으며, 2001년 2월에는 국회의장이 대한민국을 비공식 방문했다. 주 그리스 대한민국 대사관이 알바니아 대사관을 겸임하고 있다.

### 사법
알바니아 헌법 (Kushtetuta e Shqipërisë)은 알바니아의 최고법규로, 1998년 알바니아 헌법 국민투표의 결과에 의해 비준되었다. 알바니아는 1913년 군주제, 1920년 공화제, 1928년에는 입헌군주제의 국가로 운영되었다. 이후 알바니아는 공산주의 국가가 되었고, 공산정부의 붕괴 이후에는 시장경제 체제와 민주주의를 회복하였다.
알바니아의 사법 체계는 대륙법에 근본하여 보통 민법, 사법 재판소와 행정 재판소로 각각 나뉘어 있다. 알바니아의 법률은 성문화되어 있으며 프랑스 민법전을 본따 제정되었다. 알바니아의 주요 사법 기관으로는 대법원 (Gjykata e Lartë), 헌법 재판소 (Gjykata Kushtetuese), 상소 법원 (Gjykatat e Apelit), 그리고 행정 재판소 (Gjykata Administrative) 등으로, 모두 수도인 티라나에 위치해 있다. 알바니아의 법 집행권은 알바니아 경찰 (Policia e Shtetit)이 관할하고 있다. 알바니아 경찰은 알바니아에서 가장 큰 법 집행기관이다. 알바니아 경찰은 범죄 수사, 순찰 활동, 교통 정리과 국경 관리 등을 포함한 모든 경찰 업무를 담당하고 있다.
2014년, 알바니아 내무부는 알바니아 경찰의 현대화 과정을 실시, 알바니아 경찰이 사용하는 장치와 작업방식의 변화에 중점을 두었다. 첫번째 단계는 새로운 경찰 차량의 배치, 두번째는 작업능률과 작업 체계화를 위한 경찰관 신체 카메라 부착 등의 과정을 실시하였다. 경찰국의 모든 제복은 점검을 받았고 경찰 로고도 바뀌었다. 이 과정은 알바니아 내무부 산하의 국가 경찰력으로 구성된 정부 기관이 감독하였다. RENEA는 알바니아의 주요 반테러와 결정적 사건 대응을 관할하고 있다. RENEA가 펼치는 주요 작전은 구조 작전, 인질 억류 상황 대응, 반테러 작전, 폭력 범죄에 대한 대응 작전 등이 있다.

### 국방

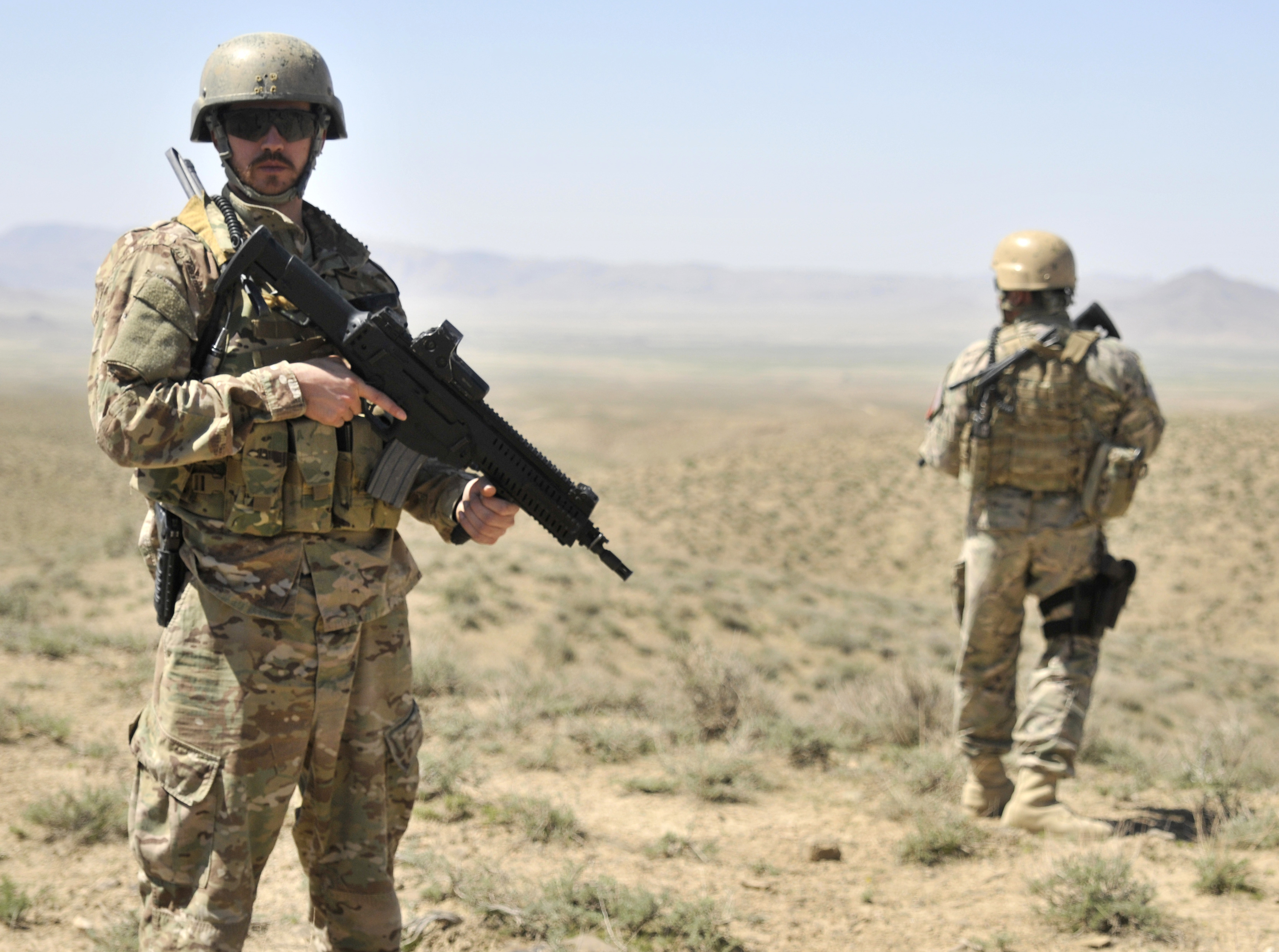
아프가니스탄에 파병된 알바니아 육군 (Forca Tokësore) 병사의 모습.

알바니아의 군대는 1912년 알바니아의 독립 선언 직후 창설되었다. 알바니아 국군(Forcat e Armatosura të Shqipërisë)은 알바니아의 군사 및 준군사 병력을 관리하며, 알바니아의 대통령이 알바니아 국군의 최고 총사령관을 겸임한다. 전시상황을 제외한 때에는 알바니아의 총리와 국방부 장관이 대통령의 권한을 대신하여 행사한다. 현재 알바니아의 국방장관은 미미 코데히로, 알바니아 사상 첫 여성 국방장관으로 임명되었다.
알바니아 군대는 작전 참모 (Shtabi i Përgjithshëm), 육군 (Forca Tokësore), 공군 (Forca Ajrore) 그리고 해군 (Forca Detare)으로 구성되어 있다. 알바니아 작전 참모총장은 알바니아 대통령에 의해 임명된다. 알바니아에는 의무 병역 제도가 존재하지 않는다. 강제 징병제는 2010년 1월에 폐지되었다. 알바니아의 병역 제도는 자발 지원으로 운영되며, 최소 19세 이상이 되어야 법적으로 입대가 가능하다.
알바니아는 1988년 당시 병력 65,000명을 보유하던 것에 반해, 2009년에는 병력을 14,500명까지 줄였다. 알바니아는 현재 작은 규모의 전투기와 함대만을 보유하고 있다. 1990년대 당시 알바니아는 이전에 중국으로부터 지원받은 탱크, 지대공 미사일 등의 구식 군사장비들을 폐기하였다. 군사 예산 규모를 늘리는 것은 NATO 회원국들의 통합을 위한 중요한 조건 중 하나였다. 알바니아의 군사 지출은 1996년까지 국가 전체 예산의 1.5%를 넘긴 적이 없었으나, 2009년에는 2%를 기록하며 정점에 다다랐고, 이후 계속 1.5%의 규모를 유지해왔다. 알바니아는 2008년 2월부터 지중해 지역에서 펼쳐진 NATO의 오퍼레이션 액티브 엔데버 (Operation Active Endeavour)에 참여해왔다. 알바니아는 이후 2008년 4월 3일 NATO로부터 회원국 지위를 제안받았고, 2009년 4월 2일 NATO의 정식 회원국이 되었다.
2016년 세계 평화 지수에서 알바니아는 세계 163개국 중 54위를 차지하였다.

### 행정 구역
알바니아는 12개의 주(Qark 혹은 Prefekturë)으로 나뉘어 있다. 2015년 6월을 기점으로 12개의 주들은 61개의 지방자치체(Bashki, 단수일때는 Bashkia)로 나뉘어 있다. 이전에는 36개의 Rreth으로 구성되었으나, 2000년에 폐지되었다. 2015년 당시 알바니아 정부는 새로운 행정단위를 도입, 전체 행정단위 개수를 61개로 줄였으며, 이전에 시골 지역을 분류하던 Komuna란 행정단위는 폐지되었다. 이전에 존재하였던 행정단위로는 Lagje, Fshat 등이 있다. 알바니아에는 2980개의 마을 (혹은 인구집단)이 존재하며, 이들은 지구 (lokalitete)로 분류된다. 행정단위들은 지방 정치에서 가장 우선적으로 논의되며, 지역의 요구와 법 집행에 대한 책임이 있다. 지역 개혁 정책의 일환으로, 알바니아의 주요 행정구역 중심지역은 새롭게 디자인되었으며, 지중해 지역의 정체성을 강조하기 위해 지붕 색깔을 통일하는 등의 노력을 하였다.
| 주              | 원어 명칭            | 주도         | 인구    | 면적      |
| --------------- | -------------------- | ------------ | ------- | --------- |
| 베라트 주       | Qarku i Beratit      | 베라트       | 139,815 | 1,798 km2 |
| 디버르 주       | Qarku i Dibrës       | 페슈코피     | 134,153 | 2,586 km2 |
| 두러스 주       | Qarku i Durrësit     | 두러스       | 278,775 | 766 km2   |
| 엘바산 주       | Qarku i Elbasanit    | 엘바산       | 298,913 | 3,199 km2 |
| 피에르주        | Qarku i Fierit       | 피에르       | 312,448 | 1,890 km2 |
| 지로카스터르 주 | Qarku i Gjirokastrës | 지로카스터르 | 70,331  | 2,884 km2 |
| 코르처 주       | Qarku i Korçës       | 코르처       | 221,706 | 3,711 km2 |
| 쿠커스 주       | Qarku i Kukësit      | 쿠커스       | 84,035  | 2,374 km2 |
| 레저주          | Qarku i Lezhës       | 레저         | 135,613 | 1,620 km2 |
| 슈코더르 주     | Qarku i Shkodrës     | 슈코더르     | 215,483 | 3,562 km2 |
| 티라나 주       | Qarku i Tiranës      | 티라나       | 811,649 | 1,652 km2 |
| 블로러 주       | Qarku i Vlorës       | 블로러       | 183,105 | 2,706 km2 |

## 경제

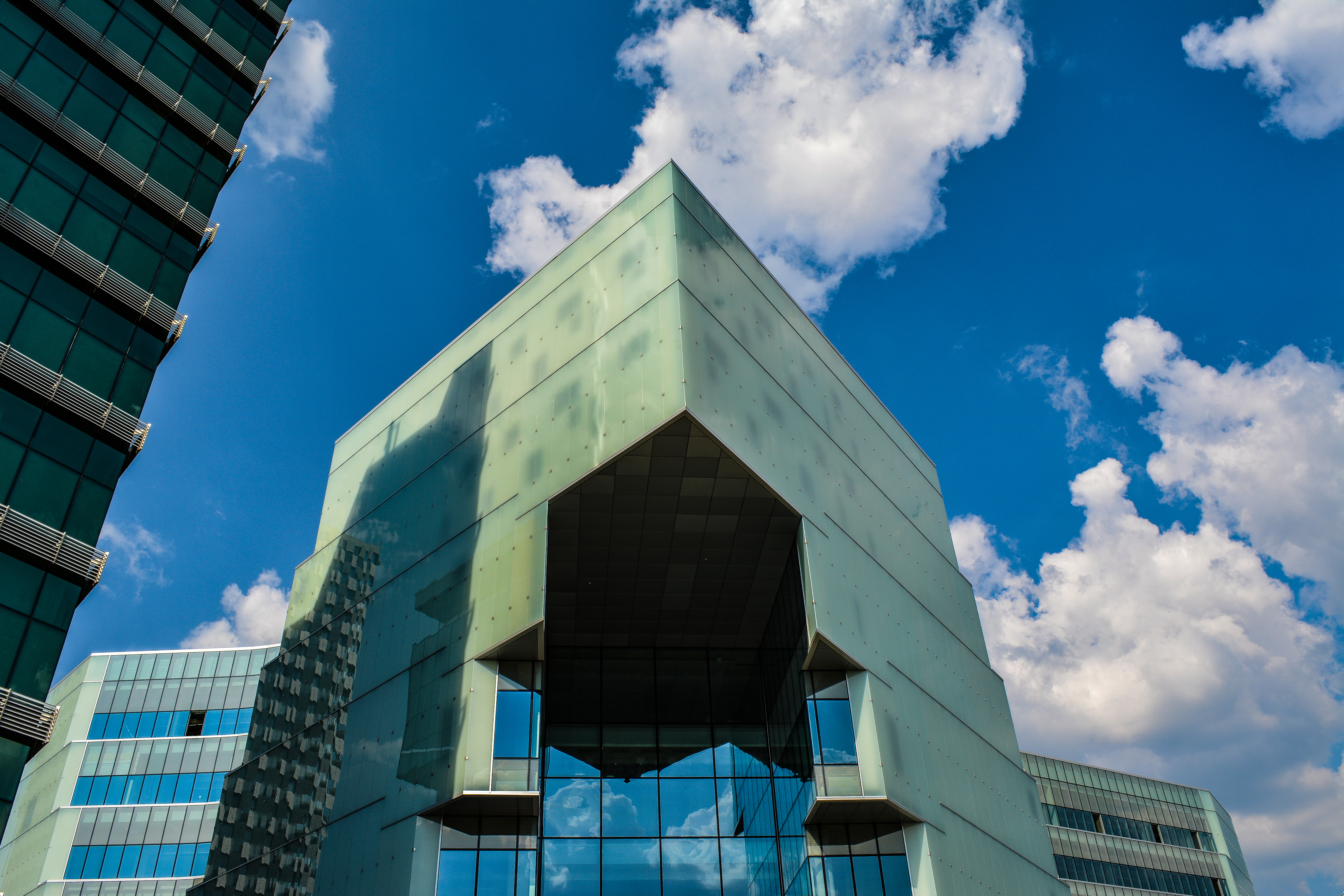
티라나는 알바니아 경제의 중심이다. 알바니아 내의 주요 국내 기업들의 본부와 알바니아에 진출한 해외 기업들의 지사들이 소재해 있다.

알바니아의 과거 공산주의 계획 경제에서 현재의 민주주의 시장 경제 체제로의 변화는 굉장히 성공적으로 이루어졌다. 세계은행은 "1999년부터 2013년까지 민간부문 중 비농업 분야에서의 고용율이 두배로 증가하였다."라고 밝혔으며 이 중 대부분의 고용이 해외 투자로부터 이끌어온 결과라고 분석하였다. 알바니아는 발칸반도 지역에서 4번째로 낮은 실업률을 기록하는 국가이다. 알바니아의 주요 무역 동반자 국가들로는 이탈리아, 그리스, 중화인민공화국, 스페인, 코소보 그리고 미국 등이 있다.
2012년, 알바니아의 일인당 국내 총생산 (구매력 평가에서 표시된 것)은 유럽 연합 평균의 30%에 머무른 반면, AIC (실제 개인 소비량, Actual Individual Consumption)는 35% 정도를 기록하였다. 알바니아, 사이프러스, 그리고 폴란드는 2010년 상반기에 유일하게 경제 성장을 일궈낸 유럽 국가들이다. 국제 통화 기금은 알바니아의 2010년 경제 성장률을 2.6%, 2011년 3.2%로 예상하였다.
티라나와 두러스는 알바니아의 금융, 비즈니스의 중심이다. 그 중에서도 티라나는 무역, 부동산 사업, 은행과 금융, 유통, 교통, 뉴미디어와 전통매체, 광고, 법률 서비스, 회계, 보험 그리고 패션 등 다양한 산업의 중심지 역할을 하고 있다. 많은 고속도로와 철도가 티라나와 두러스를 통과하여 알바니아의 북부와 남부, 서부와 동부를 연결해주고 있다. 알바니아의 주요 국내 기업으로는 석유업이 주 사업인 타치 석유, 알브페트롤, ARMO 석유 정제 회사와 카스트라티, 광업회사 알브크롬, 시멘트회사 안티아 시멘트, 투자회사 BALFIN 그룹 (남동유럽에서 최대 규모)과 통신회사 알브텔레콤, 보더폰 알바니아, 텔레콤 알바니아 등이 있다. 2016년 12월 포브스에 따르면, 당시 알바니아의 국내총생산은 2.8%로 성장세에 있었다. 당시 알바니아는 −9.7%의 무역수지와 14.7%의 실업률을 기록하였다. 최근 몇년간 알바니아 정부는 국가 재정과 법률의 개혁을 통해 비즈니스 환경을 향상시키며 해외로부터 대규모의 직접투자를 이끌어냈다. 알바니아 정부는 허가 조건과 세법의 단순화에 집중하였으며, 이는 국제 통화 기금으로부터의 추가적인 재정적, 기술적 지원을 이끌어냈다.
알바니아의 경제는 다음 분기에도 소비 규모의 회복과 활성화된 투자로 성장이 예상되고 있다. 알바니아의 경제 성장률은 2016년 3.2%, 2017년 3.5%, 그리고 2018년 3.8%로 예상된다. 알바니아의 중반기 전망은 경제 구조 개혁의 진행 속도와 규모, 부채를 감소시키기 위한 추가적인 재정긴축, 에너지와 금융 부문에 지속되는 개혁, 공공 투자 관리의 개선, 그리고 투자 환경과 신용 등급 성장을 위한 법 개정안 통과 등의 요인에 따라 결정된다고 예상되고 있다.

### 제1차 산업

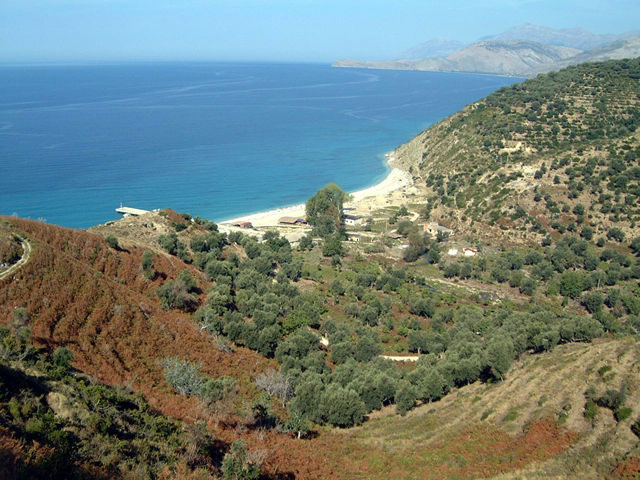
남부 알바니아는 지중해성 기후의 혜택을 받아 양질의 포도주, 올리브와 감귤류를 생산하고 있다.

알바니아의 농업은 중간 크기의 가족 단위의 집단 농장들에 기반해 있다. 농업은 알바니아 경제에서 중요한 부문 중 하나이다. 알바니아 전체 인구의 41%가 농업에 종사하며, 알바니아 국토의 24.31%가 농업용 경작지로 이용된다. 알바니아 남동부 지역은 유럽 지역에서 가장 일찍이 농사를 시작한 지역 중 하나이다. 알바니아의 유럽 연합 사전가입전약의 일환으로, 알바니아의 농부들은 농업 환경을 향상시키기 위해 조성된 IPA 2011 기금의 지원을 받고 있다. 알바니아는 담배, 올리브, 밀, 옥수수, 감자, 식물성 유지, 열매, 사탕무, 포도, 육류, 벌꿀, 유제품, 전통 약재와 방향유, 무화과나무속, 앵두 등의 품목을 생산하고 있다. 알바니아의 이오니아해와 아드리아해에 대한 높은 접근성은 알바니아의 낙후된 어업 시장에 많은 잠재가능성을 가져다 준다. 세계은행과 유럽 경제 공동체 전문가들은 알바니아의 어업 시장이 인근의 그리스, 이탈리아의 어업 시장보다 비교적 저렴한 가격 등의 요인이 앞으로 많은 수출 이익을 이끌어낼 수 있다고 분석하였다. 알바니아 인근의 해안에서는 잉어, 송어, 감성돔, 홍합, 갑각류 동물(게, 가재, 새우 등) 등을 포획할 수 있다.
알바니아는 유럽에서 가장 오래된 포도 재배 역사를 지닌 국가들 중 하나이다. 알바니아는 빙하기 당시 자연적으로 포도나무가 생장한 몇 안되는 지역 중 하나였다. 알바니아에서 발견되는 포도씨는 최대 4,000년에서 6,000년 전의 것까지 존재한다. 2009년, 알바니아는 17,500톤 이상의 포도주를 생산하였다. 공산 정부 시기 동안, 알바니아는 포도주 경작지의 규모를 20,000 헥타르 (49,000 에이커)까지 늘렸다.

### 제2차 산업

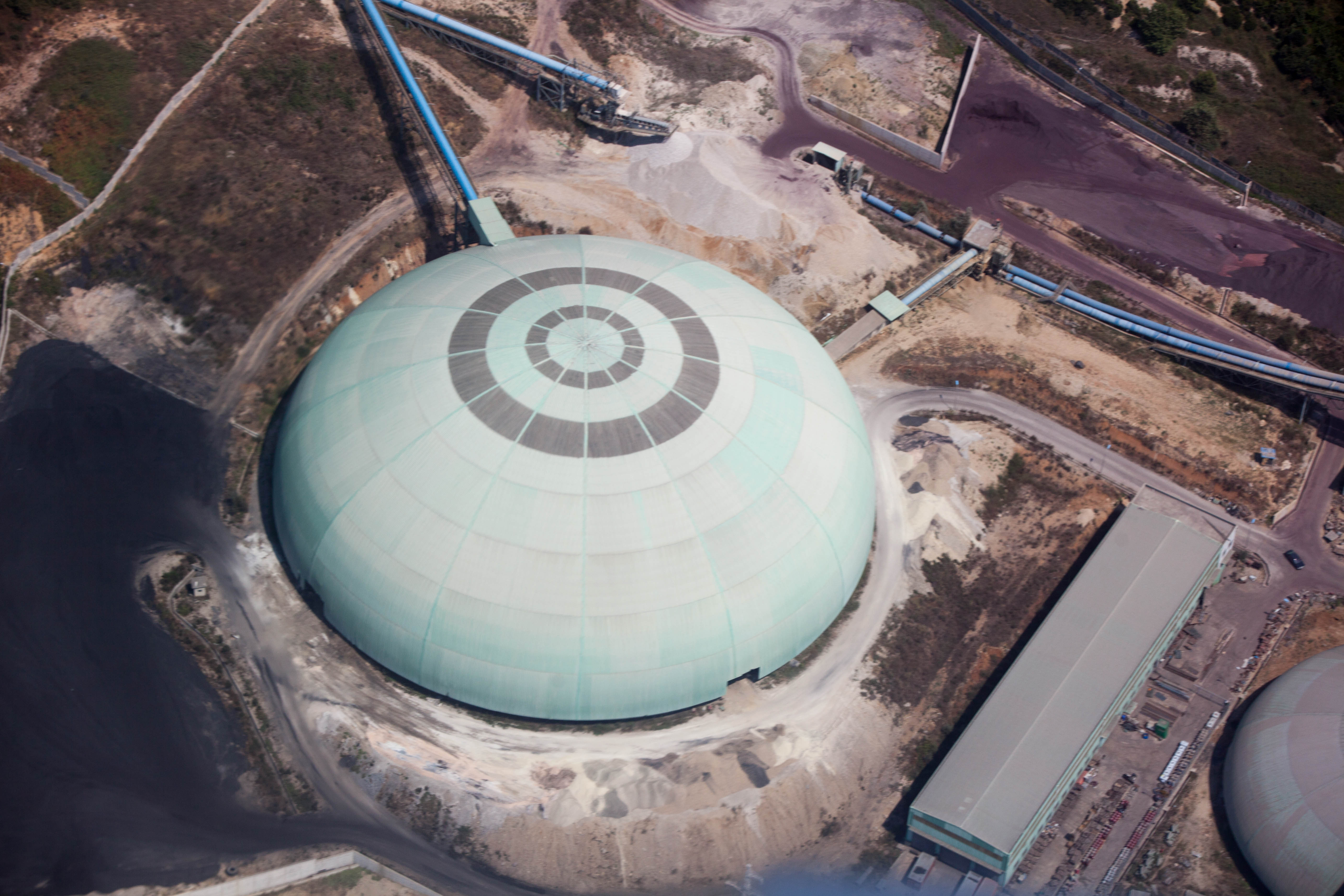
푸쉐-크루야에 소재한 안테아 공장.

알바니아의 2차 산업은 공산정부의 붕괴 이후 끊임없는 변화, 다변화의 과정을 겪어왔다. 알바니아의 2차 산업은 전자 산업, 제조업, 섬유산업에서 식품, 시멘트, 광업, 그리고 에너지 산업에 이르기까지 다양하다. 푸쉐-크루야에 위치한 안테아 시멘트 공단은 알바니아에서 진행되는 가장 큰 규모의 산업 개발 투자들 중 하나이다. 알바니아의 석유, 가스 산업은 엄격한 규제에도 불구하고 알바니아 경제에서 가장 유망한 산업으로 대표된다. 알바니아는 루마니아 다음으로 발칸반도에서 석유 매장량이 많으며, 유럽에서 가장 많은 석유 매장량을 보유하고 있는 국가들 중 하나이다. 알브페트롤은 알바니아 국영기업으로 알바니아의 내의 석유 사업을 관리한다. 알바니아의 섬유산업은 유럽 연합 기업들의 알바니아 진출 이후로 도약적인 성장세를 이어왔다. 2016년 알바니아 통계국 (INSTAT)의 자료에 따르면, 알바니아의 섬유 생산은 매년 5.3% 증가하였고 15억 유로 이상의 매출량을 기록해왔다.
알바니아는 상당한 규모의 광물 생산국이며 세계 크로뮴 생산, 수출 시장을 주도하는 국가이다. 알바니아는 이외에도 구리, 니켈 그리고 석탄 등의 광물을 생산한다. 알바니아의 바트라 광산, 불키졔 광산, 테크나 광산 등에서 광물 생산이 진행되고 있다.

### 제3차 산업

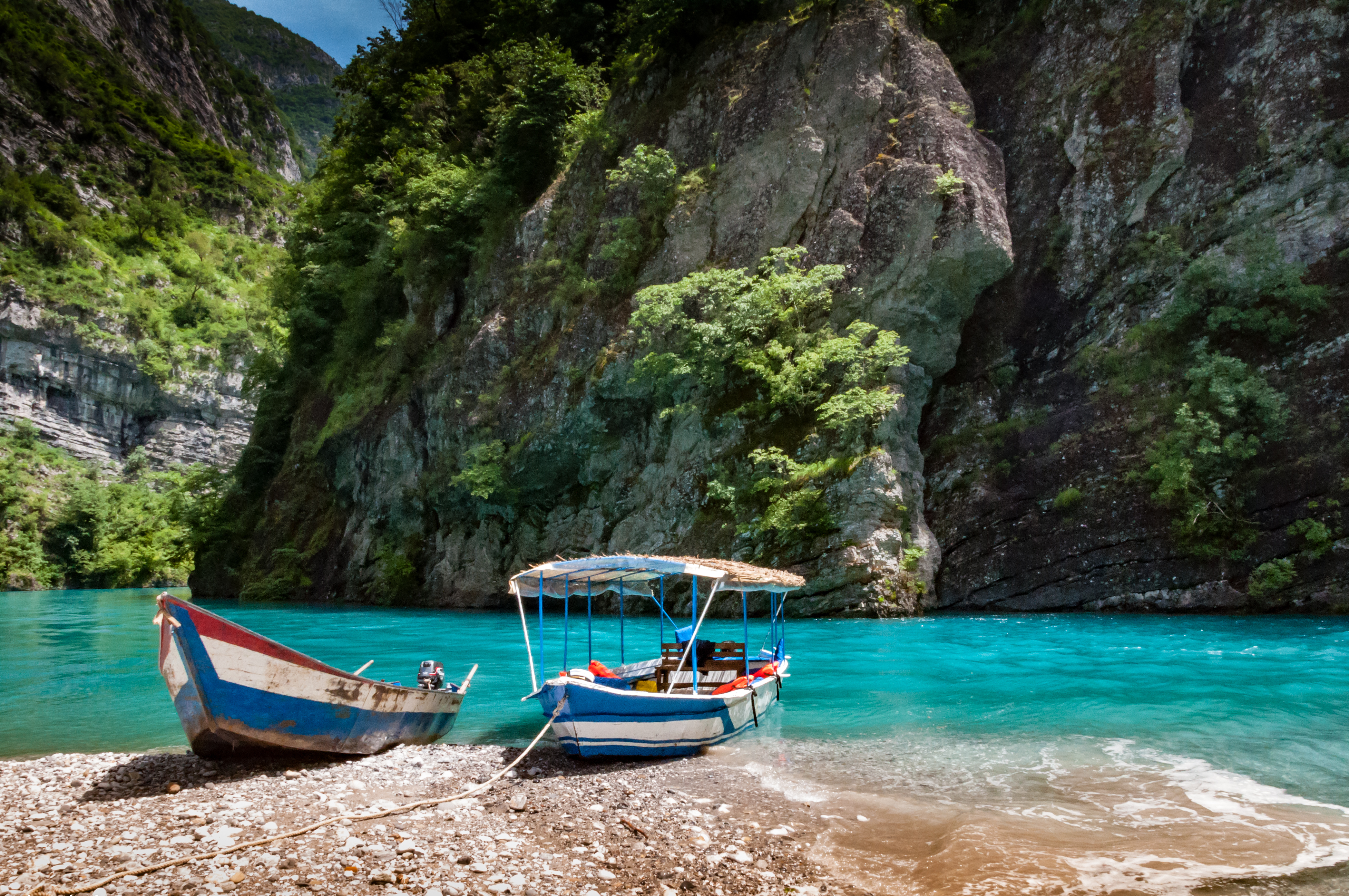
알바니아의 코만 호 페리 관광은 남유럽 지역에서 가장 유명한 페리 관광 중 하나이다.

서비스업은 알바니아 경제에서 가장 빠르게 성장하는 부문 중 하나이다. 알바니아의 국민소득 중 상당한 부분이 관광업에서 나온다. 2014년, 관광업은 알바니아 GDP의 6%에 직접적으로 기여하였으며, 간접적인 방면까지는 최대 20%까지 알바니아의 총소득에 기여하였다. 2012년, 알바니아를 방문한 관광객은 420만 명 정도로, 주로 이웃 국가나 유럽 연합 출신의 외국인들이였다. 2011년, 알바니아는 론리 플래닛에서 최고의 관광지로 선정되었다. 2014년, 알바니아는 뉴욕 타임스에서 4대 국제 관광지로 선정되었다. 2014년 당시 알바니아를 방문한 관광객의 수도 20% 정도 증가하였다. 380만 명의 방문객들을 기반으로, 알바니아는 유럽에서 25번째 (총 47개국 중)로 자주 방문되는 국가이다.
알바니아 관광업의 핵심 사업은 아드리아해와 이오니아해 연안 지역에서 이루어진다. 특히 이오니아 해 연안 지역에는 경치가 아름답고 수질이 깨끗한 바닷가가 많으며, 이 지역을 통틀어 알바니아 리비에라 (피한지(避寒地)라는 뜻)라고 일컫기도 한다. 알바니아의 연안선은 총 360km (220 마일) 정도이다. 연안 지역 내에는 모래사장, 곶, 만(灣), 석호(潟湖), 작은 사력층 해변, 해식동(海蝕洞) 등의 다양한 자연환경이 분포하여 있다. 연안 지역은 환경학적으로 굉장히 깨끗하여, 지중해 지역에서 보기 드문 미발견 지역들을 많이 보존하고 있다. 프로클레티예산맥, 알바니아의 알프스 혹은 저주받은 산맥으로도 알려져 있는 이 지역은 북부 알바니아에 위치한 산악 지방으로 알바니아에서 가장 높은 산이 자리잡고 있다. 최근 이 산맥에서 유럽 최남단의 빙하가 발견되었다. 관광객들이 쉽게 찾아갈 수 있는 산악 지방들로는 다이디트산, 테티, 트로포야, 보스코포야, 발보나강, 켈멘디, 프레스파, 코만호, 두카트, 그리고 쉬크렐 등이 있다.
외국인 방문객들의 증가는 굉장히 역동적인 폭으로 진행되어 왔다. 알바니아는 2005년 500,000명 정도의 방문객을 기록했는데 반해, 2012년 방문객 수는 420만명 정도로 추정, 7년 만에 740%의 성장세를 보였다. 알바니아 관광국에 따르면, 2015년 하계 관광업 소득은 전년 대비 25% 증가하였다. 미국 국제 개발처의 보고서에 따르면, 관광업의 직접 소득이 알바니아 국내 총생산에서 상당한 부분을 차지, 2013년에는 4.8% 정도를 차지할 것으로 예상된다. 투자와 공급에서 확대되는 효과를 포함하여 GDP에 대한 전체 기여도까지 종합하면, 최대 17%까지 연관되어 있는 것으로 밝혀졌다. 이러한 상승세는 앞으로도 계속될 것으로 예상된다.

### 과학 기술
1990년 공산정부 붕괴 이전까지, 알바니아는 세계에서 가장 고립되고 통제된 국가 중 하나였으며, 국제, 국내를 포함한 전화통신에 대한 현대적인 시스템 설치 및 관리는 불가능하였다. 당시 전화 이용자들은 국내 장거리 전화마저도 지정 통신원의 지원을 받아야 했다. 알바니아의 인터넷 사용 환경은 유럽 지역에서 비교적 빠르고 저렴하다고 평가된다. 가령, ABCom이라고 알려진 인터넷 서비스 제공자는 월 306.999 레크 ($2.39579 USD)의 가격에 30mbit 다운로드 패키지를 제공하고 있다. 한편 이동 네트워크 시장에서는 보다폰, 텔레콤, 알바니아 이동통신 그리고 이글 모바일 등의 이동통신 회사들이 3G, 4G 등의 데이터 플랜 등을 제공하고 있다. 알바니아는 1993년부터 과학 기술에 대한 인력 자원이 급격히 감소해왔다. 1991년부터 2005년까지 알바니아 내의 대학, 연구 기관에 소속되어 있었던 교수 중 50%가 이민하였다.
2009년 알바니아 정부는 "알바니아의 과학 기술 혁신을 위한 국가 전략"을 발표, 2009년부터 2015년까지의 중장기 계획을 포함하였다. 계획의 주 목적은 조사와 연구 부문 (R&D)에 대한 공공 투자를 GDP의 0.6%까지 증가, R&D에 대한 지출의 일부분을 해외 투자로부터 이끌어, 특히 유럽 연합의 조사 기반 프로그램으로부터 연구 비용의 40%를 지원받자는 계획이다.

### 에너지

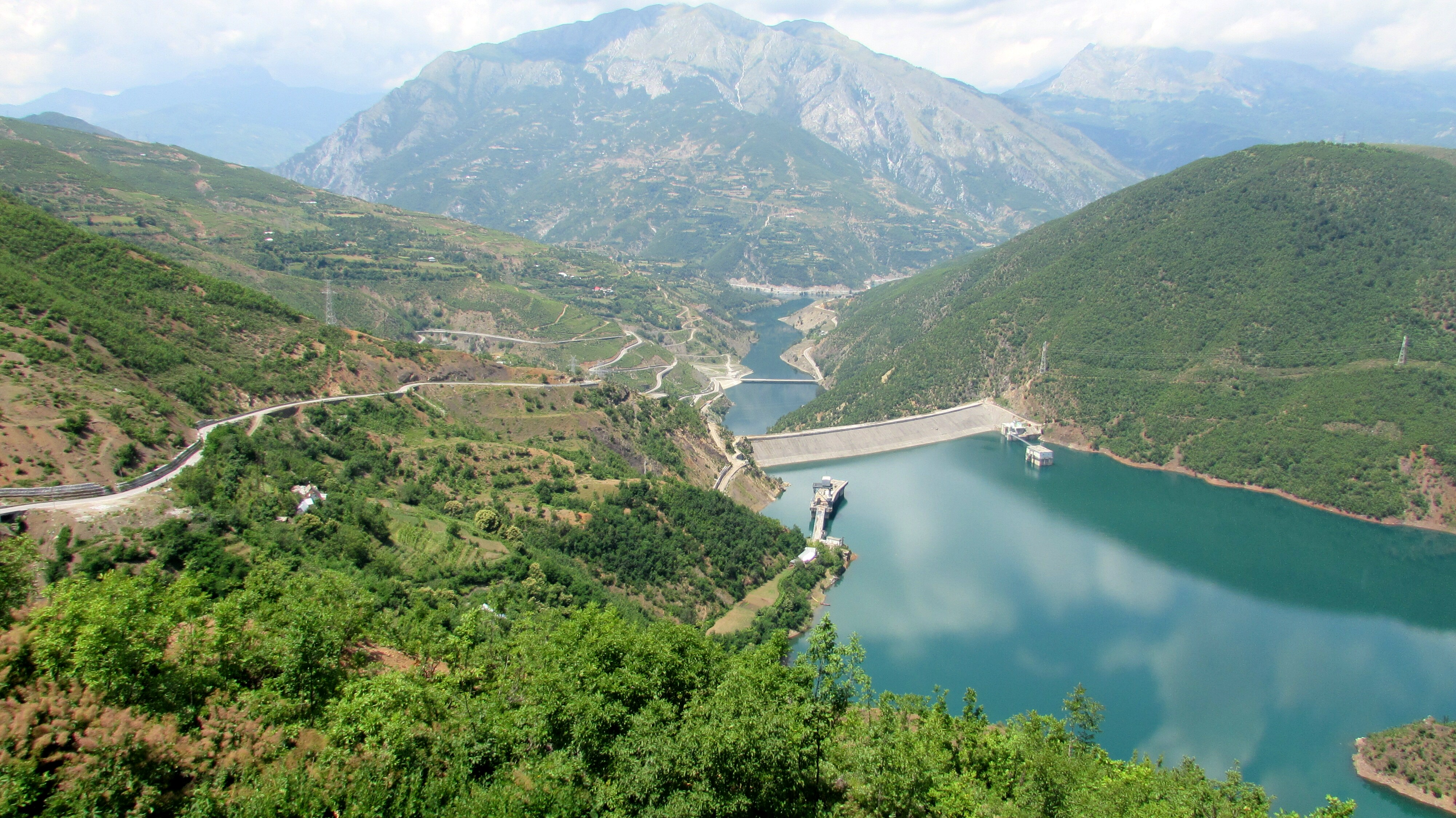
피에르자 저수지는 1978년 피에르자 수력 발전소 건설 계획의 일환으로 세워졌다.

알바니아는 수력 발전에 의존하고 있다. 알바니아는 세계에서 가장 큰 수력 발전 생산국 중 하나이며, 수력 발전에 국가 에너지의 100%를 의존하고 있다. 알바니아 내에는 5개의 수력 발전소가 자리잡고 있다. 그 중 피에르자, 코만, 스카비카 그리고 바우트 테 데제스 수력 발전소는 모두 드린강에 소재하여 있다. 드린강은 총길이 335 km(208 mi)의 강으로, 알바니아에서 제일 길며, 알바니아 전력생산에서 굉장히 중요한 부분을 담당하고 있다.
알바니아와 크로아티아는 슈코더르호 인근에 원자력 발전소를 합작 건설한 계획을 논의하고 있으나, 몬테네그로 국경에 인근한 탓에, 몬테니그로로부터 거센 비판을 받고 있다. 2009년 2월 이탈리아 에넬 사는 알바니아의 전력 발전 다변화를 위해 800 MW의 석탄 화력 발전소 건설 계획을 발표하였다.
알바니아 데볼 풍력발전 회사는 노르웨이 스태트크래프트 사의 자회사로, 데볼강 인근에 두개의 풍력 발전소를 건설하고 있다. 그 중 모기이체 풍력발전소는 세계에서 가장 높은 규모의 발전소가 될 전망이다. 데볼 풍력발전 프로젝트는 발칸반도 최대 규모의 풍력발전 투자계획이다. 두 풍력 발전소는 각각 2016년, 2018년에 완공될 계획이다. 완공 이후에는, 연간 729 GWh의 전력을 생산, 알바니아의 전력 생산을 17% 증가시킬 것으로 전망된다.

### 교통

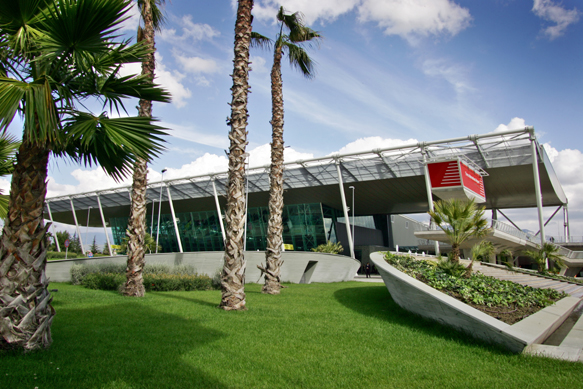
너너테레사 티라나 국제공항은 발칸반도에서 8번째로 바쁜 공항으로 연간 200만 명의 탑승객이 거친다.

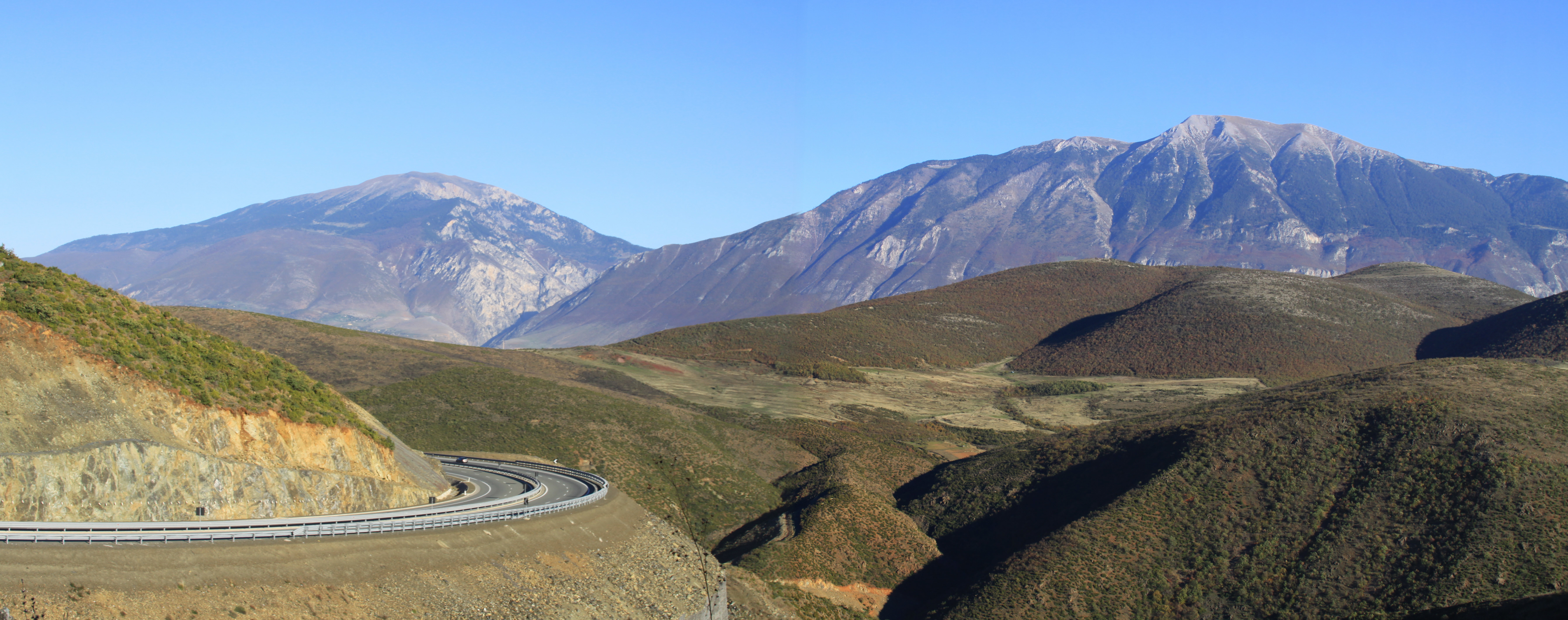
알바니아 북부의 칼리마쉬 인근의 알바니아-코소보 고속도로.

린과 포그라데츠를 연결하는 3번 국도 (SH3).

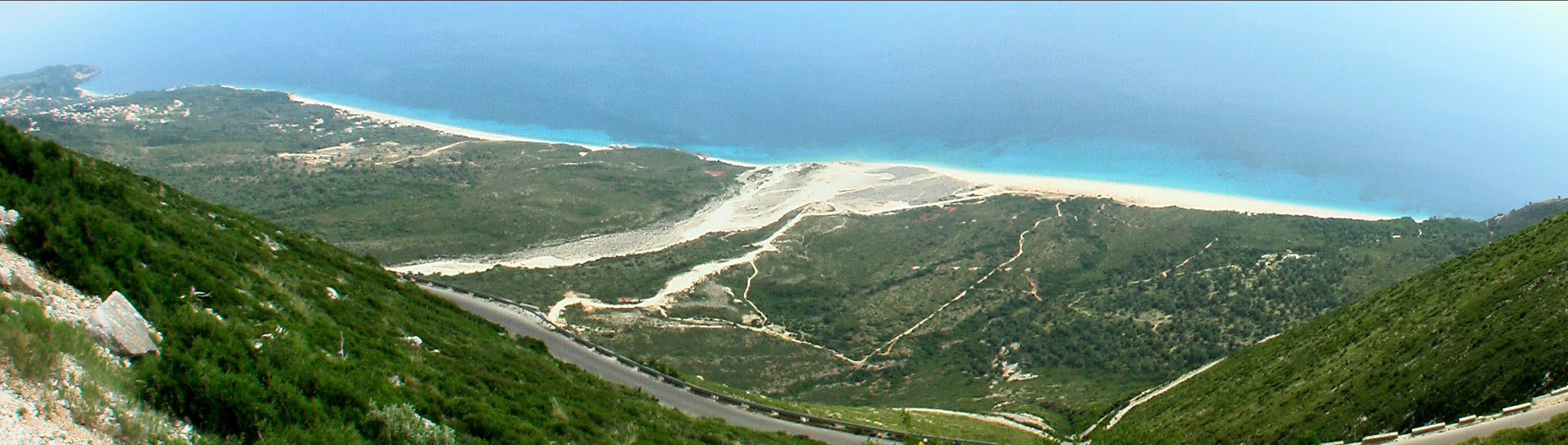
로가라세 산길을 통과하는 8번 국도 (SH8).

알바니아의 공산정부 붕괴 이후, 지난 20년 동안 알바니아 교통환경은 기반 시설의 현대화 과정을 거치며 많은 변화를 겪어왔다. 도로 시설, 도시 교통, 그리고 항공기 운행 등의 환경 개선이 전체적인 교통환경에 기여해왔다.
현재 알바니아에는 3개의 주요 도로가 있다: 두러스와 블로러를 잇는 중앙분리 고속도로, 알바니아-코소보 고속도로, 그리고 티라나-엘바산 고속도로. 알바니아-코소보 고속도로는 아드리아해에 맞닿은 항구도시 두러스와 코소보의 수도인 프리슈티나를 잇는다. 가까운 미래에, 세르비아 니시 인근의 유럽 내부망 X와 연결될 계획이다. 당시 이 연결 프로젝트는 알바니아 역사상 최대 규모의 도로 기반 시설 건설 계획이였다. 이 외에 2개의 도로가 건설 중에 있다: 티라나와 범유럽 교통로를 잇는 A3 고속도로는 이후 알바니아, 마케도니아 그리고 불가리아, 발칸반도 동부 지역을 연결할 것이며, 남북 연결 고속도로는 아드리아 해-이오니아 해 고속도로로, 아드리아해와 이오니아해를 거쳐 크로아티아와 그리스를 연결할 지역 고속도로이다. 도로들이 모두 완공되면, 알바니아에는 코소보, 마케도니아 공화국, 몬테네그로와 그리스를 연결하는 총 길이 759km의 도로 네트워크가 들어설 것이다.
알바니아 최대의 항구는 두러스항이다. 2014년 기준, 두러스항은 알바니아 그리고 아드리아해에서 가장 큰 여객항구 중 하나이며, 매년 150만 명이 두러스항을 방문한다. 항공 여객선은 대부분 이탈리아나 크로아티아를 연결한다. 알바니아의 주요 항구들은 두러스, 블로러, 사란더, 그리고 션진에 위치하여 있다.

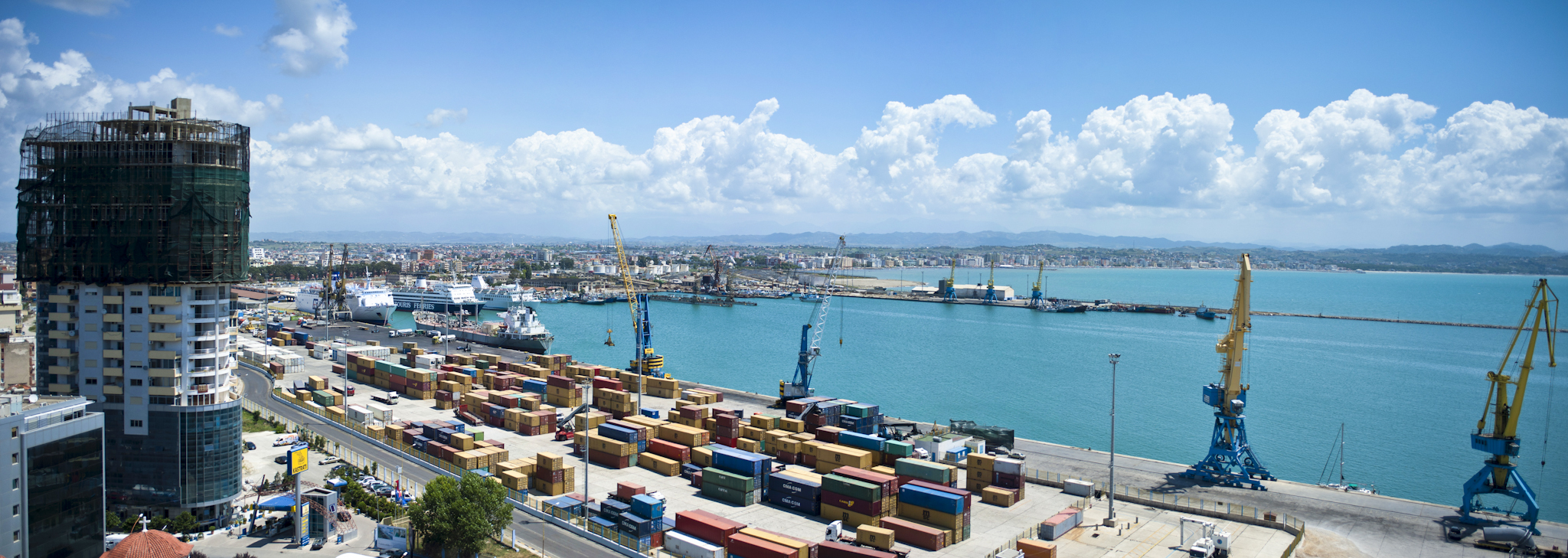
두러스의 지리학적인 이점은 두러스항을 아드리아해와 이오니아해에서 가장 큰 항구들 중 하나로 자리잡게 한 요소이다.

너너테레사 티라나 국제공항은 알바니아 유일의 국제공항이다. 항공 여행객들은 알바니아를 방문하기 위해 이 공항을 반드시 거쳐야 한다. 티라나 국제공항은 여러 주요 유럽 도시를 연결하는 항공편을 제공한다. 2016년, 알바니아 정부는 티라나 국제공항의 항공 교통편 독점을 끝내는 협약을 맺으며, 알바니아 북부의 쿠커스에 새로운 공항을 지을 계획을 밝혔다.
알바니아의 철도는 알바니아 국영 기업 알바니아 철도가 관리한다. 알바니아의 철도 체계는 이전 전체주의 공산 정부의 엔베르 호자의 지도 아래 광범위하게 건설되었다. 당시 철도 교통을 제외한 개인 개통은 금지되었다. 이전 정부의 몰락 이후, 차 소유권자와 버스 이용량이 크게 증가하였다. 현재 티라나-리나스 (티라나 국제공항)-두러스를 잇는 철도 노선이 건설 중에 있다. 이번 철도 건설 계획은 알바니아의 주요 도시를 연결하는 철도 네트워크를 구축하는 것으로, 중요 경제 발전 계획이 될 전망이다. 철도 노선은 2019년에 개통되었다.

### 언론
알바니아의 텔레비전 송출은 1938년 RTSH (Radio Televizioni Shqiptar)의 개국과 함께 시작하였다. 그 이후로 알바니아의 텔레비전 매체는 꾸준히 성장해왔다. 알바니아에는 4개의 지역 라디오가 송출 중에 있다. 그 중 국제 서비스 부문은 중파 (AM), 단파 (SW)를 통해 알바니아어와 7개국 언어로 라디오 프로그램을 송출하고 있다. 알바니아 라디오의 국제 서비스는 "Keputa një gjethe dafine"를 시그니처 노래로 송출하고 있다. 1993년 알바니아 국제 텔레비전 서비스가 위성방송을 통해 첫 송출, 현재 코소보, 세르비아, 마케도니아, 몬테네그로와 북부 그리스, 그리고 유럽 도처에 있는 알바니아 교민 사회를 대상으로 방송하고 있다. 알바니아 매체 관리 위원회에 따르면, 알바니아에는 66개의 라디오 방송국과 67개의 텔레비전 방송국, 3개의 국영 방송국, 62개의 지역 방송국, 50개 이상의 케이블 방송국을 포함한 257개의 매체가 송출 중에 있다. 최근 몇년간, 알바니아 방송국들은 댄싱 위드 더 스타, 빅 브라더, 갓 탤런트, 더 보이스, 그리고 더 엑스 팩터 등의 국제적인 방송 시리즈 포맷을 수입해왔다.

## 문화

### 건축

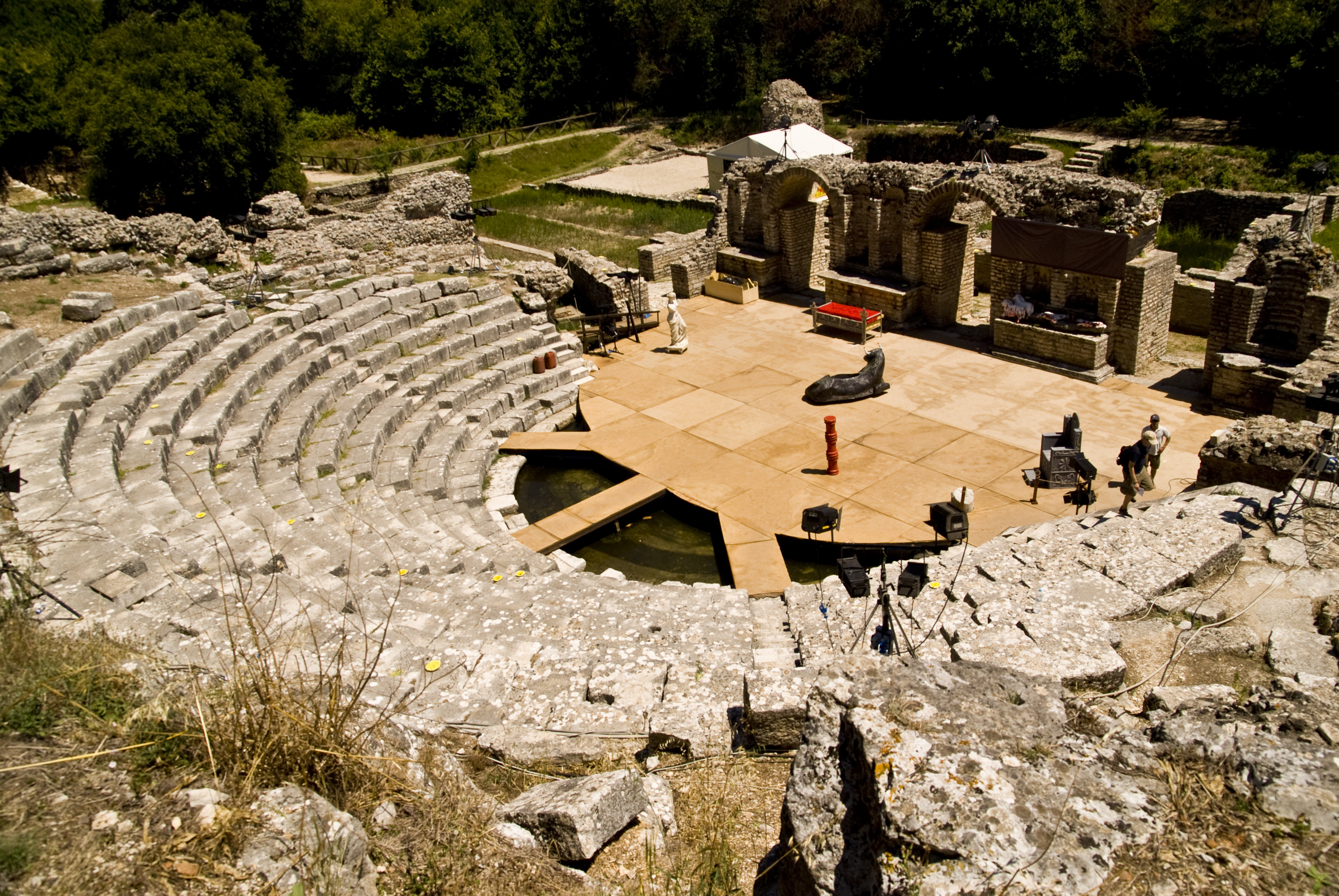
부트린트의 한 고대 건축물. (기원전 5세기)

알바니아는 그 유구한 역사를 간직하여, 문화적, 역사적 가치가 높은 건축물들이 나라 곳곳에 자리잡고 있다. 고대에서 현대까지, 알바니아의 주요 도시 곳곳은 주거지, 종교적 건축물, 상업용 건물 등을 포함한 성채로 둘러싸인채, 건축 기술의 발달에 따라 도심 지역에 대한 내부적인 재건축이 계속하여 이루어졌다.
알바니아에는 사란더의 남쪽에 위치한 고대 도시 부트린트, 베라트와 지로카스터르의 역사 유적이 유네스코 세계유산으로 지정되어 있다. 이외에도 가시강과 라라이차강(셰베니크-야블라니체 국립공원의 일부), 로마 양식의 두러스 원형 경기장, 셀체스 세 포슈메 왕릉, 오흐리드 지역의 자연유산 및 문화유산, 그리고 고대 도시 아폴로니아 등이 잠정 목록에 등재되어 있다.
알바니아에는 일리리아의 고대 도시였던 빌리스, 아만티아, 포이니케 그리고 슈코더르 등이 위치하여 있으며, 도시 곳곳에서 일리리아 유적들을 발견할 수 있다. 비잔티움 제국의 식민지배를 받은 역사의 영향으로, 비잔틴 양식의 교회, 성채, 수도원들도 나라 곳곳에 남아있다. 또한 오백년에 달하는 오스만 제국의 식민지배의 영향으로, 오스만 제국의 기념 유적들도 찾아볼 수 있다. 19세기, 당시 알바니아 중세 마을들은 오스트리아-헝가리, 이탈리아 출신의 건축가들에 의해 재건축되어, 대부분의 유럽 도시들과 비슷한 모습을 갖추게 되었다. 공산주의가 팽배했던 시기에는, 많은 사회주의 양식의 건물, 넓은 도로, 공장들이 새롭게 건축되었고, 마을 중심들은 재건축의 과정을 거치며 오래된 역사 유적들이 파괴되기도 하였다.

### 음악

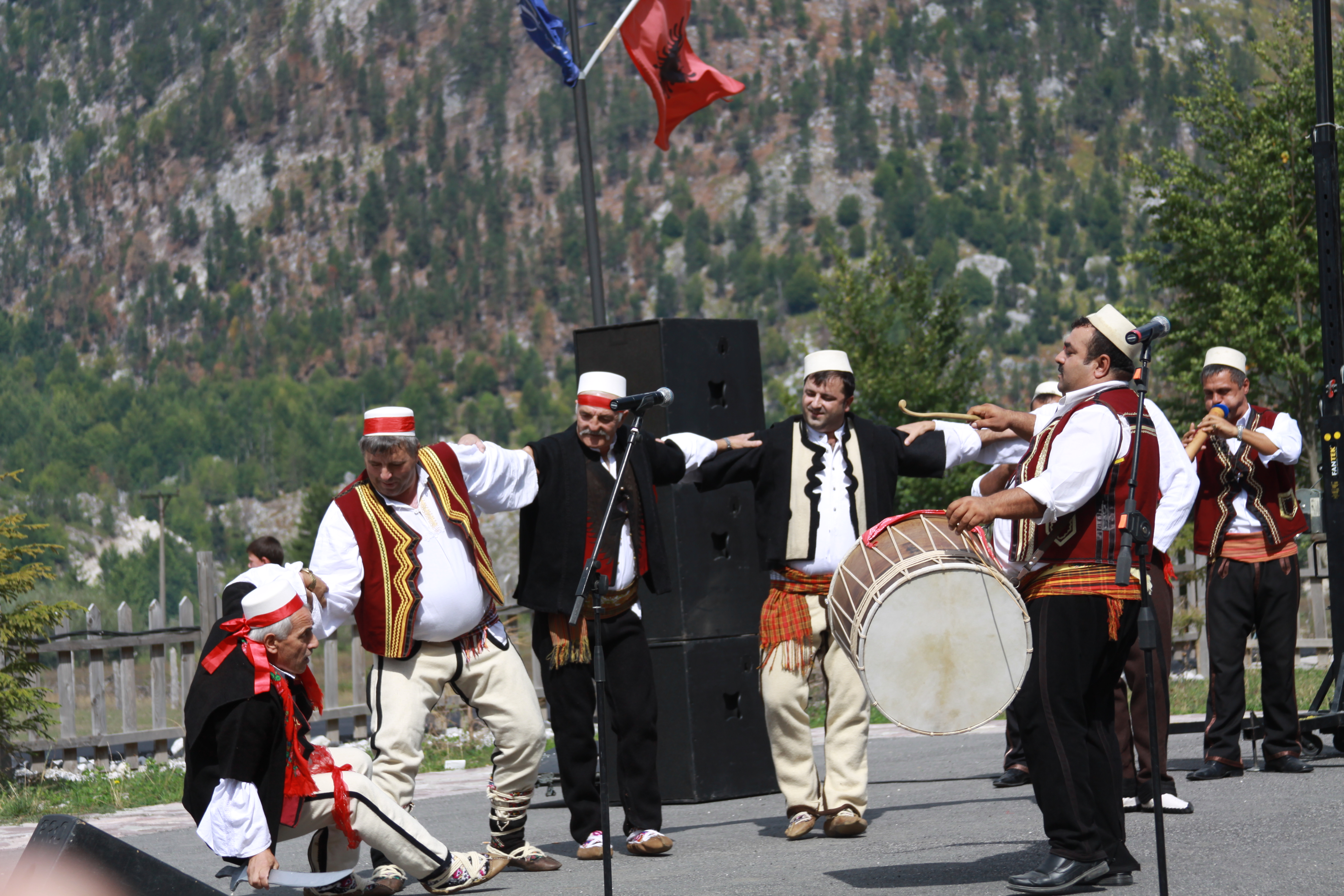

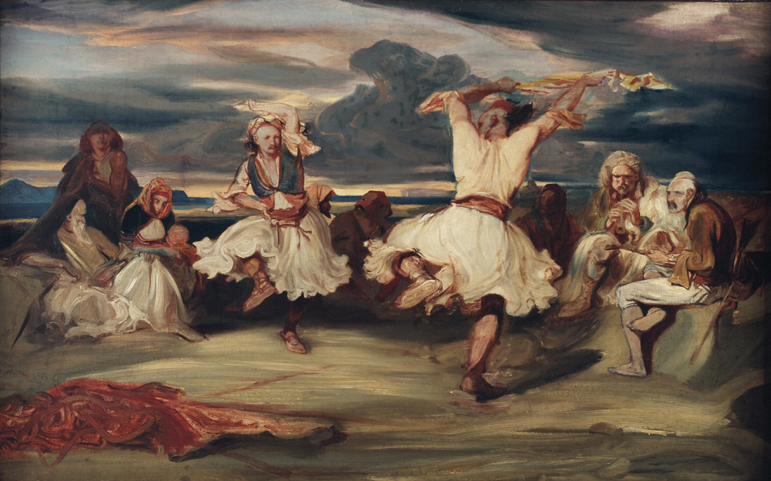
알렉상드르 드캉의 알바니아 무용수들. (1835)

알바니아의 전통 음악은 크게 두가지 형식으로 분류할 수 있는데, 하나는 북부의 게그 알바니아인의 음악과, 다른 하나는 남부의 라베리아, 토스크 알바니아인의 음악이다. 북부의 음악은 기복이 심하며 영웅적인 내용이 대부분인 반면, 남부의 음악은 비교적 느긋한 느낌으로 대표된다. 게그 알바니아인의 음악은 다양한 서사시의 내용을 다루는 것으로 잘 알려져 있다. 게그 음악의 대부분은 알바니아인들의 고대사, 그리고 오스만 제국에 맞서 싸운 중세 알바니아의 영웅 스칸데르베그, 알바니아인들을 둘러싼 영광, 후대, 배반 그리고 복수의 역사에 대한 내용을 다루고 있다. 토스크 알바니아인의 음악은 부드럽고 가벼운, 그리고 운율변화에 치중하는 경향이 있다. 알바니아 남부 지역은 장례식 때 한명 혹은 두명이 슬픈 목소리를 동시에 내며 합창곡을 부르며 애도하는 풍습이 있다. 알바니아의 전통 기악으로는 카바 형식이 있는데, 이는 클라리넷 혹은 바이올린을 아코디언 혹은 라후테스와 함께 앙상블 형식으로 같이 연주하는 방식을 이른다. 카바는 즉흥적이며 대체적으로 우울한 느낌을 지니고 있는데, "신선하며 고풍적인 느낌", "목소리에 가까운 수준의 소리의 표현", "알바니아의 대표 문화이자 알바니아인의 모든 열정을 종합하였다"라는 평가를 받고 있다.
알바니아의 이질적인 음악 형식들은 연주자, 청중들이 애국심을 표현하기 위한 매개체로 하나의 공통된 가치의 음악들로 여기었고, 구술 역사를 포함하는 간이 차량들이 나라 곳곳에 활보하고, 모든 음악들이 3/8, 5/8, 그리고 10/8 등의 일정한 박자를 사용하는 등의 요소들로 충돌없이 공존할 수 있었다. 최초의 알바니아 전통음악 편집물은 1929년과 1931년 파리에서 알바니아 히마라 출신의 음악가 네코 무코, 코코 카칼리가 당시 알바니아 여성 가수였던 테프타 타쉬코 코코와 함께 합작물을 만들며 탄생하였다. 이렇게 형성된 세명의 트리오는 이후에도 여러 축음기 녹음물들을 작업하였고, 그들의 작업물은 히마라 폴리포니 음악이 유네스코 세계 유산에 등재되는데 결정적인 역할을 하였다.
현재 활동하고 있는 대표적인 알바니아 음악가로는 에르모넬라 야호, 인바 물라, 베베 레자 그리고 에라 이스트레피 등이 있으며, 이들은 자신들의 음악적 업적에 대하여 국제적인 인정을 받고 있다. 소프라노 가수인 에르모넬라 야호는 이코노미스트에서 "세계에서 가장 호평받는 소프라노"로 서술된 바 있다. 엘바산 출신의 오페라 가수인 사이미르 피르구는 2017 베스트 오페라 레코딩 부문에서 그래미상 후보로 지명되었다.

### 회화

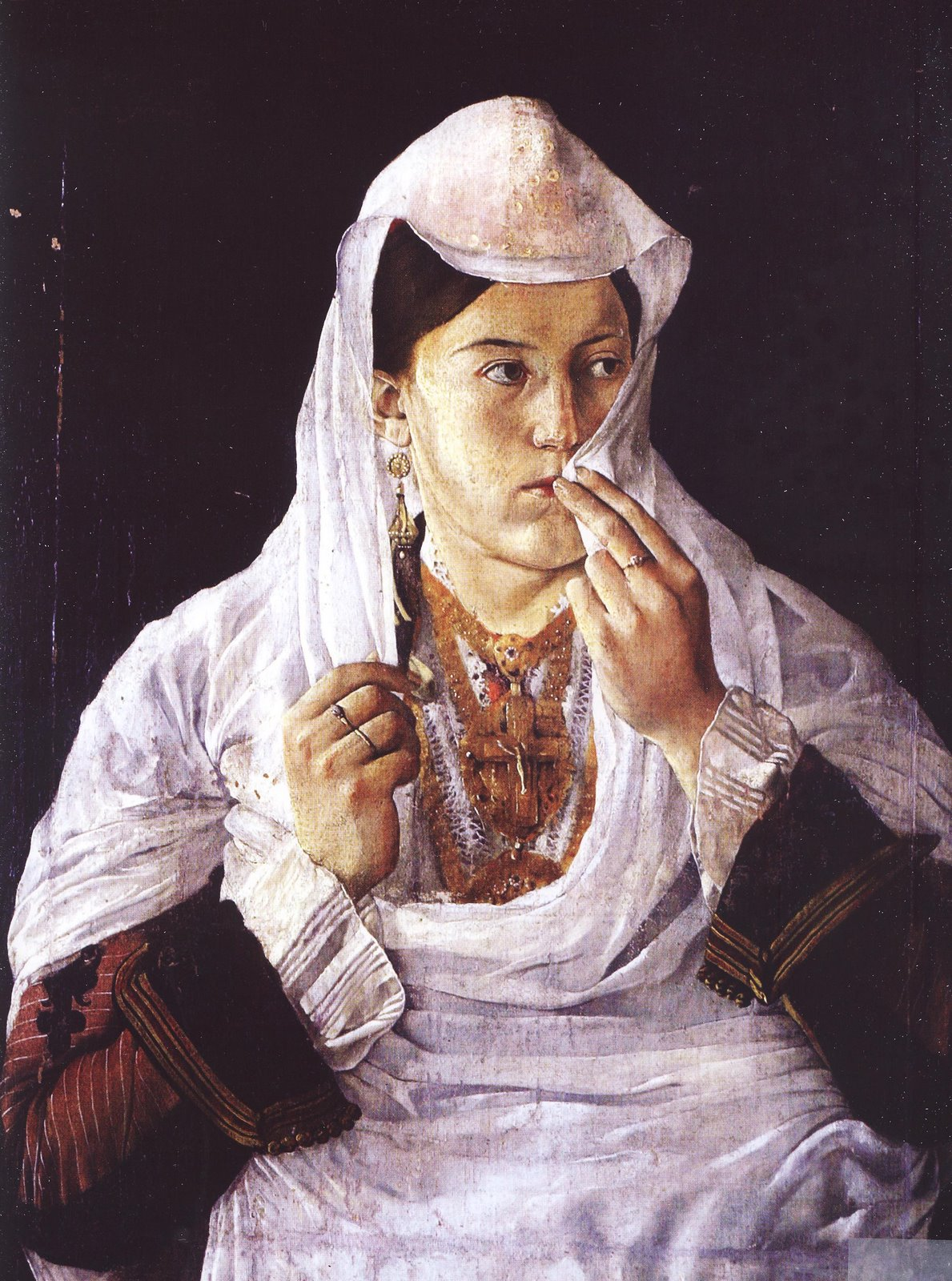
콜레 이드로메노의 모트라 톤 (1883)

알바니아의 전통 예술은 많은 문화가 알바니아에서 번성하면서 형성된 것이다. 오스만 제국이 알바니아를 5세기 가까이 지배하는 동안, 알바니아의 예술 작품과 형식에 많은 영향을 끼쳤다. 1478년 알바니아가 오스만 제국에 편입되면서, 오스만 제국은 모자이크 예술, 판벽화 등의 예술 형식에 영향을 주었고, 이렇게 형성된 예술풍은 1912년 알바니아가 독립할 때까지 큰 변화없이 유지되었다.
모자이크와 벽화 예술이 고대와 중세에서 계승해온 반면, 알바니아의 첫 회화는 아이콘, 비잔티움 제국의 동방정교의 종교 예술이였다. 알바니아의 가장 초기의 아이콘들은 13세기 후기부터 발견되며 18세기에 그 번영기를 누린 것으로 추정된다. 알바니아의 대표적인 아이콘 화가들로는 오뉴프리와 다비드 셀레니차 등의 인물이 있다. 베라트, 코르처 그리고 티라나의 박물관들은 높은 가치의 아이콘 작품들을 소장하고 있다. 오스만 제국 시기 말기, 알바니아의 회화 예술은 민속 예술과 모스크 장식의 용도로만 허용되었다. 회화와 조소 예술은 12세기 초반에 출현하여 1930년대와 1940년대에 번영기를 누렸고, 당시 국가적 차원에서 첫 예술 전시회를 열었다. 현대의 알바니아 예술은 알바니아인들의 일상 속의 분투를 다루며, 신인 예술가들은 다양한 예술 형식을 도입하여 자신들의 예술적 메시지를 전달하려 하고 있다. 알바니아 예술계에 포스트 모더니즘이 비교적 최근에 소개된 것에 반해, 많은 수의 예술가들과 그들의 작품이 국제적으로 주목받고 있다. 대표적인 알바니아 포스트 모더니즘 예술가들로는 안리 살라, 시슬레지 자파, 그리고 헬리돈 지어지 등이 있다.

### 문학

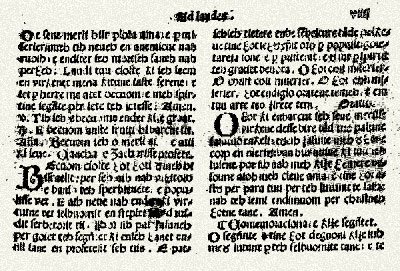
메사리 발췌본 (존 부주쿠, 1555년)

알바니아어는 인도유럽어족에 속하여 독자적인 분파를 구성하고 있다. 알바니아어는 인도유럽어족 안에서도 고립어로 분류된다. 알바니아어는 1854년 독일의 비교언어학자 프란츠 보프에 의해 인도유럽어족의 일부로 판명되었다.
알바니아어는 고전 고대 당시 발칸 지역에서 쓰인 일리리아어와도 종종 연관된다. 어떤 학자들은 알바니아어가 일리리아어에서 파생된 것이라 추정하는 반면, 다른 학자들은 알바니아어가 다키아어-트라키아어에서 파생된 것이라 주장한다. (일리리아어와 다키아어-트라키아어 사이에는 밀접한 관계가 있다.)
알바니아의 문화적 르네상스의 시초는 알바니아어의 발전으로, 북부 알바니아의 카톨릭 신자 집단, 그리고 남부의 동방정교 집단 내의 교회 기록물과 출판물 등에서 폭넓게 표출되었다. 이후의 개신교도의 알바니아어와 알바니아어 문학 부흥의 노력 등이 있었으며, 당시 성작자였던 존 부주쿠는 알바니아어를 카톨릭 예배식에서 폭넓게 사용하였고, 이는 마르틴 루터의 독일에서의 업적과 유사하다고 평가된다.
1555년 존 부주쿠가 집필한 메사리 (Meshari)는 중세 알바니아어 문학사에서 가장 중요한 문학 작품 중 하나로 여겨진다. 알바니아어의 이전의 문어체는 정제된 수준의 언어 표현과 안정된 맞춤법에 집중하였으나, 이러한 문어체의 성격은 일반 대중들에게 크게 받아들여지지 못하였다. 부주쿠의 기록물 이전에도, 알바니아어가 문자로 기록되었다는 문헌들이 최소 14세기부터 존재한다. 가장 초기의 증거 문헌으로는 서기 1332년 당시 프랑스 출신 도미니크회 소속 바르 대주교 윌리예무스 아달이 저술한 라틴어 기록물에서 알바니아인들이 라틴 문자를 이용하여 책을 집필하였으나, 라틴어와는 다른 형식의 문어체를 사용하였다고 기술되어 있다. 이외의 알바니아어 저서로는, 1462년 당시 두러스 주교 팔 옌젤리가 라틴 문자를 사용하여 알바니아어로 기술한 포뮬라 에 파자씨미트 (Unte paghesont premenit Atit et Birit et spertit senit), 1497년 당시 알바니아를 여행하던 독일인 아놀드 폰 하르프가 집필한 알바니아어 단어 사전, 15세기 마태오의 복음서에서 발췌한 성경의 일부분을 그리스 문자를 사용하여 알바니아어로 집필한 저서 등이 있다.
당시 쓰여진 알바니아어 출판물은 종교 문서 뿐만 아니라, 역사적 연대기의 내용도 다루고 있었다. 1504년 당시 인류학자 마린 발레티는 자신의 저서 슈코더르 포위 (Rrethimi i Shkodrës)에서 알바니아 사람들의 언어 (in vernacula lingua)로 쓰인 연대기를 추려낸 바 있으며, 이후 1508년 그의 대표작 중 하나로 기록되는 스칸데르베그의 위인전을 펴내기에 이른다. 이 저서는 스칸데르베그에 대한 연구의 기반을 마련하였으며, 알바니아 문화와 국가 정체성의 형성에 크게 기여한 것으로 평가된다.
16~17세기 동안에는 레케 마트렁가의 교리 문답 (1592), 기독교 교리 (1618), 예테르 부디의 리추아르 로마넘 (Rituale romanum, 1621), 프랑 바디의 조지 카스트리오트의 후회 (1636), 예테르 보그다니의 예언자 모임 (Cuneus Prophetarum, 1685) 등의 중세 대표작들이 알바니아어로 출판되었다. 근현대에서 가장 유명하였던 알바니아 작가로는 이스마일 카다레가 있다. 그는 노벨 문학상 수상자 후보로 여러 차례 거론된 바 있다.

### 민속
알바니아의 민속 신화는 신화, 전설, 민속, 동화, 그리고 알바니아인들의 우상들로 구상되어 있다. 일바니아 민속 신화에 등장하는 주요 인물들의 대부분은 최전선 전사들의 노래 (알바니아어: Këngë Kreshnikësh or Cikli i Kreshnikëve)에 기술되어 있다. 알바니아 민속신화의 인물들은 크게 변신 (變身)의 인물들과 역사적 전설 인물들로 분류할 수 있다. 알바니아의 민속 신화는 고전 고대 당시 알바니아에 거주하고 있었던 일리리아인들의 고대 신화에 기반하여 있다. 대표적인 알바니아 신화 속 인물로는 바르다, 발로즈, 에 부쿠라 에 데우트, 에 부쿠라 에 치에리트, 엔, 페런디, 프렌데, 토모르, 그리고 자나 에 말릿 등이 있다.
알바니아의 민속 구전은 19세기 중반, 요한 게오르그 폰 한, 칼 H. 레인홀드, 주세페 피테, 오귀스트 도존, 얀 야르닉, 구스타프 마이어, 홀거 플더슨, 구스타프 바이간드, 그리고 어우구스트 레스키엔 등의 학자들에 의해 처음으로 기록되었다.

### 의복

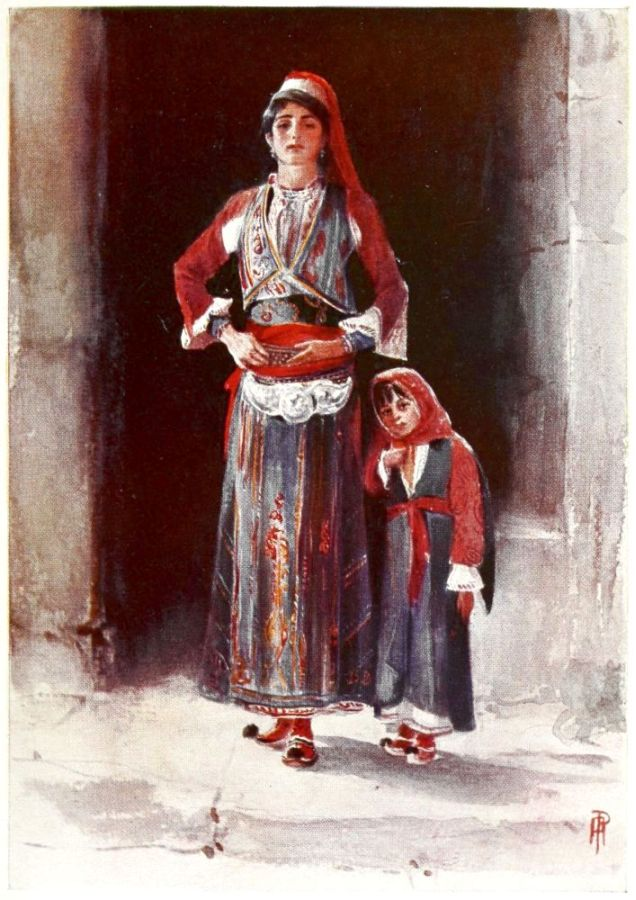
알바니아 평민의 의복. (퍼시 앤더슨, 1906)

알바니아의 전통 의상에 대한 기록은 고전 고대에서부터 발견된다. 알바니아의 전통 의상은 알바니아와 알바니아어를 사용하는 지역 (아르버레셔인, 아르바니트인 그리고 아르바나시인을 포함한 교민 사회)에서 착용되는 200 종류 이상의 의상을 포함한다. 지역마다 다른 문화적, 지리적 특성에 의해, 의상의 형식, 재질, 형태, 세부, 제작 방식 등이 다르게 나타난다. 일리리아 시절부터 독립적으로 축적해온 문화 정체성은 알바니아의 의복 문화가 다른 유럽 국가와 분리되는 중요한 요인 중 하나로 설명된다. 알바니아의 전통 의상은 종종 태양, 독수리, 위성, 항성, 그리고 뱀 등의 일리리아 고대 토속신앙의 상징물들로 장식되기도 한다. 현대 알바니아 사회에서는 전통 축제, 종교 기념일, 결혼식, 그리고 전통 무용단 등의 상황에 따라 전통 의상을 착용한다. 북부 고산지역, 남부 평지대의 일부 보수적인 노년층은 일상 생활에서도 전통의상을 착용한다.
알바니아의 전통 의상은 주로 가죽, 모직, 리넨, 마펄프, 그리고 실크 등 알바니아 전통 농경사회에서 자주 쓰이는 재료로 만들어졌다. 오늘날, 알바니아의 전통 직물들은 정교한 전통 무늬로 장식된다. 이 중에서도 중요한 전통 의상으로는 피스, 샤포 알바뉴아, 쥘라풰, 푸스타넬라, 조비에라, 자마단, 브레즈, 조라페, 오핑가 등이 있다.

### 음식

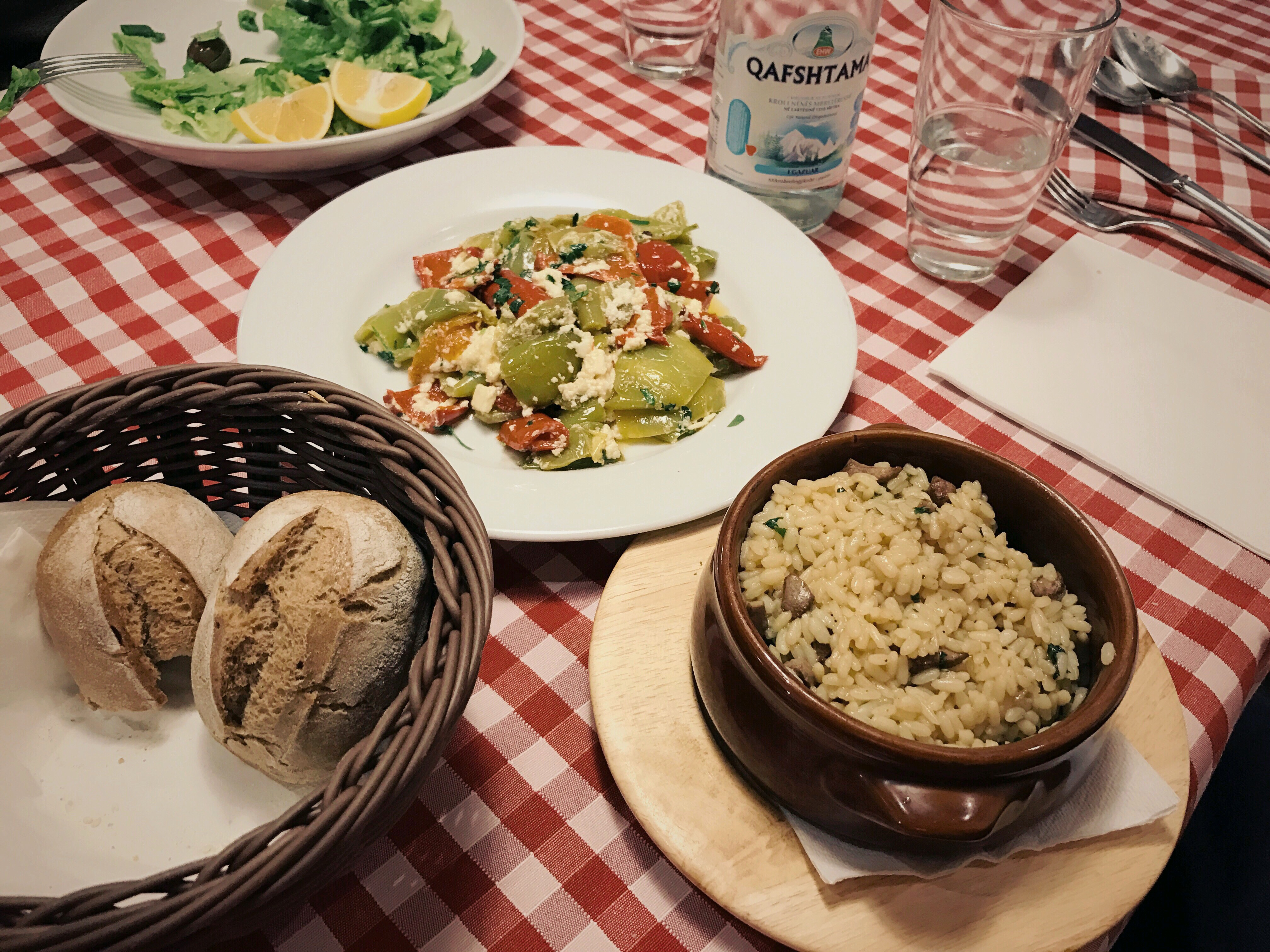
쌀 캐서롤은 오븐에 구워진 뚝배기에 내오는 알바니아의 전통 요리이다.

알바니아의 식문화는 다른 지중해와 발칸반도 국가들과 더불어 오랜 역사 동안 여러 지역의 영향을 받았다. 각각의 시대 동안, 고대 그리스인, 고대 로마인, 비잔티움 제국, 오스만 제국 그리고 이외의 다양한 민족 집단들이 알바니아 지역을 거치며 알바니아의 식문화에 영향을 끼쳤다.
알바니아인들은 점심을 가장 중요한 식사로 여기며, 이때 주로 토마토, 오이, 단고추, 올리브와 올리브기름, 식초, 그리고 소금을 곁들인 샐러드를 먹는다. 채소와 고기를 같이 요리한 음식도 같이 나온다. 호박은 알바니아에서 식재료뿐만 아니라 장식, 혹은 선물용으로도 쓰이며, 특히 베라트 현에서는 호박과 관련된 전통 풍습이 많이 존재한다. 두러스, 사란더, 그리고 블로러와 같은 연안 지역에서는 해산물이 자주 쓰이는 반면, 고산 지대에서는 훈제 처리된 육류와 식초에 절여진 저장 식품들을 발견할 수 있다.

### 영화

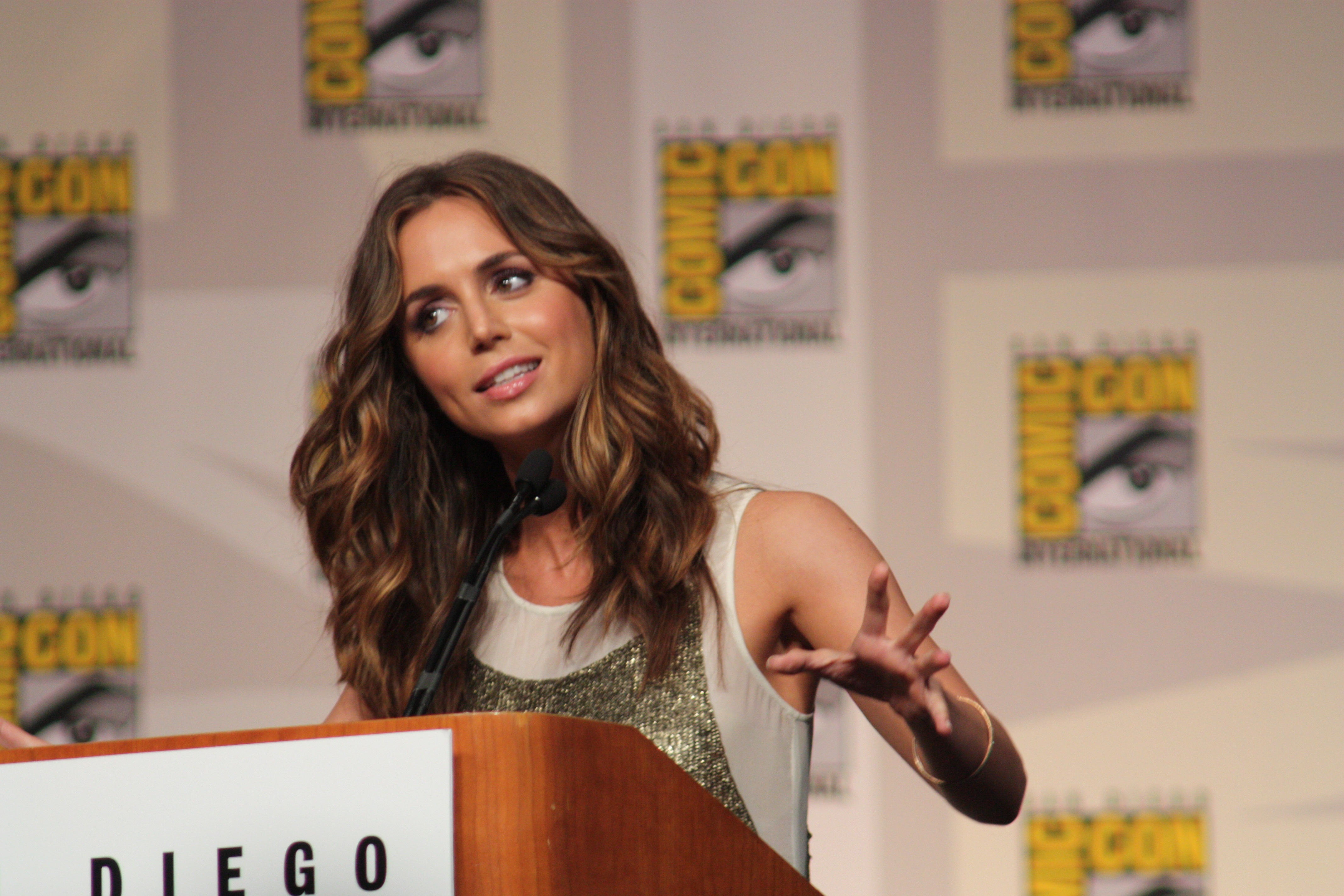
알바니아계 미국인 여배우 일라이자 두슈쿠는 트래블 채널과 론리 플래닛과 함께 알바니아의 관광홍보를 위한 다큐멘터리 소중한 알바니아를 제작하였다.

알바니아 영화예술의 역사는 1911년와 1912년 몇편의 외화와 여러 편의 전쟁 기록영화를 상영한 것에서부터 거슬러 올라간다. 알바니아에서 처음으로 대중에게 상영된 영화는 믿을 수 있는 패디라는 잘 알려지지 않은 코미디 영화이다. 외화의 유통은 슈코더르와 코르처 등의 도시에서 시작하였다. 최초의 알바니아 영화들은 대부분 다큐멘터리 영화로; 그 중 첫 작품은 1908년 알바니아 철자를 발표한 마나스티리트 회의의 내용을 다루었다. 공산정부 시기에는 알바니아 영화 연구소가 소련의 지원을 받아, 전쟁 당시의 분투를 담은 프로파간다 성격의 영화 제작에 집중하였다. 1990년에 이르러서는, 200편 이상의 영화가 알바니아에서 제작되었으며, 450곳 이상의 상영관이 알바니아에 자리잡고 있었다. 1990년대 공산 정부가 몰락하며 경제적인 변화가 이루어지며, 알바니아 영화 연구소는 해체되고 이후 민영화되었다. 이후 새롭게 국가 영화 센터가 설립되었고, 알바니아 도시 곳곳에 새롭게 지어진 영화관에서는 미국 영화를 주로 상영하였다.
1952년, 당시 알바니아 공산정부는 알바니아 국가 영화 센터를 설립하였다. 이후 알바니아 국가 영화 센터는 소련의 인력들과 합작하여 알바니아 국가 영웅인 스칸데르베그의 영웅적 일대기를 담은 영화이자 알바니아 첫 서사 영화인 위대한 전사 스칸데르베그를 제작하였다. 당시 이 영화는 칸 영화제에서 수상하였다. 대표적인 알바니아 영화감독으로는 안다미온 무라타지, 베심 사합치우, 쟈피세 케코, 디미테르 아나그노스티, 큐이팀 차슈쿠, 룰예타 호자, 사임 코코나, 사이미르 쿰바로, 크리스타크 미트로, 레온 케페즈비, 그리고 지에르지 츄바니 등의 인물이 있다. 알바니아의 대표적인 배우로는 니크 자일리자이, 클레멘트 티나즈, 마시엘라 루샤, 블레림 데스타니, 알렉산데르 모이시유, 틴카 쿠르티, 예터 말로타, 산데르 프로시, 그리고 마가리타 체파 등의 인물이 있다.
티라나 국제 영화제는 2003년 설립하여 알바니아와 발칸 지역에서 가장 큰 영화 축제 중 하나로 자리잡았다. 두러스는 두러스 하계 국제 영화제의 개최 도시로, 매년 8월 말 혹은 9월 초 두러스 대극장에서 열리는 축제를 기획한다.
알바니아 교민 사회에서도 국제적으로 유명한 배우들이 있다. 대표적인 인물로는 알바니아계 미국인인 일라이자 두슈쿠, 제임스와 존 벨루시, 알바니아계 코소보인인 베킴 페미유와 아르타 도브로시, 그리고 알바니아계 터키인인 바리스 아르둑 등이 있다.

### 스포츠

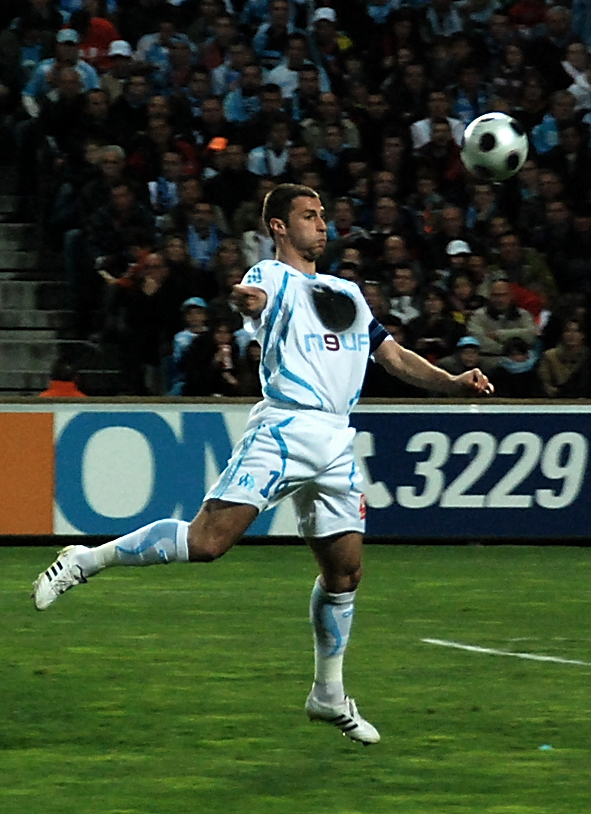
로리크 차나는 알바니아에서 가장 우수한 축구 선수 중 하니이다. 그는 올랭피크 드 마르세유와 알바니아 축구 국가대표팀의 주장을 맡은 경력이 있다.

알바니아는 1972년 하계 올림픽에 처음으로 출전하였다. 또한 2006년 동계 올림픽에 데뷔를 하였다. 알바니아는 네번의 올림픽에 출전 못하였는데, 그중 두번은 1980년과 1984년 보이콧 사태로 인해 불참한 것이나, 1992년 하계 올림픽에 다시 참가하기 시작하였다. 그 이후로, 알바니아는 올림픽에 불참한 적이 없다. 알바니아는 수영, 육상, 역도, 사격 그리고 레슬링 등의 종목에 참가한다. 알바니아는 1972년부터 알바니아 국가 올림픽 위원회를 운영하고 있다. 알바니아는 1987년부터 지중해 경기 대회에 참가해왔다. 알바니아 선수들은 1987년부터 2013년까지 이 경기에서 43개의 메달을 획득해왔다 (금메달 8, 은메달 17, 동메달 18).
알바니아에서는 축구, 역도, 농구, 배구, 테니스, 수영, 럭비, 그리고 체조 등의 스포츠 종목이 인기있다. 그 중 축구는 알바니아에서 가장 인기있는 종목이다. 알바니아의 축구는 1930년 창립한 알바니아 축구 협회 (알바니아어: Federata Shqiptare e Futbollit, F.SH.F.)가 관리하며 FIFA와 UEFA의 회원권을 보유하고 있다. 알바니아에 축구가 들어온 것은 20세기 초, 슈코더르의 기독교 미션 스쿨 학생들이 처음 경기하였던 것에 그 시초를 두고 있다.
알바니아 축구 국가대표팀은 2017년 기준 세계 51위 (2015년 8월 22일에는 22위로 최고 순위 기록)로 1946년 발칸 컵과 2000년 몰타 국제 토너먼트에서 우승한 이력이 있으나, 최근 UEFA 유로 2016에서의 출전을 제외하고는 어떠한 UEFA 혹은 FIFA 주요 경기에 출전하지 못하였다. 알바니아의 저명한 축구 클럽으로는 KF 스컨데르베우 코르처, KF 티라나, FK 디나모 티라나, FK 파르티자니 티라나, 그리고 KF 블라즈니아 슈코더르 등이 있다.
역도는 알바니아에서 가장 활성화되어 있는 스포츠 종목 중 하나로, 국가대표팀이 유럽 역도 선수권 대회와 국제 대회에서 우수한 성적을 내고 있다. 알바니아의 역도 선수들은 유럽 선수권 대회에서 금메달 1, 은메달 7, 동메달 8, 도합 메달 16개의 성적을 거두었다. 알바니아 역도 국가대표팀은 세계 역도 선수권 대회에서 1972년 금메달, 2002년 은메달, 2011년 동메달의 성적을 내었다.

### 디아스포라
고대부터, 알바니아인들은 남유럽 지역에서 교민 사회를 구축해 왔다. 알바니아인 디아스포라는 15세기에 대규모로 형성되어, 다양한 사회정치적 이유와 오스만 제국의 알바니아 정복 등의 요인으로 당시 많은 알바니아인들이 이탈리아의 시칠리아와 칼라브리아주, 그리스 등지로 이주하였다. 이외의 정착지로는 터키, 미국, 아르헨티나, 그리고 칠레 등이 있다. 1991년 공산정부의 붕괴 이후, 많은 알바니아인들이 알바니아를 떠나 오스트레일리아, 캐나다, 프랑스, 독일, 이탈리아, 스칸디나비아, 스위스, 그리고 영국으로 이주하였다.
알바니아 출신의 저명한 인물로는 테레사 수녀, 페리드 뮤라드, 리타 오라, 베베 레자, 듀아 리파, 토니 도볼라니, 파디르 베리샤, 슈코드란 무스타피, 그라니트 자카, 제르단 샤치리, 마테오 무사치오, 에르네스또 사바또, 그리고 세실리아 볼로코 등이 있다.